# British Museum
Le British Museum (en français « Musée britannique », appellation couramment utilisée jusqu'au XXe siècle, mais devenue rare) est un musée de l'histoire et de la culture humaine, situé dans le quartier de Bloomsbury à Londres, au Royaume-Uni. Ses collections, constituées de plus de sept millions d’objets, sont parmi les plus importantes du monde et proviennent de tous les continents. Elles illustrent l’histoire humaine de ses débuts à aujourd'hui.
Le musée a été fondé en 1753 et ouvert au public en 1759. Son statut actuel de non-departmental public body lui permet d’être financé par le département de la Culture, des Médias et du Sport. Le British Museum compte six millions de visiteurs par an et s'affiche comme le site touristique le plus fréquenté de Grande-Bretagne. Comme dans la plupart des musées et galeries d’art du Royaume-Uni, l’entrée est gratuite, à l’exception de certaines expositions temporaires ; les dons sont encouragés.

## Histoire

### Ouverture en 1759

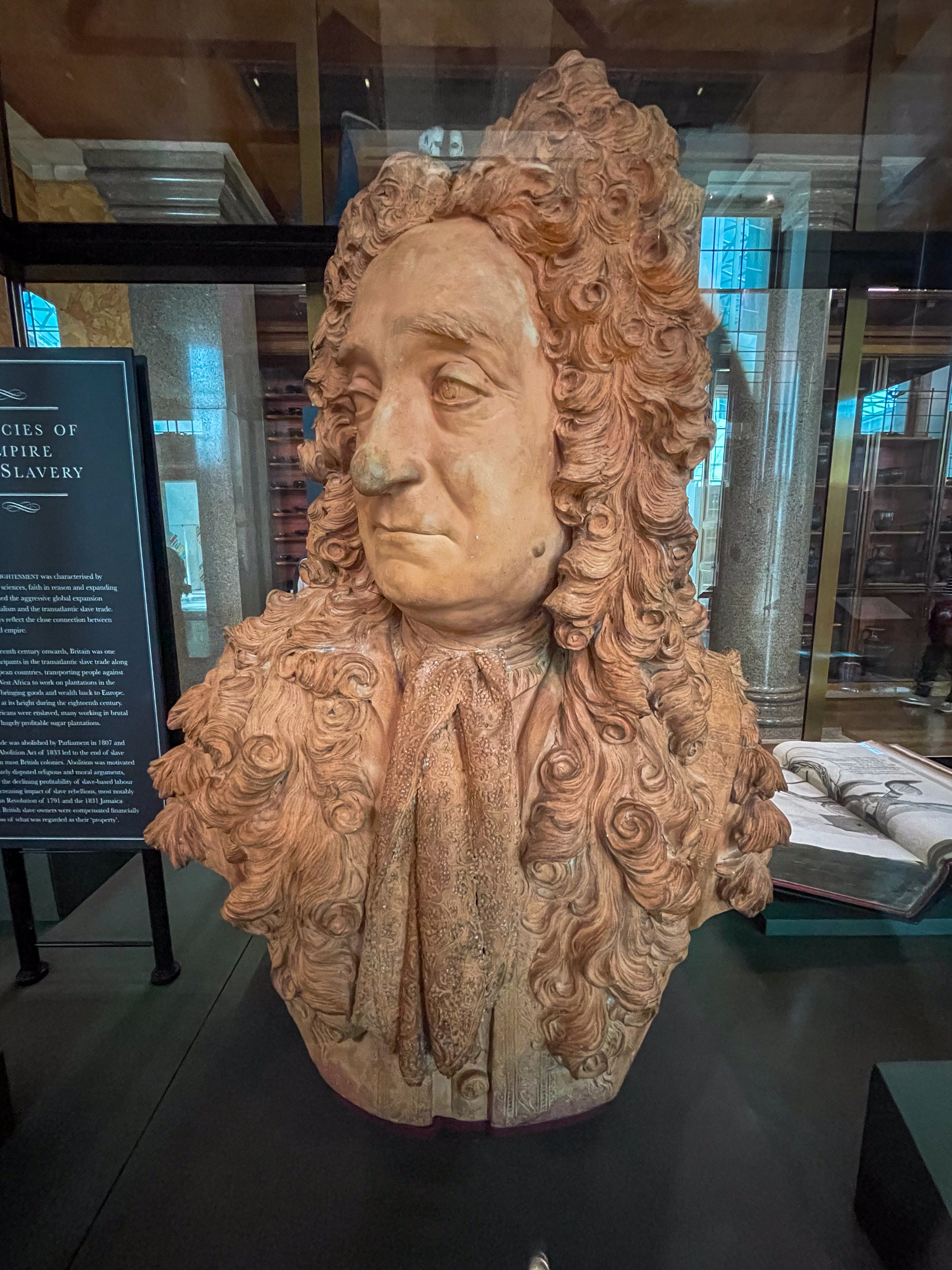
Le buste de Hans Sloane en vitrine au British Museum.

Le British Museum est créé en 1753, notamment à partir de l'immense collection de 71 000 objets léguée par le riche médecin et scientifique sir Hans Sloane,.
Le musée est ouvert au public le 15 janvier 1759 à la Montagu House à Bloomsbury, au même emplacement qu'aujourd'hui ; il compte alors quelque 80 000 objets. Les collections s’enrichissent notamment avec les contributions du capitaine Cook, et de William Hamilton, archéologue et diplomate britannique.
La défaite de Napoléon en Égypte (campagne d'Égypte) permet d’acquérir des pièces d'art égyptiennes, dont la pierre de Rosette. Puis au début du XIXe siècle, lord Elgin, ambassadeur à Constantinople, apporte au musée des sculptures du monde grec.

### Nouveau bâtiment, érigé en 1865
En 1865, un nouveau bâtiment est construit rue Great Russell dans le quartier de Tottenham Court, pour remplacer l'ancien (Montagu House). Le bâtiment comporte une vaste salle de lecture dans laquelle nombre d'écrivains, philosophes et savants illustres ont travaillé, comme Karl Marx ou Charles Dickens. 
Les collections d’histoire naturelle furent déplacées dans un nouveau musée (musée d'histoire naturelle de Londres, Natural History Museum) à South Kensington en 1880. Jusqu'en 1997, le British Museum hébergeait dans le même bâtiment le musée et la bibliothèque nationale : depuis lors, la British Library est située près de la gare de Saint-Pancras). Enfin en décembre 2000 est ajoutée la « Grande Cour ».

### Expositions et afflux touristique auXXIesiècle
La plus importante exposition provisoire hébergée par le British Museum au long de son histoire est celle intitulée « The First Emperor: China's Terracotta Army », du 13 septembre 2007 à avril 2008, qui a rassemblé 120 objets et 12 soldats de terre cuite provenant du mausolée de Qin Shi Huang, le premier empereur de Chine. Cette exposition a fait du musée l’attraction culturelle la plus visitée du Royaume-Uni en 2007 et 2008,.
Une autre exposition mémorable est celle de 1972 consacrée au pharaon Toutânkhamon.
Le British Museum est devenu au XXIe siècle, avec le Tower Bridge, le palais de Buckingham, ou d'autres grands sites, l'un des piliers du succès touristique  de la ville de Londres, confrontée au tourisme de masse.

### Travail de mémoire autour du fondateur de la collection
En août 2020, à la suite du mouvement de protestation Black Lives Matter, le British Museum retire de son piédestal le buste de son fondateur, Hans Sloane, médecin et naturaliste enrichi grâce aux plantations esclavagistes de son épouse. Le buste est depuis exposé dans une vitrine en rappelant ses activités. Selon le directeur du musée, Hans Hartwig : « Nous l'avons retiré de son piédestal où personne ne le regardait pour le placer sous le feu des projecteurs ».

## Bâtiment
Le Smirke Building fut conçu par sir Robert Smirke dans un style néoclassique, et l'idée développée en 1823 ; la construction s'est achevée près de trente ans plus tard. Construit au départ pour abriter la bibliothèque personnelle du roi George III, ce nouveau bâtiment de forme carrée est situé au nord de Montagu House. L'aile sud du Smirke Building a finalement remplacé la vieille maison.
La salle de lecture circulaire, recouverte d'un dôme de 42,5 m de diamètre, fut bâtie en 1857 par Sidney Smirke, frère cadet de Robert Smirke.
L'Aile blanche, conçue par l'architecte John Taylor, fut ajoutée trente ans plus tard. Les galeries du roi Édouard VII, qui sont une addition dans le style Art nouveau, devinrent partie intégrante du musée en 1914.
Les ailes contenant les collections sont situées autour de la Grande Cour Elizabeth II, qui est la plus grande place couverte d'Europe. Elle a été conçue par Foster and Partners qui a gagné le concours lancé en 2000 dans trois buts : révéler les espaces cachés, repenser les anciens espaces, en créer de nouveaux. Norman Foster s'inspire de sa création pour le Reichstag de Berlin pour le toit. La cour est inaugurée le 6 décembre 2000 par la Reine Elisabeth II.

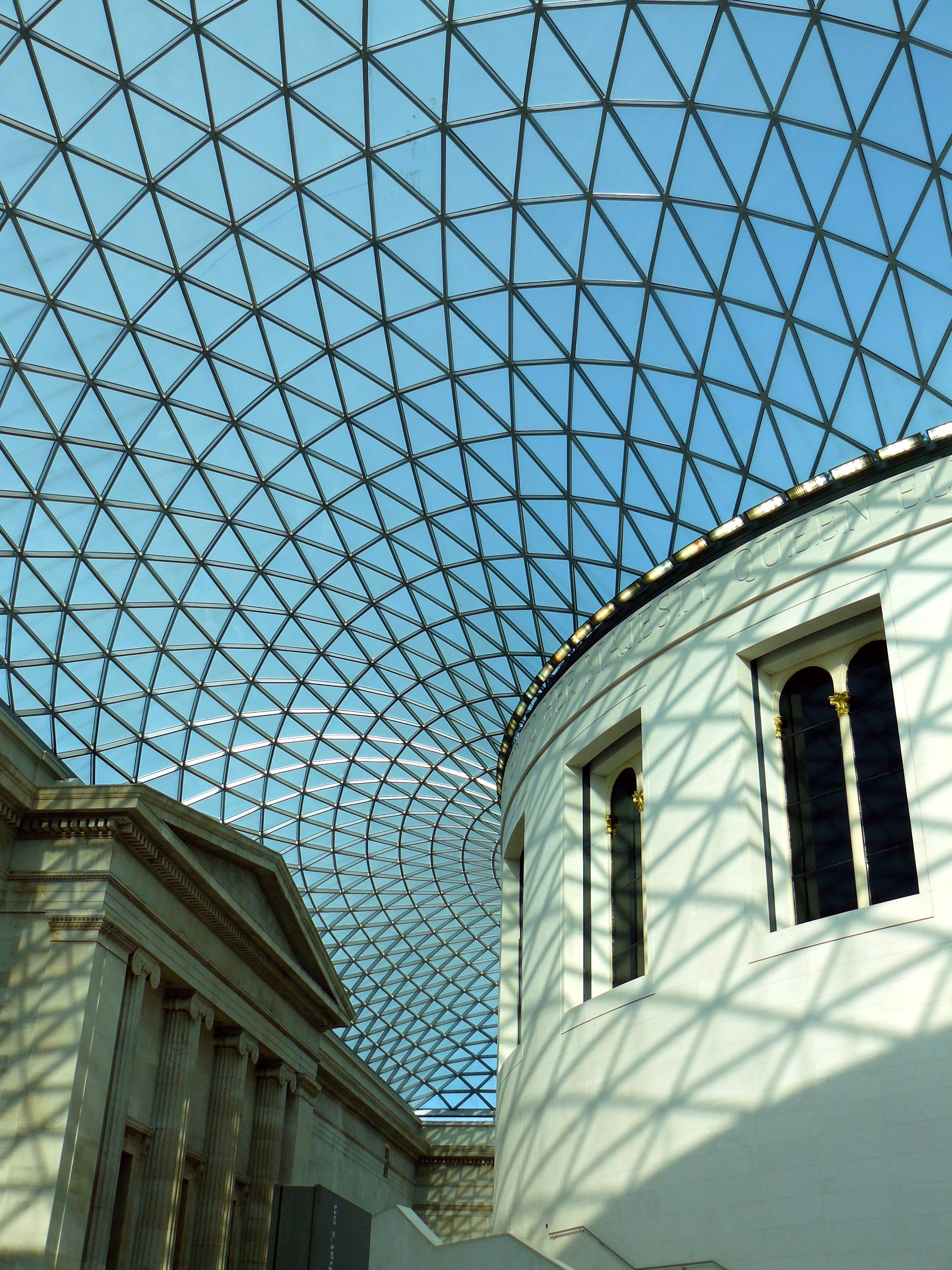
British Museum.
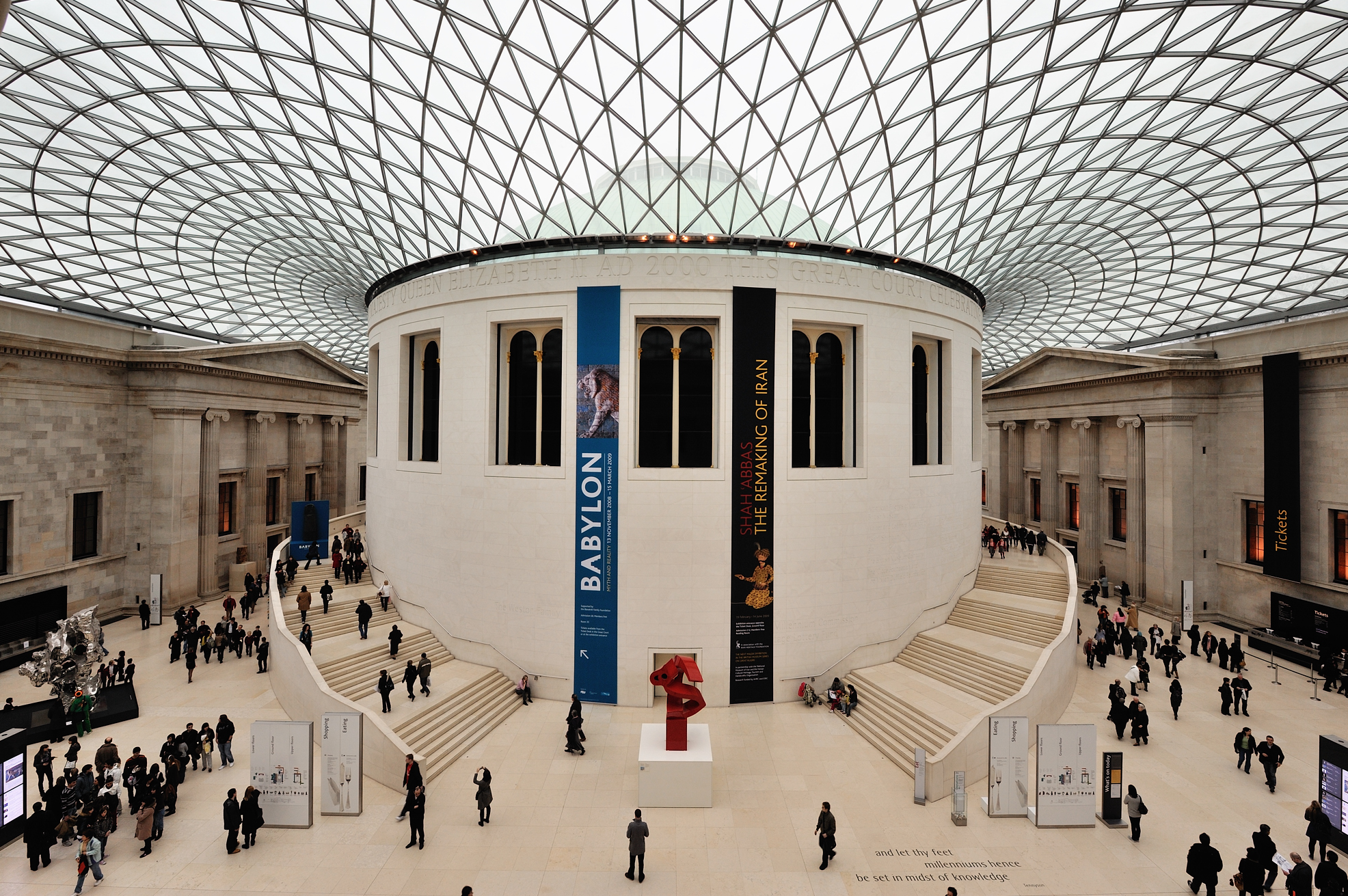
Vue d'ensemble de la grande Cour.
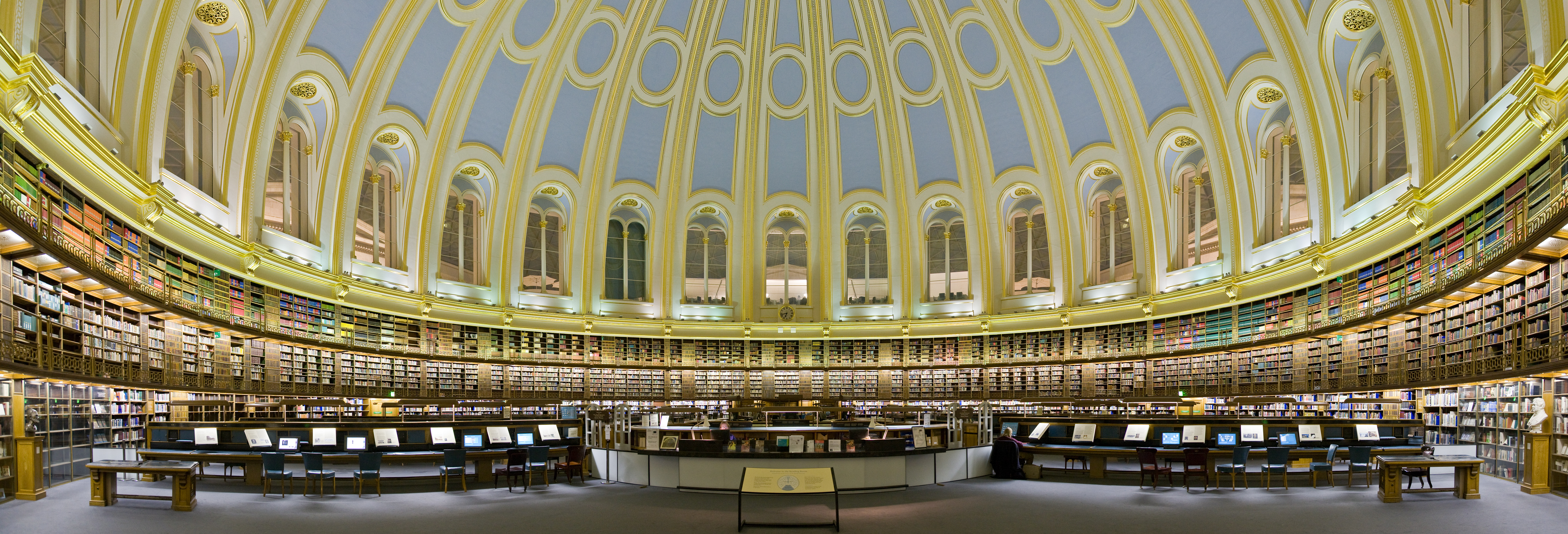
La salle de lecture du British Museum située au centre de la Grande Cour.

## Départements
Les salles sont regroupées en plusieurs départements, définis selon une grande région ou un thème, et d’autres qui sont temporaires :
- Égypte et Soudan antiques ;
- Antiquités gréco-romaines ;
- Moyen-Orient ;
- Asie ;
- Afrique, Océanie et Amériques ;
- Grande-Bretagne, Europe et préhistoire ;
- Estampes et dessins ;
- Monnaies et médailles ;
- Conservation et de la recherche scientifique.

### Égypte et Soudan antiques

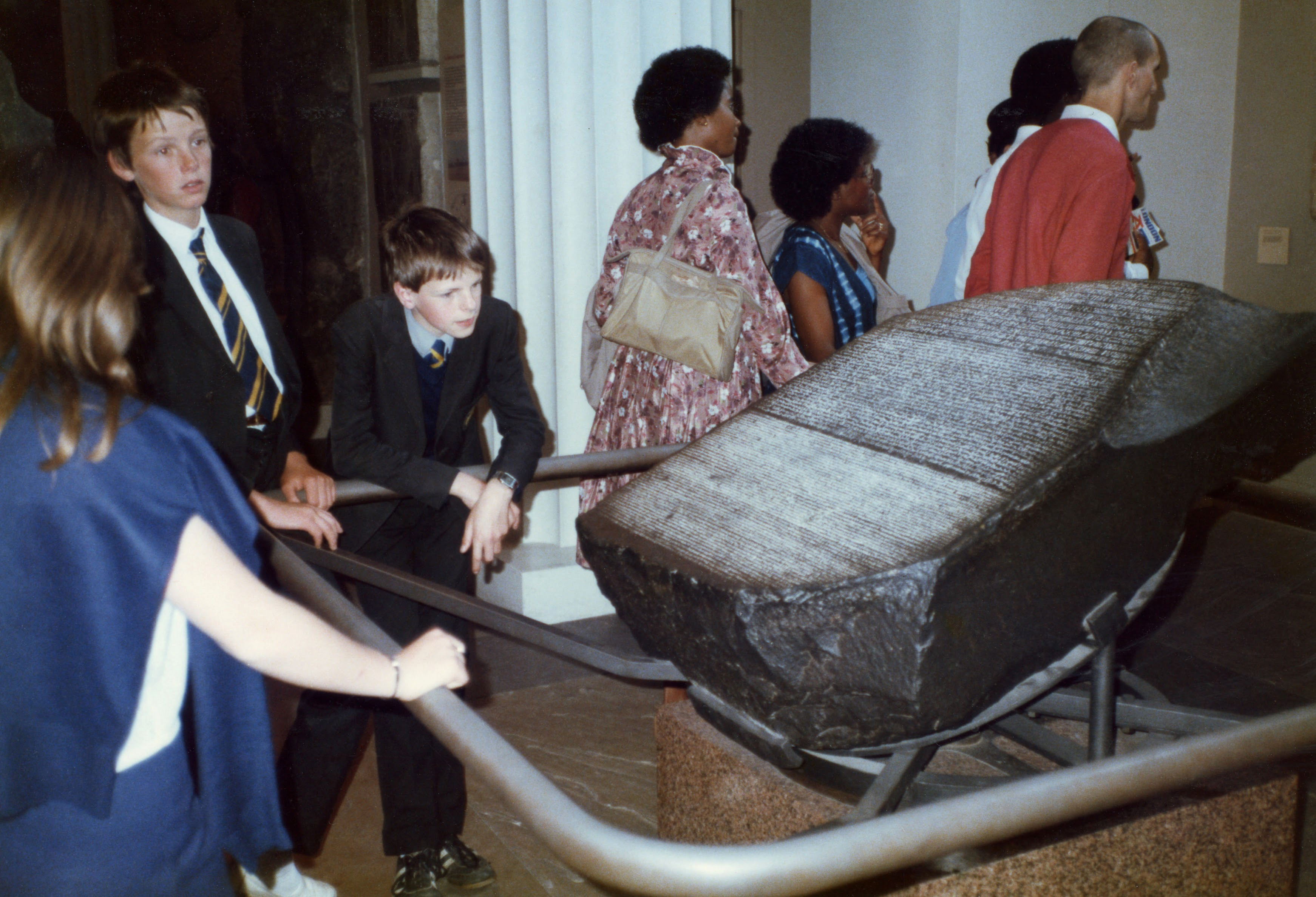
Jeunes visiteurs devant la pierre de Rosette, en 1985.

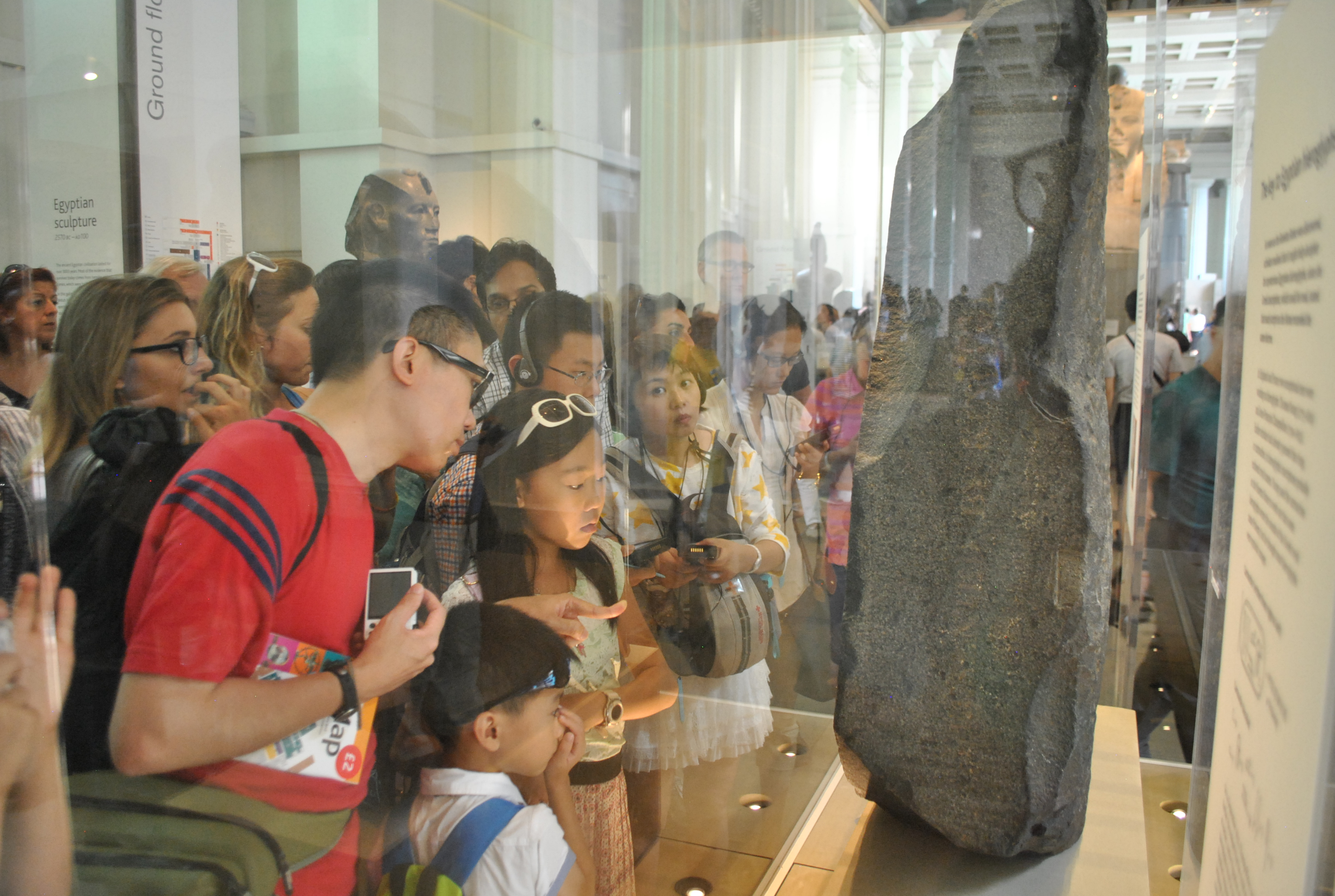
Affluence devant la pierre de Rosette, désormais en vitrine (2014).

Le British Museum héberge une des premières collections mondiales d'art de l'Égypte antique, avec des objets provenant de toutes périodes.
Les sept galeries égyptiennes permanentes du musée exposent seulement 4 % des objets conservés. La salle 4, la plus grande, abrite des pièces de sculpture monumentale et d’architecture pharaoniques, souvent couvertes d'hiéroglyphes.
Beaucoup d’autres aspects de la culture égyptienne antique sont représentés : les sarcophages et les momies, mais aussi des meubles, bijoux et autres objets trouvés dans les sépultures. Ils reflètent la pratique des enterrements somptueux pour les plus riches, dont les familles royales et les représentants du gouvernement.
Quelques pièces remarquables :

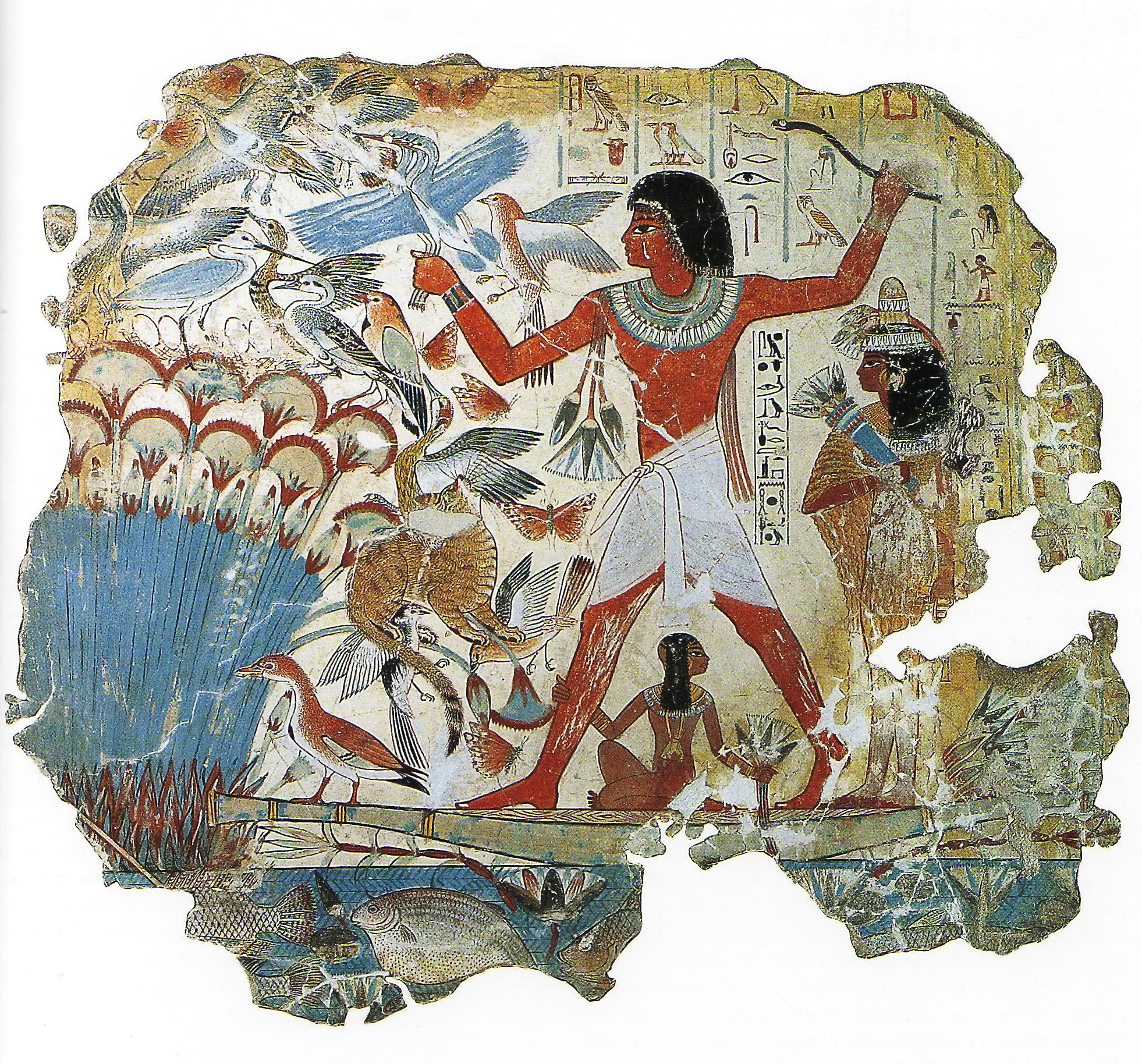
Fresque de l'Étang dans un jardin de la tombe de Nebamoun, Louxor, vers -1350.

- La momie « Ginger » (environ -3300) ;
- fausse porte en calcaire du mastaba de Ptahchepsès (-2380) ;
- statue en granite de Sésostris III (-1850) ;
- grande tête en granite d’Aménophis III (-1350) ;
- grande tête provenant d’une statue d’Amenhotep III (-1350) ;
- grand buste en calcaire d’Amenhotep III (-1350) ;
- les peintures de la tombe de Nebamon (-1350) ;
- morceau de la barbe du sphinx de Gizeh (-1300) ;
- statue en calcaire d’un mari et femme (-1300).

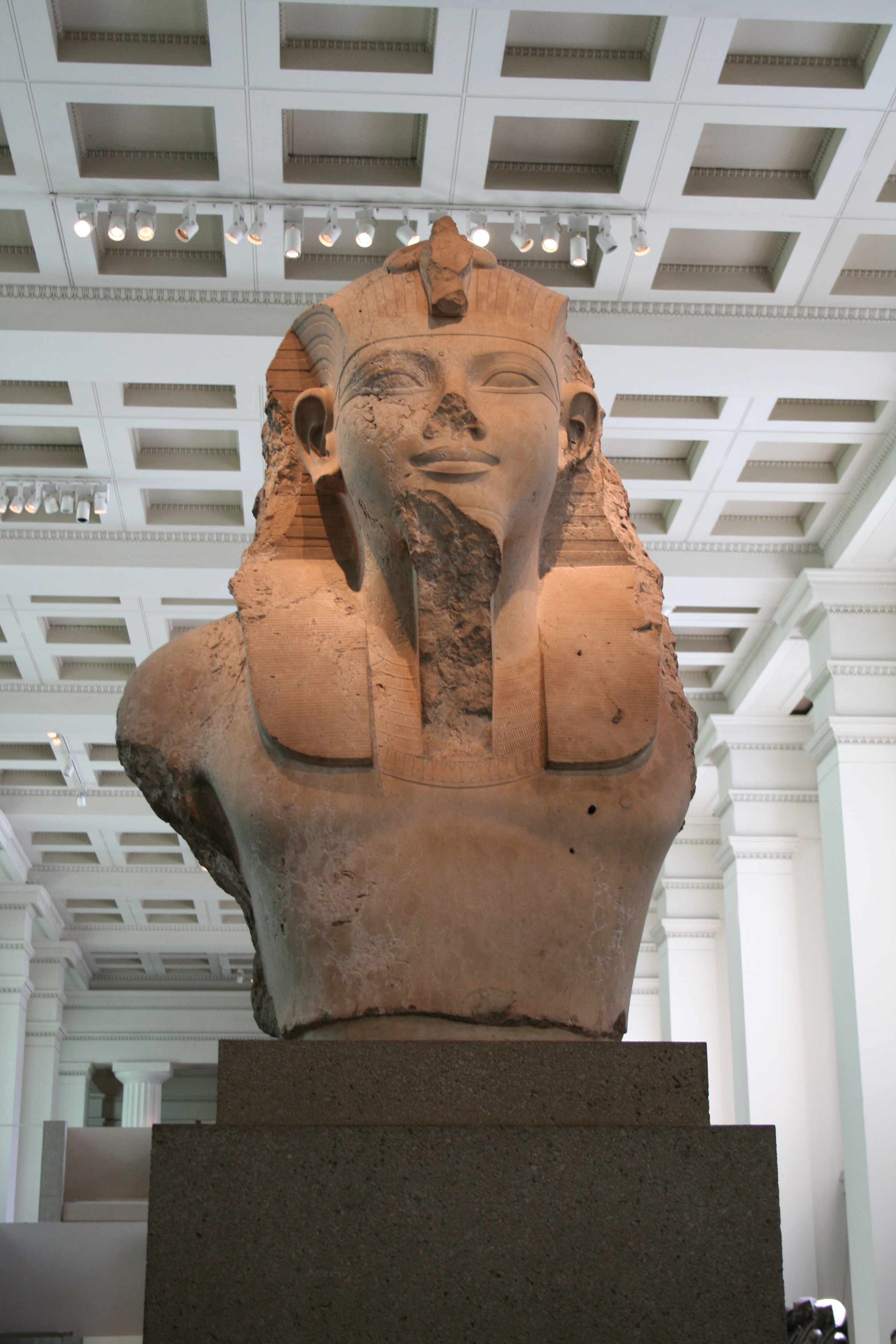
Statue colossale d'Amenhotep III, vers -1370.
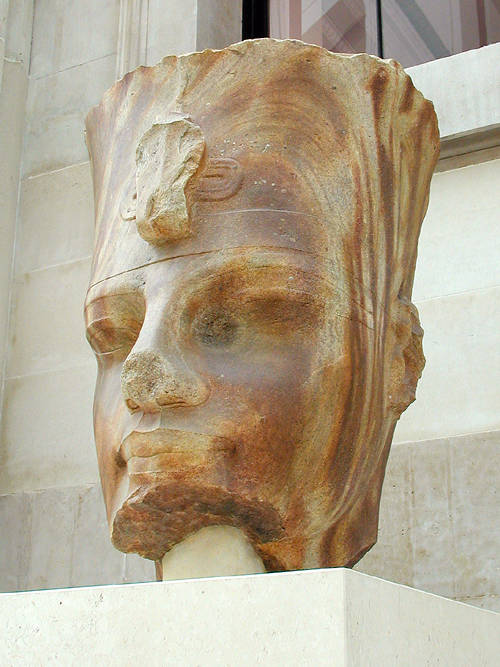
Statue colossale d'Amenhotep III, en quartzite, vers -1350.
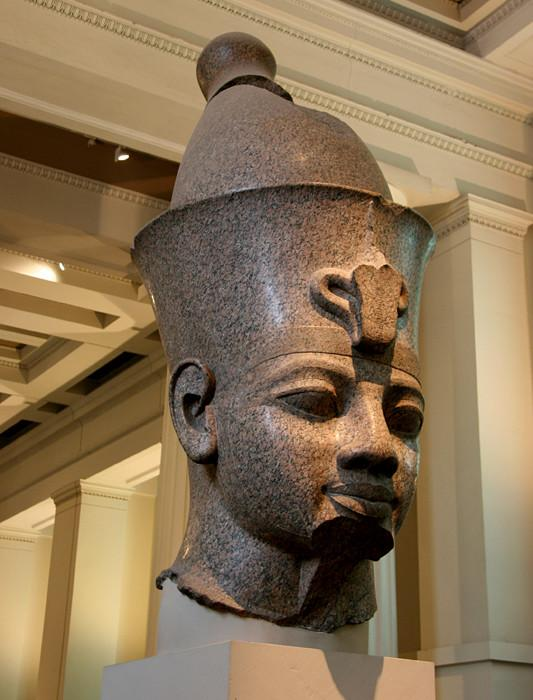
Grande tête en granite d’Aménophis III (−1350).
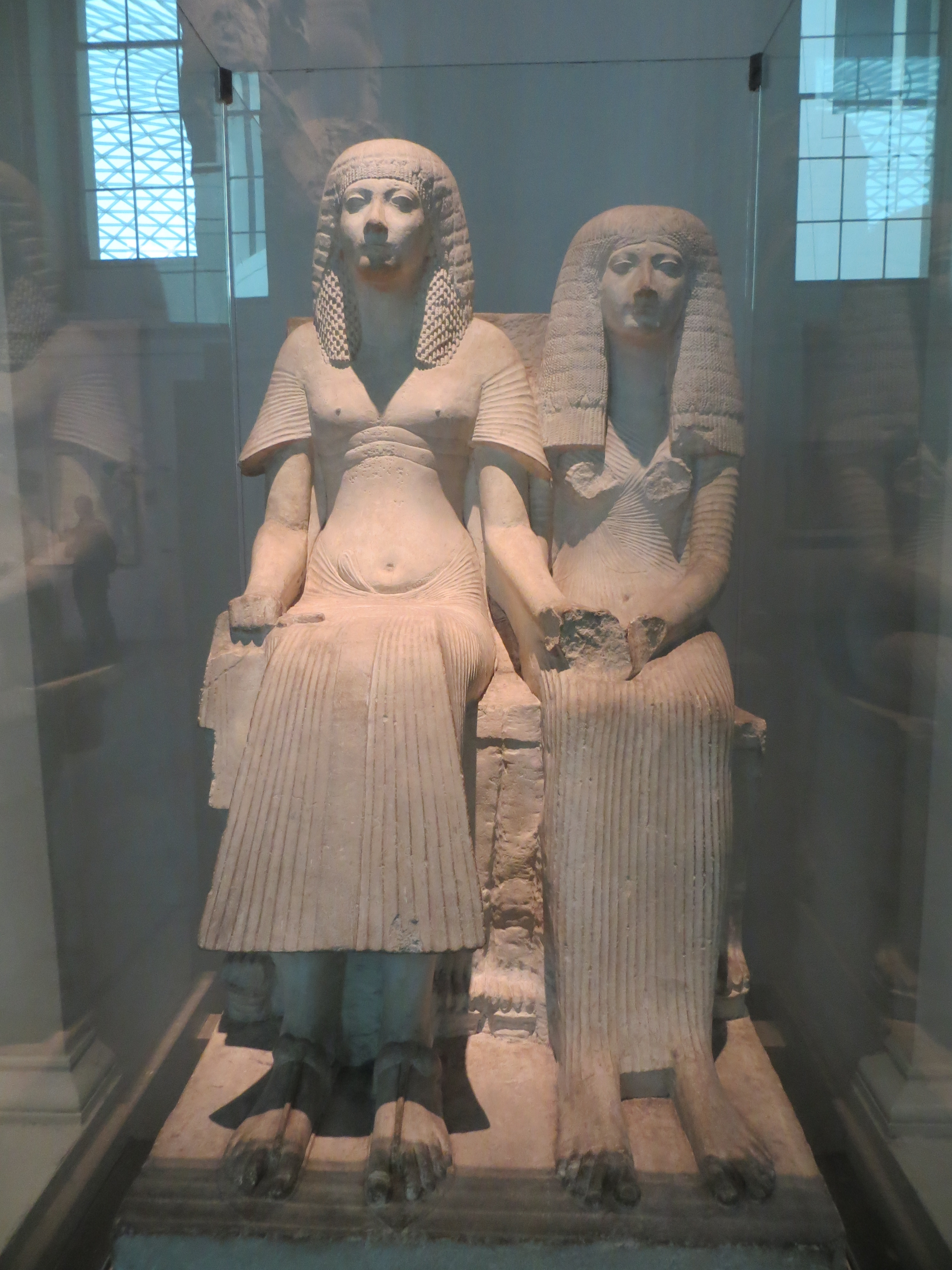
Statue en calcaire des époux Horemheb et Amenia, vers -1300/-1250.

- Grand buste de Ramsès II (-1250) ;
- liste des rois d’Égypte provenant du temple de Ramsès II (-1250) ;
- obélisque du pharaon Nectanébo II (règne de -360 à -343) ;
- la pierre de Rosette (-196) ;
- momie de Cléopâtre (Thèbes, -100) ;
- une centaine des lettres d'Amarna ;
- momies et sarcophages.

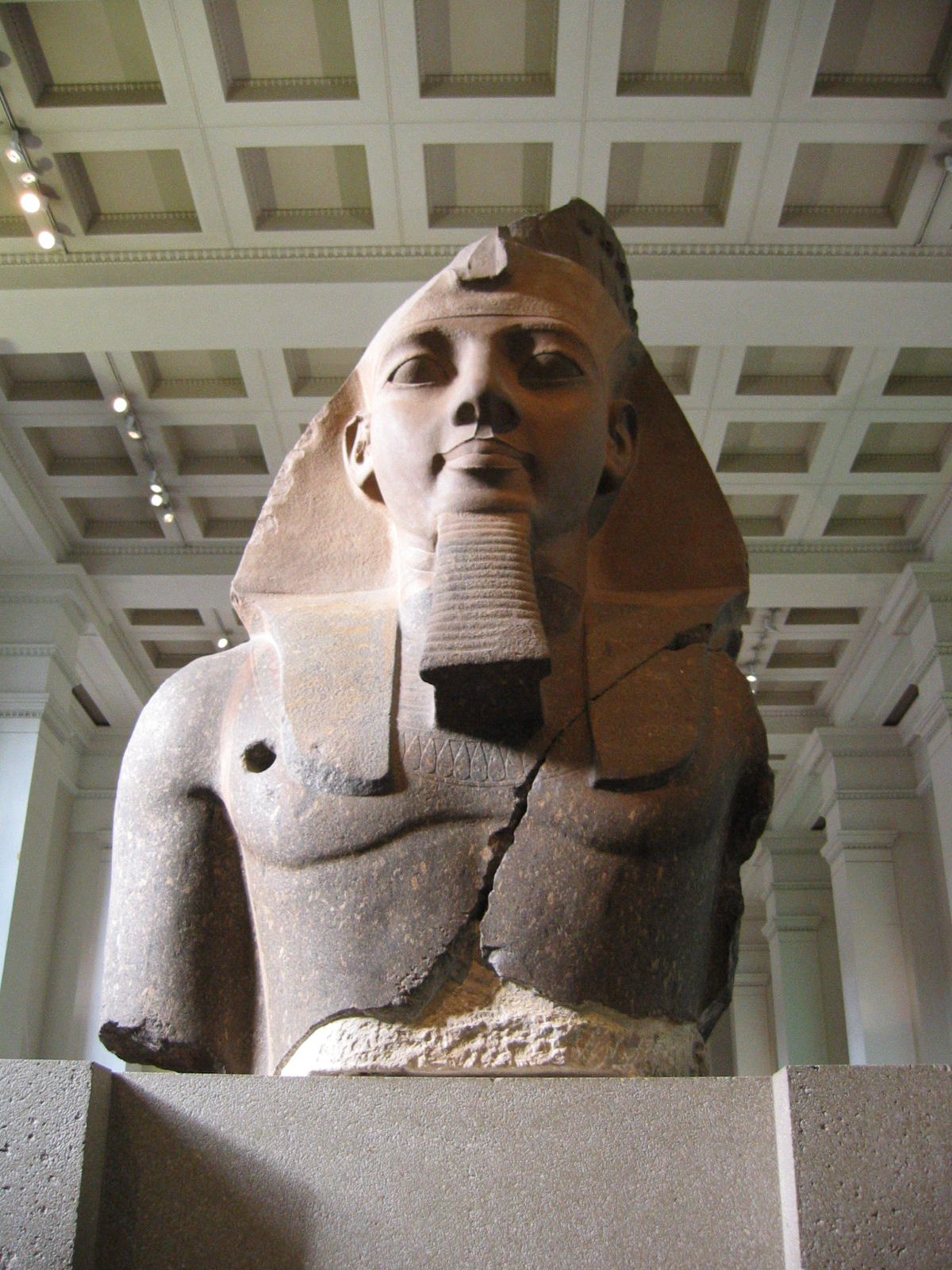
Grand buste de Ramsès II (−1250).
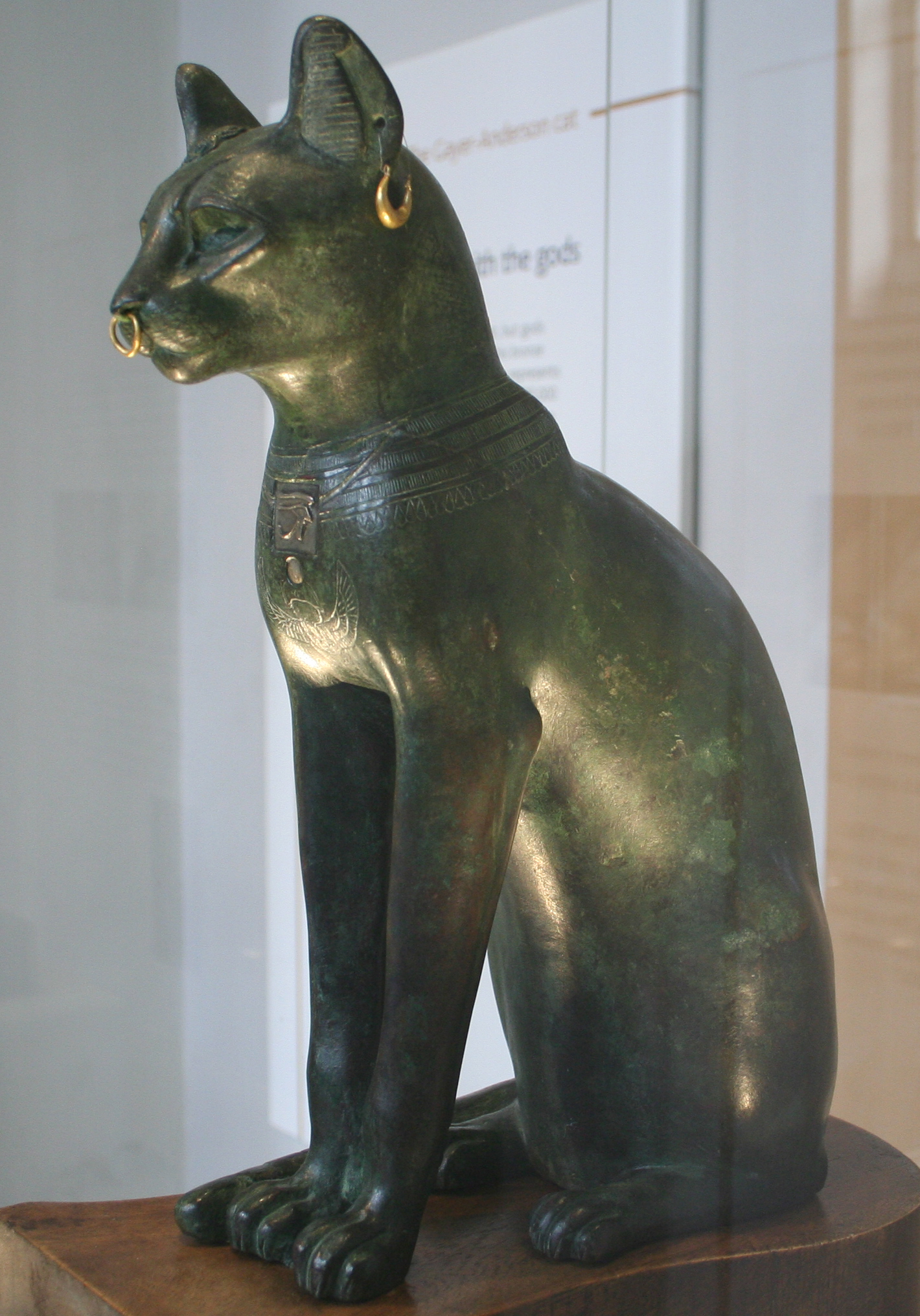
Chat de bronze, époque tardive, entre -664 et -332. Salle 4.
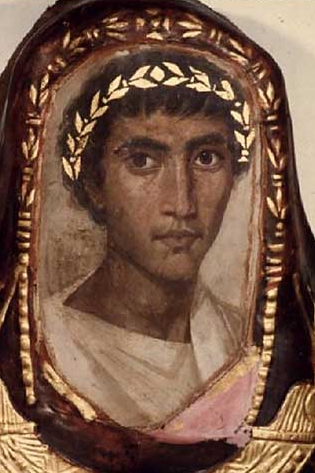
Peinture du Fayoum : portrait d'un Grec établi à Thèbes, IIe siècle. Salle 62.

### Antiquités grecques et hellénistiques

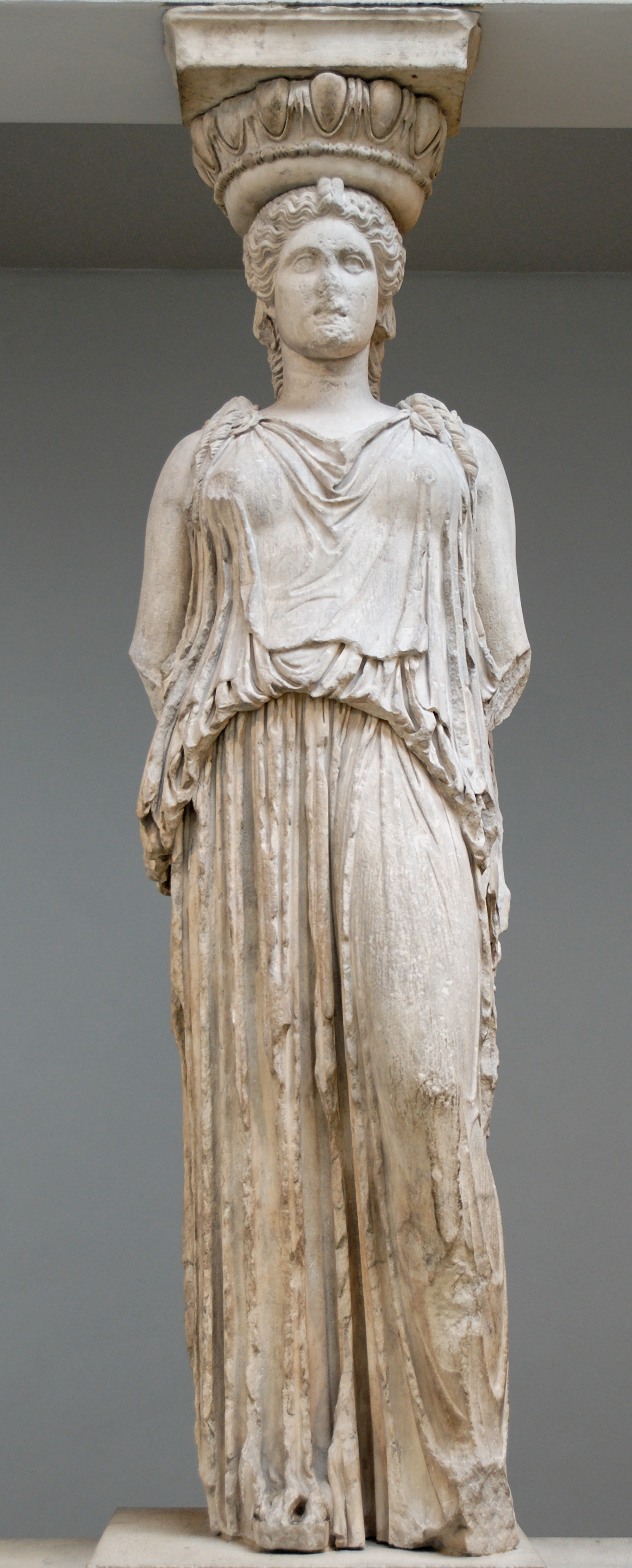
Caryatide de l'Érechthéion

Le British Museum possède l'une des plus vastes et des plus complètes collections d’antiquités du monde gréco-latin, avec plus de 100 000 objets répartis dans 24 salles : ce secteur est le plus important du musée. Pour le monde grec, les collections proposent des objets allant du début de la préhistoire jusqu'à l’ère byzantine. L’archéologie au XIXe siècle n'en était qu'à ses premiers balbutiements ; des chercheurs isolés : Charles Newton, John Turtle Wood, Robert Murdoch Smith et Charles Fellows, commençaient seulement à mettre au jour différents sites tout autour de la Méditerranée.
Les vestiges hellènes proviennent de l'ensemble du monde grec antique : de Grèce continentale et des îles Égéennes, jusqu'aux colonies d'Asie Mineure et d’Égypte en Méditerranée orientale, et même des tyrannies de Grande Grèce (Sicile et Italie méridionale). On y retrouve les cultures cycladique, minoenne et mycénienne, puis la Grèce classique avec d'importantes sculptures du Parthénon à Athènes, ainsi que des éléments de deux des Sept Merveilles du monde : le mausolée d'Halicarnasse et le temple d'Artémis à Éphèse.
Les points forts de la collection comprennent :
Temple d'Héphaïstos
- Cadre de coffre en marbre et coffre de la colonnade, (449-415 av. J.-C.)

Parthénon
- Les marbres du Parthénon (marbres d'Elgin),  (447-438 av. J.-C.)

Propylées
- Chapiteau et tambour à colonnes, (437-432 av. J.-C.)

Érechthéion
- Une colonne survivante et des accessoires architecturaux, (420-415 av. J.-C.)
- L'une des Cariatides , (415 av. J.-C.)

Temple d'Athéna Nikè
- Dalles et chapiteaux de la frise, (427-424 av. J.-C.)

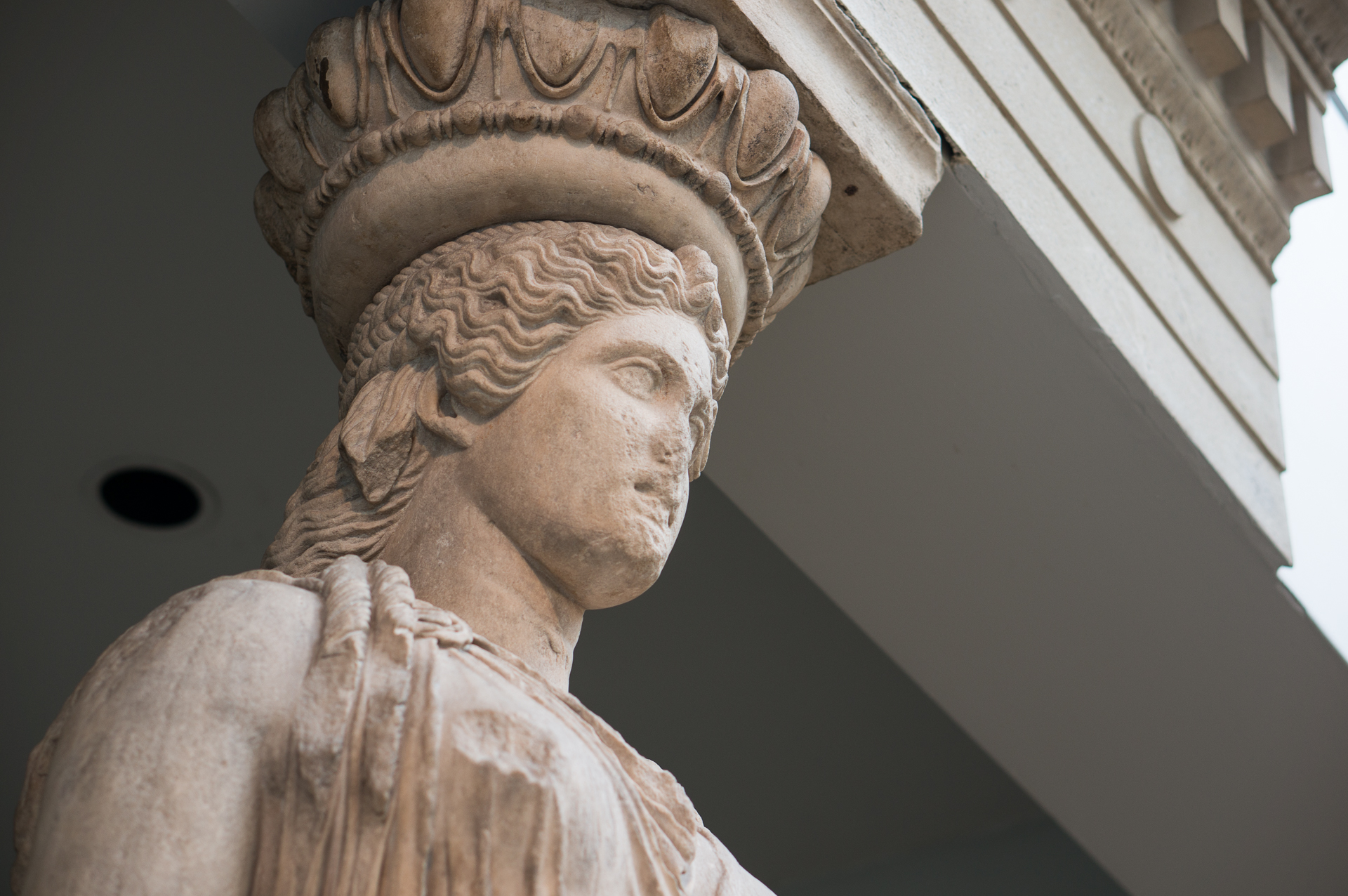
Salle 19. Caryatide de l'Érechthéion, Athènes, -420/-415.
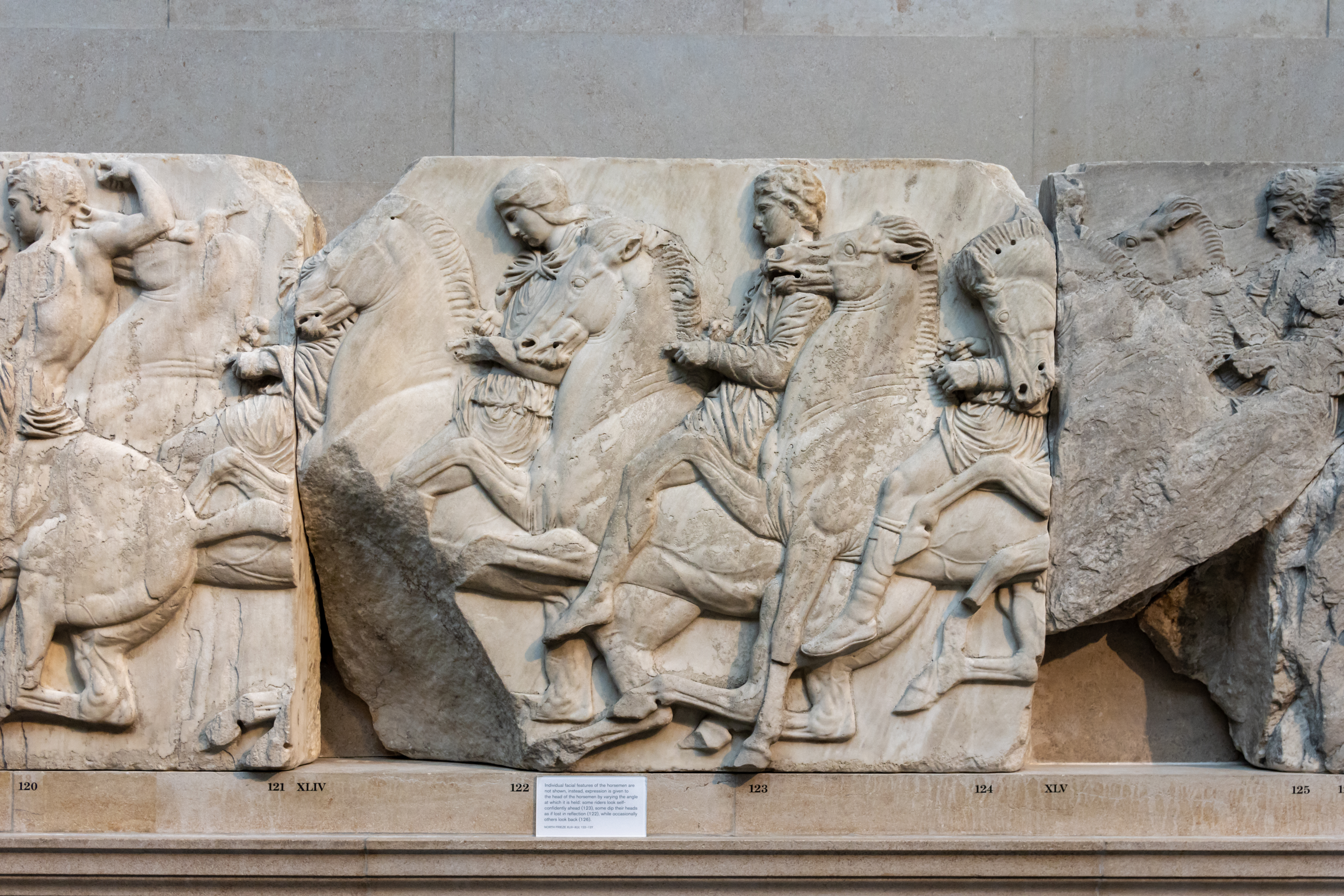
Salle no 18 : marbres du Parthénon, -447
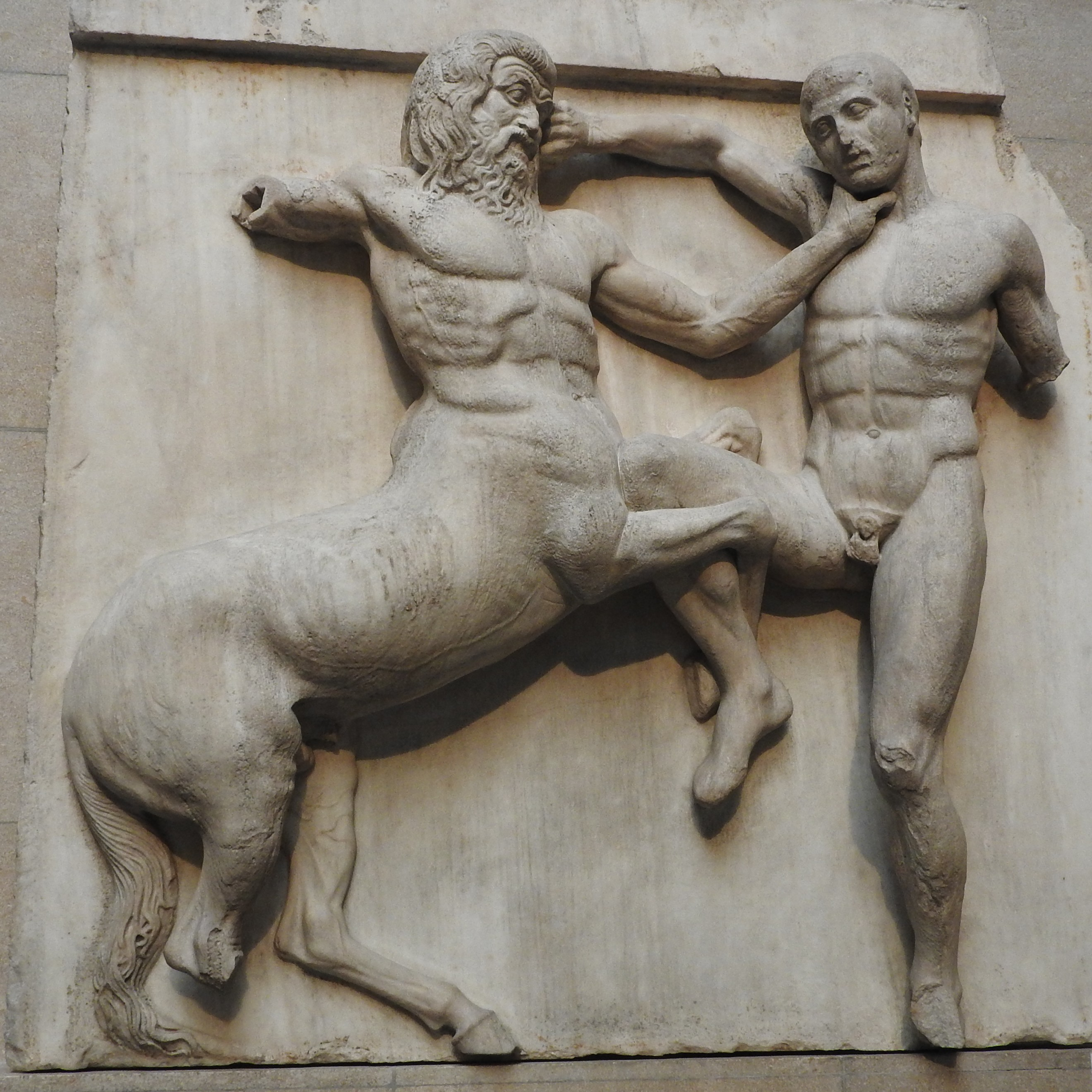
Salle 18. Parthénon : Métope du mur sud, n° 31, Athènes, -447/-438.

Sanctuaire d'Apollon à Daphni
- Colonnes cannelées, bases de colonnes et chapiteaux ioniques (399-301 av. J.-C.)

Monument chorégique de Thrasyllos
- Statue de Dionysos, (270 av. J.-C.)

Tour des Vents
- Chapiteau corinthien en marbre (50 av. J.-C.)

Temple de Bassae
- Vingt-trois blocs de la frise intérieure du temple, (420-400 av. J.-C.)

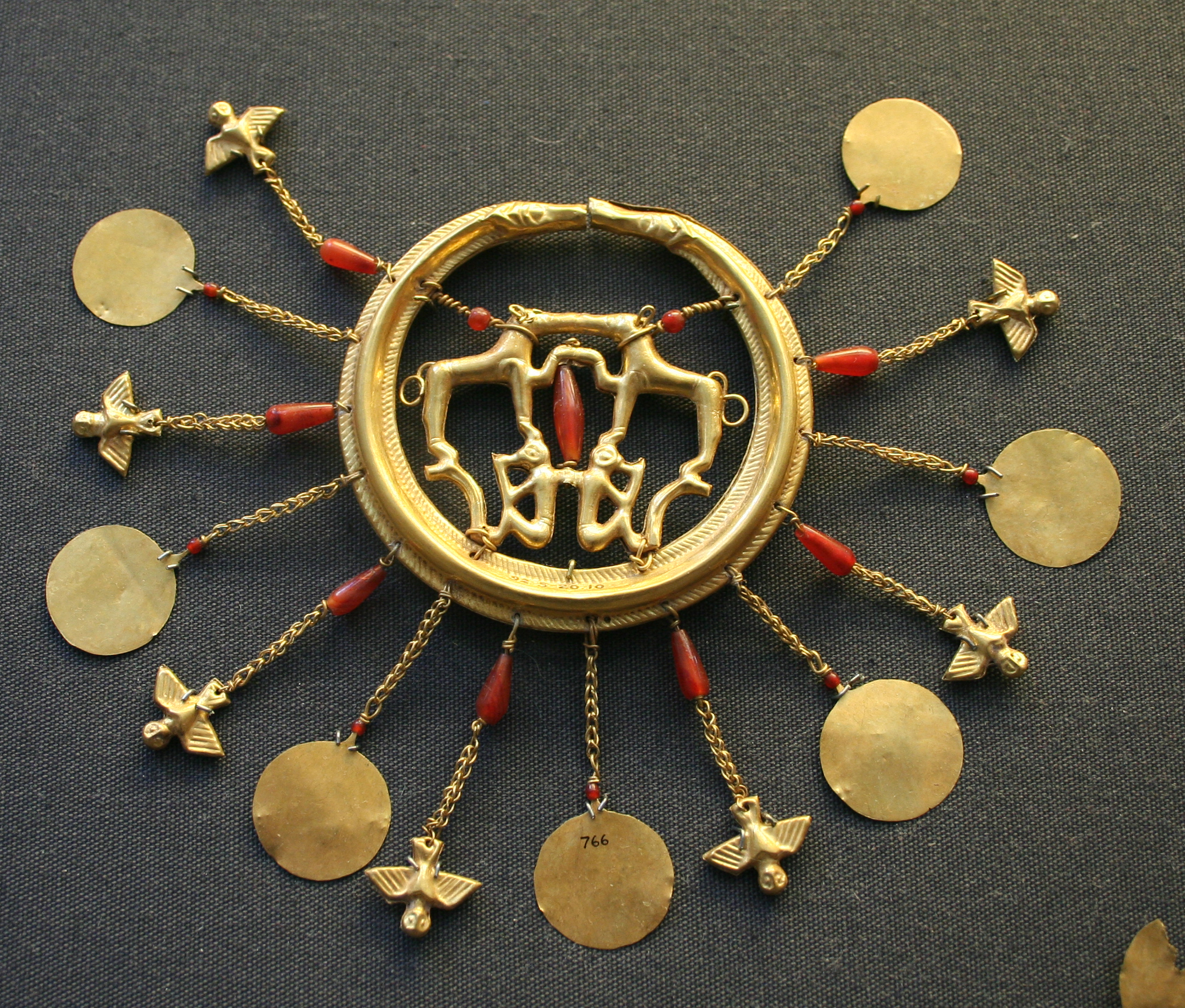
Salle 12. Boucle d'oreille en or, trésor d'Égine, -1700/-1500.
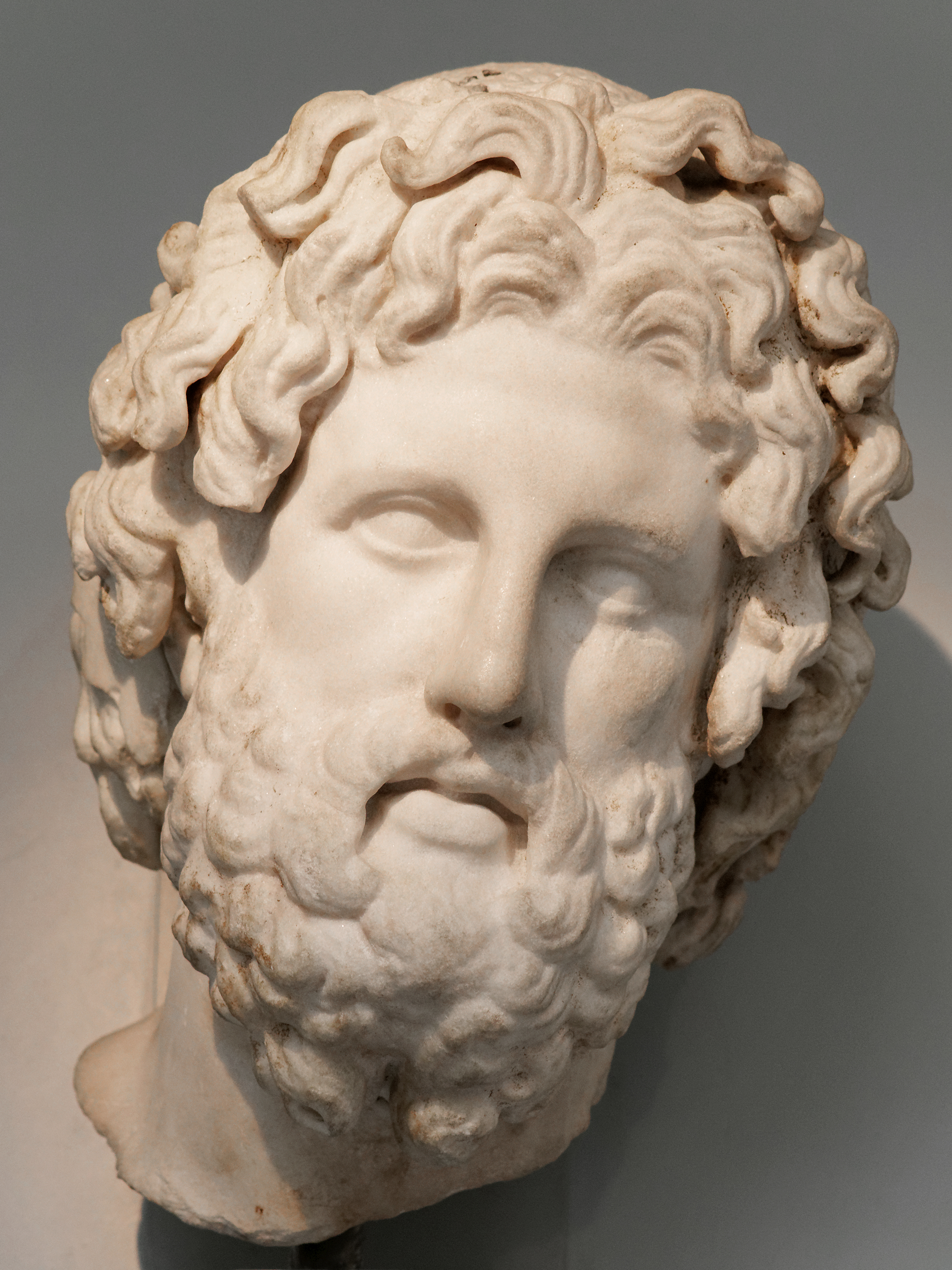
Salle 22. Tête colossale d'Asclépios, Mélos, -325/-300.

Mausolée d'Halicarnasse
- Deux figures autonomes colossales identifiées comme Mausole et son épouse Artémise, (vers 350 av. J.-C.)
- Partie d'un cheval du groupe de chars ornant le sommet du mausolée, (vers 350 av. J.-C.)
- Frise d'Amazonomachie : une longue section de frise en relief montrant la bataille entre les Grecs et les Amazones, (vers 350 av. J.-C.)

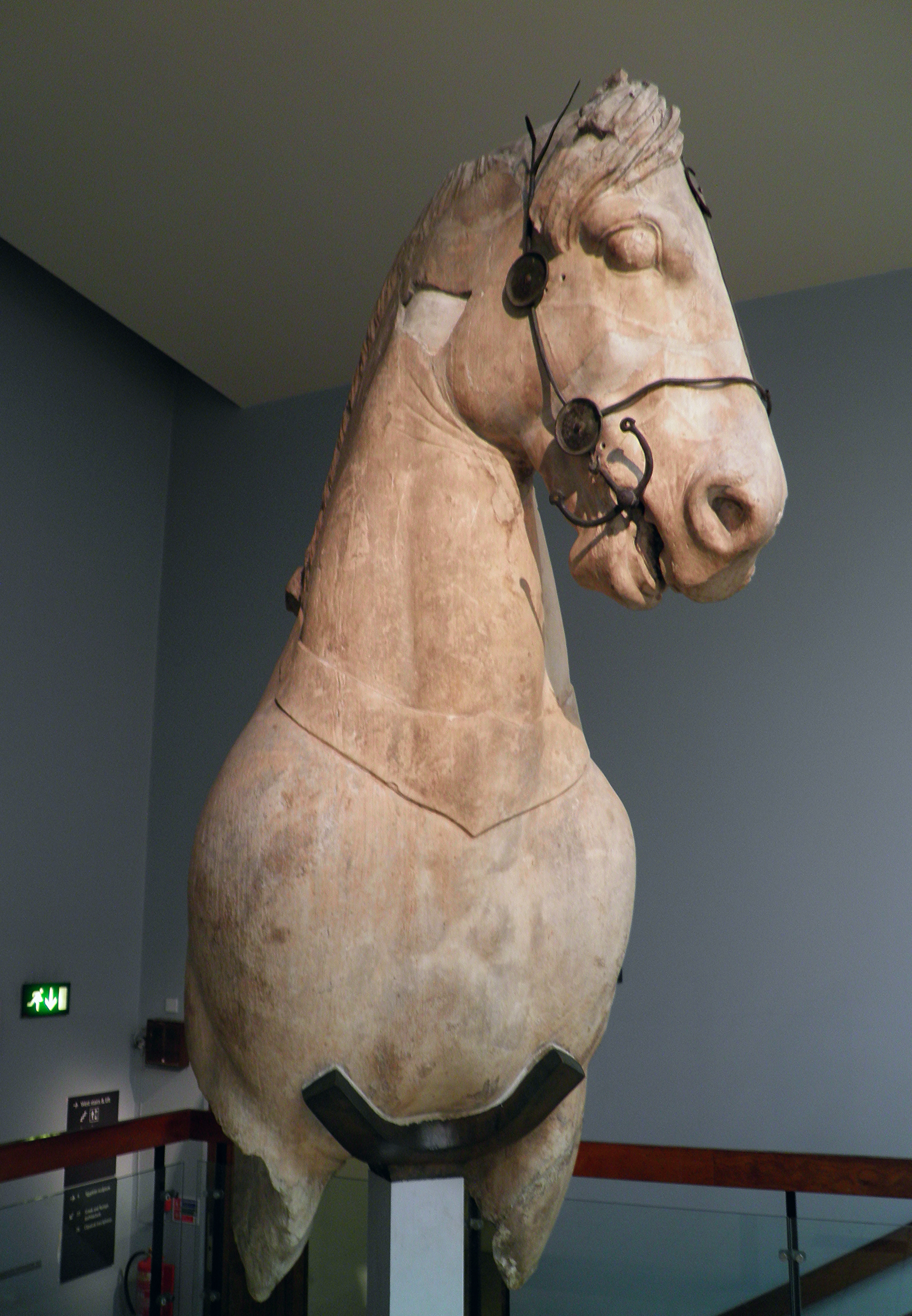
Salle 21. Cheval du mausolée d'Halicarnasse, -350.
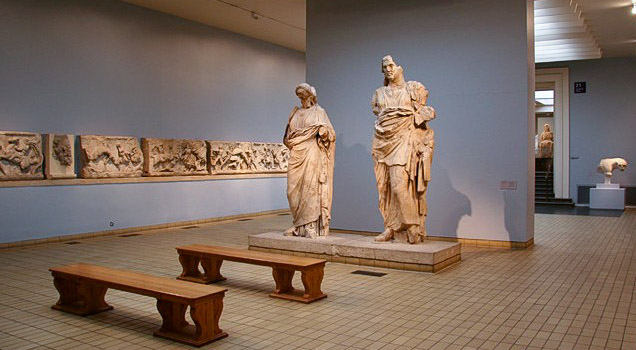
Salle no 21 : le mausolée d'Halicarnasse, une des Sept Merveilles du monde, vers le milieu du IVe siècle av. J.-C.

Temple d'Artémis à Éphèse
- L'une des bases de colonnes sculptées (340-320 av. J.-C.)
- Partie de la frise ionique située au-dessus de la colonnade, (330-300 av. J.-C.)

Cnide, en Asie Mineure
- Déméter de Cnide , (350 av. J.-C.)
- Lion de Cnide, (350-200 av. J.-C.)

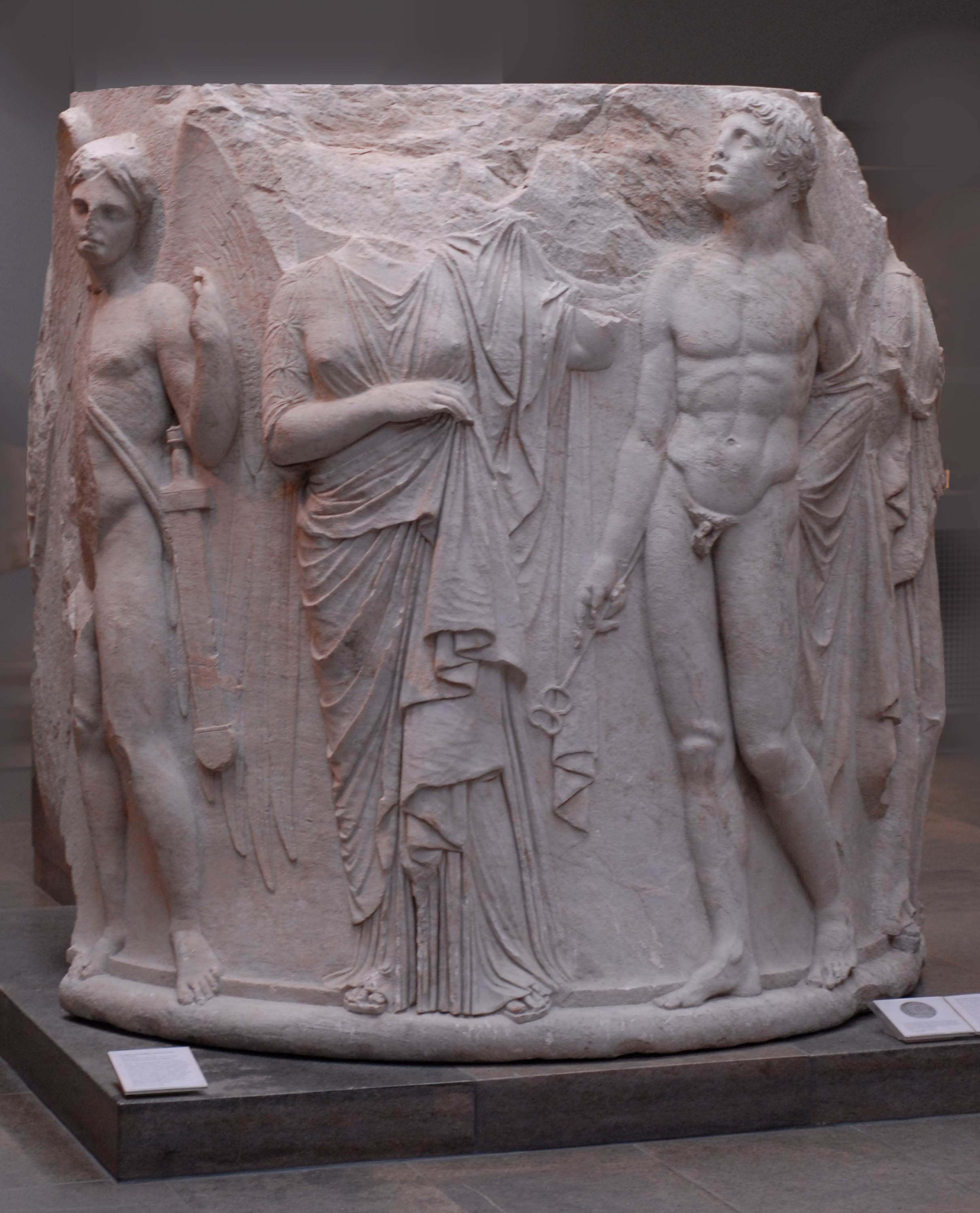
Salle 22. Colonne du temple d'Artémis à Éphèse, -IVe siècle.
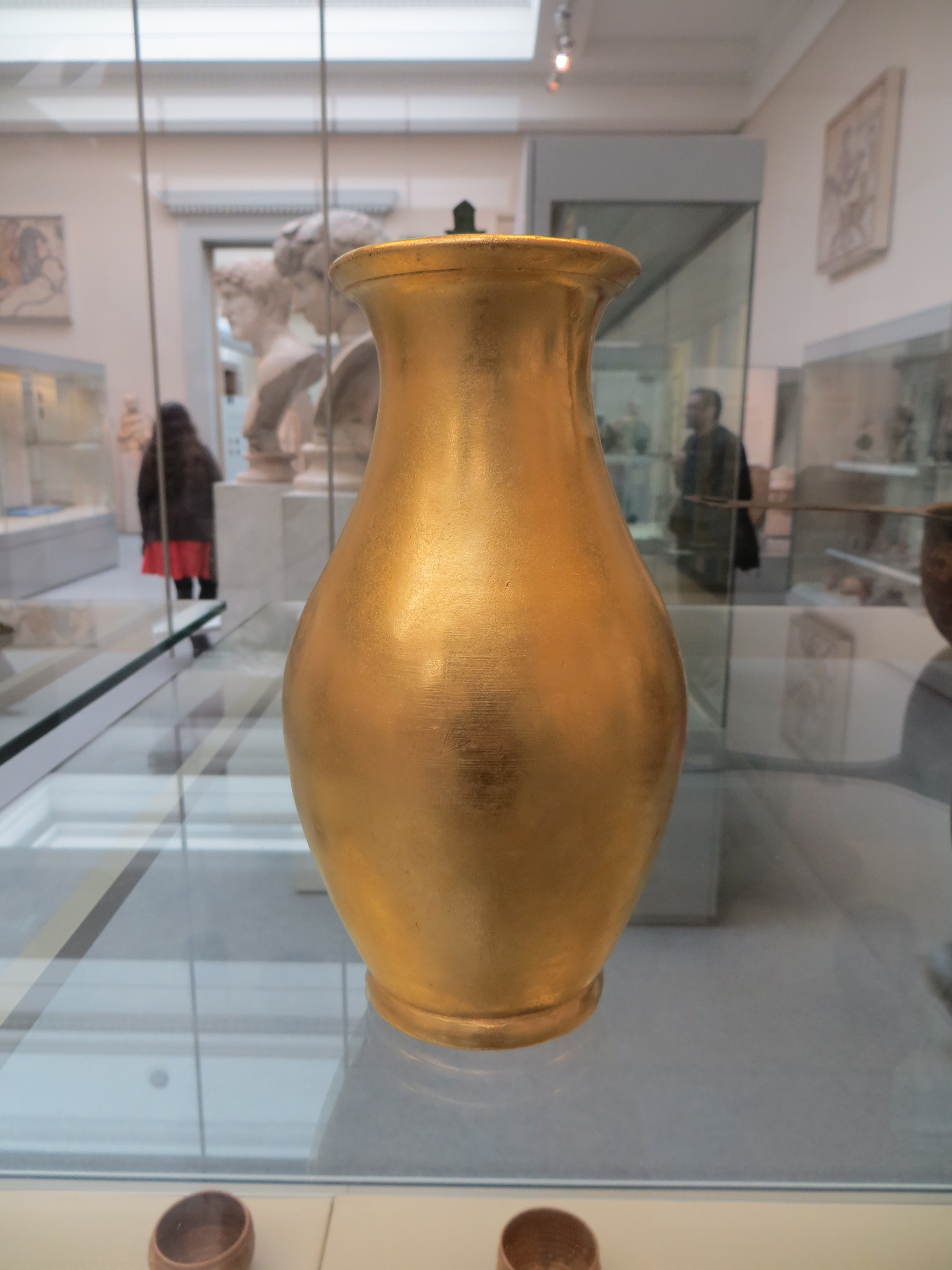
Vase en or, Cnide, époque claudienne.
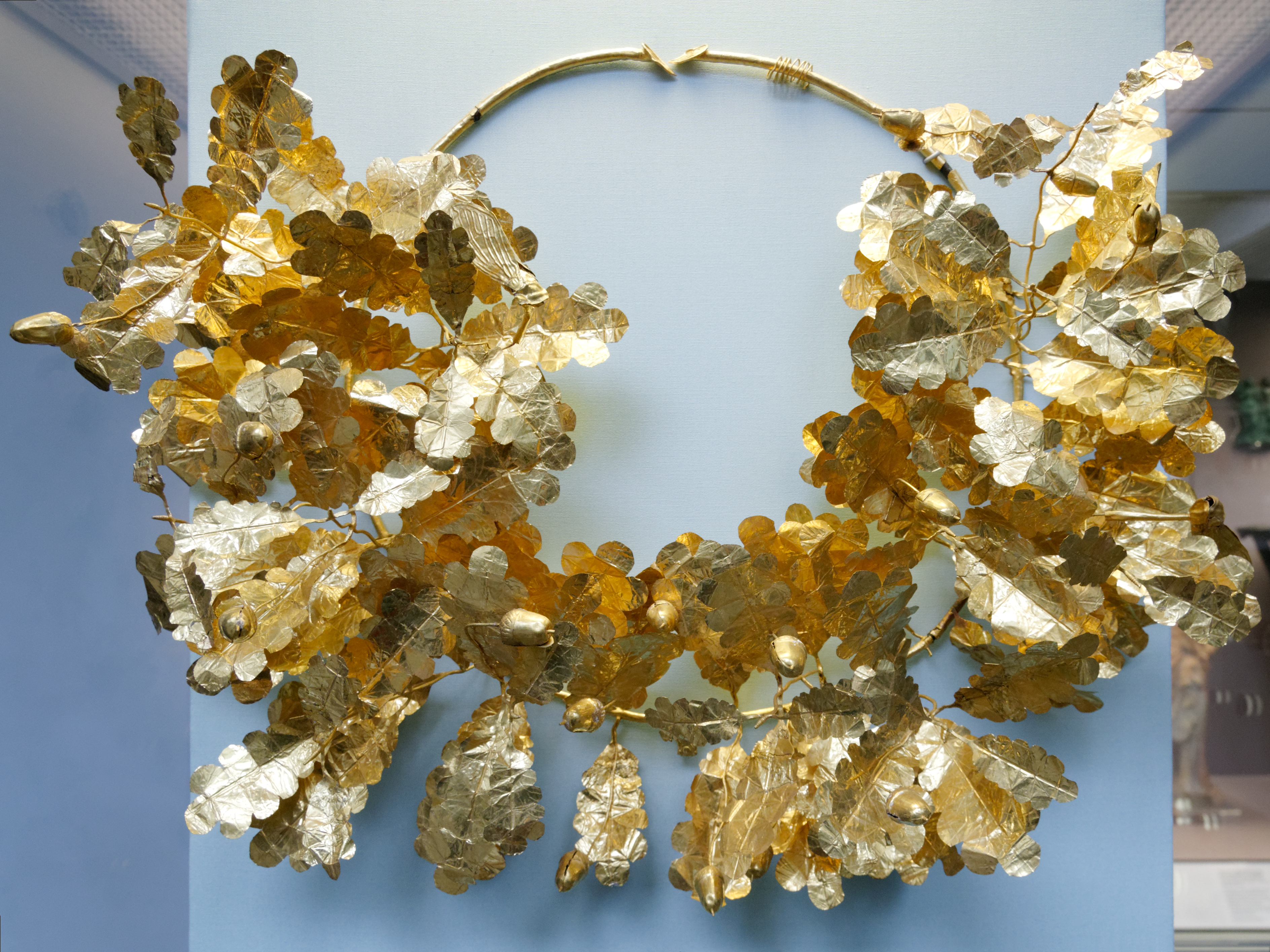
Salle 22. Couronne de chêne dorée avec une abeille et deux cigales, Turquie occidentale, -350/-300.

Xanthe, en Lycie, Asie Mineure
- Tombeau du Lion (550-500 av. J.-C.)
- Tombeau de Harpie (480-470 av. J.-C.)
- Monument des Néréides : reconstruction partielle d'une tombe lycienne (390-380 av. J.-C.)
- Tombeau de Merehi (390-350 av. J.-C.)
- Tombeau de Payava  (375-350 av. J.-C.)
- Décret bilingue de Pixodaros (340 av. J.-C.)

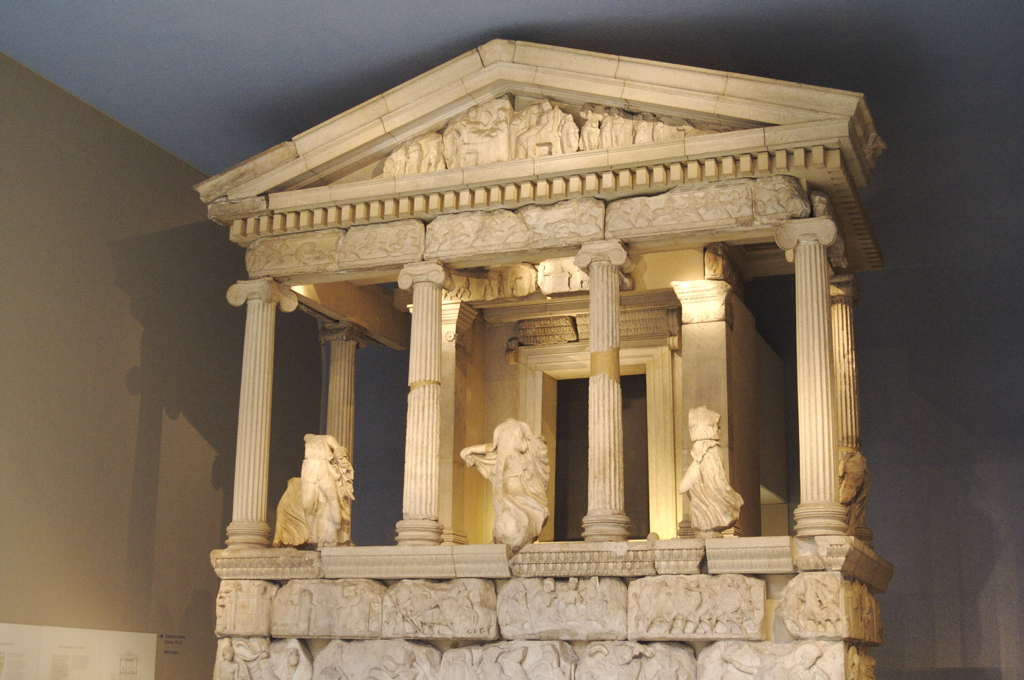
Salle no 17 : reconstitution du monument des Néréides, Xanthe, Lycie, vers 390 av. J.-C.
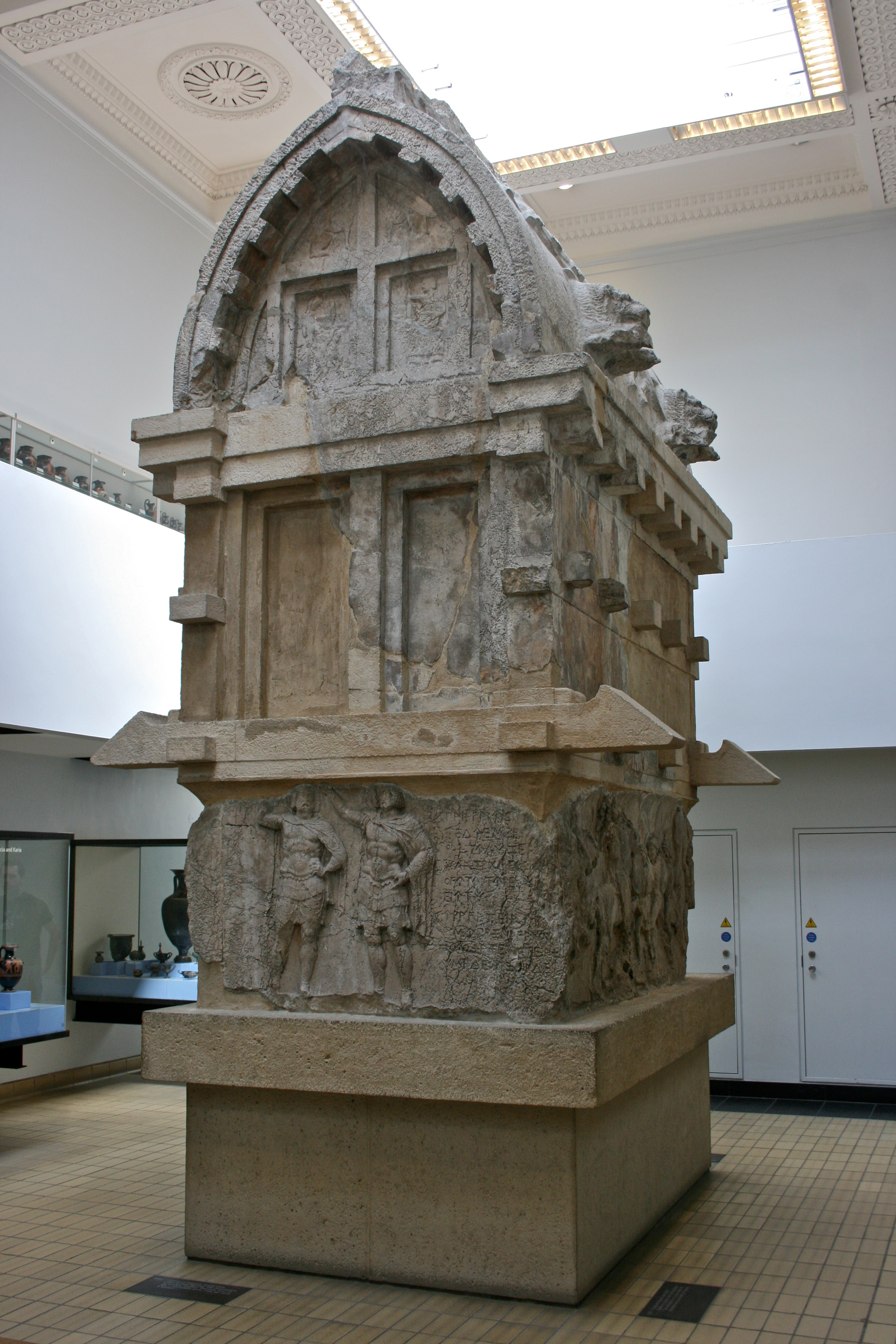
Salle 20. Tombe de Payava, Lycie, Xanthe, -360.

### Antiquités romaines
Le département possède les plus vastes collections d’antiquités hors d’Italie, depuis le Chalcolithique jusqu'aux premières civilisations italiques et la civilisation étrusque, ainsi que nombre de témoignages sur la civilisation ancienne de Chypre et des colonies barbares de Lycie et de Carie en Asie Mineure. Il présente également plusieurs vestiges de l'époque de la République romaine, mais son point fort est la variété des artefacts antiques provenant de tout l’Empire romain, à l’exception toutefois de la Grande-Bretagne (qui forme le cœur des collections du département de la Préhistoire en Europe).
Ses collections de bijoux et de bronzes, de vases grecs (la plupart tirés de tombes d’Italie méridionale, et qui proviennent des collections de William Hamilton et du chevalier Durand), de verrerie romaine dont le célèbre vase Portland à camées et la coupe de Lycurgue, de mosaïques romaines provenant de Carthage et d’Utique en Afrique proconsulaire dégagées par Nathan Davis (en), et d'argenterie romaine dont la coupe Warren, le vase des quatre saisons de Tourdan et plusieurs grands trésors d'argent de Gaule romaine notamment ceux de Chaourse, de Chatuzange, de Caubiac et de Mâcon (ces deux derniers légués par le philanthrope et parrain du musée, Richard Payne-Knight), sont particulièrement importantes. Les antiquités chypriotes sont également bien représentées : elles proviennent du rachat de la collection de sir William Hamilton ainsi que du legs d'Emma Turner en 1892, qui avait financé plusieurs campagnes de fouille à travers l'île. Les sculptures romaines (plusieurs sont de simples copies d’originaux grecs) sont présentes en grand nombre grâce au fonds Townley et d'autres sculptures provenant de la célèbre collection Farnèse.
Les collections du département de la Grèce antique et de Rome sont réparties dans différentes pièces du musée, mais les principaux vestiges architecturaux et monuments sont au rez-de-chaussée, à travers les galeries 5 à 23. Au premier étage, les galeries contiennent des objets de taille plus modeste, provenant aussi bien d'Italie et de l’Empire romain, que de Grèce et de Chypre.

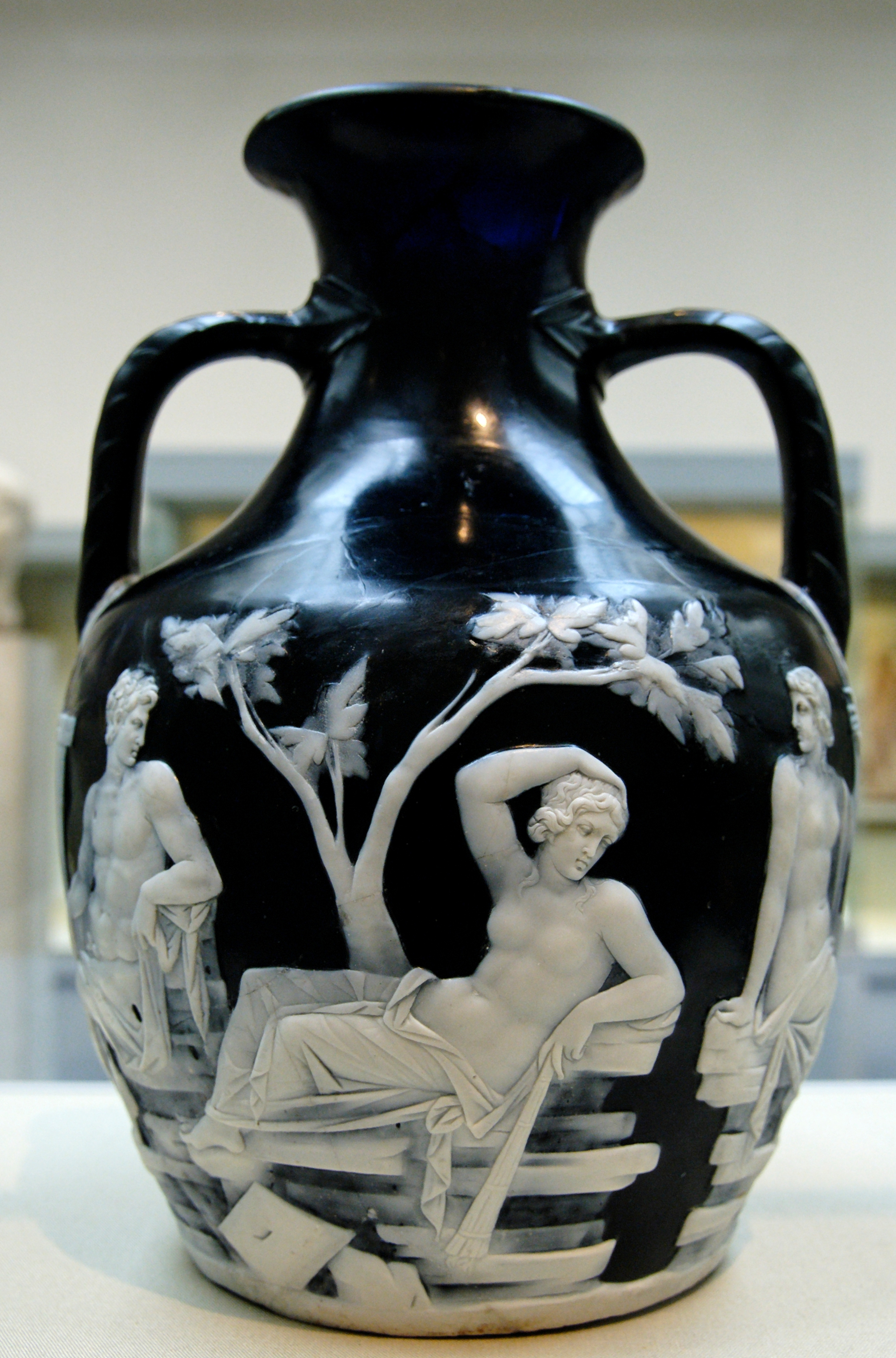
« Vase Portland », Ier siècle.
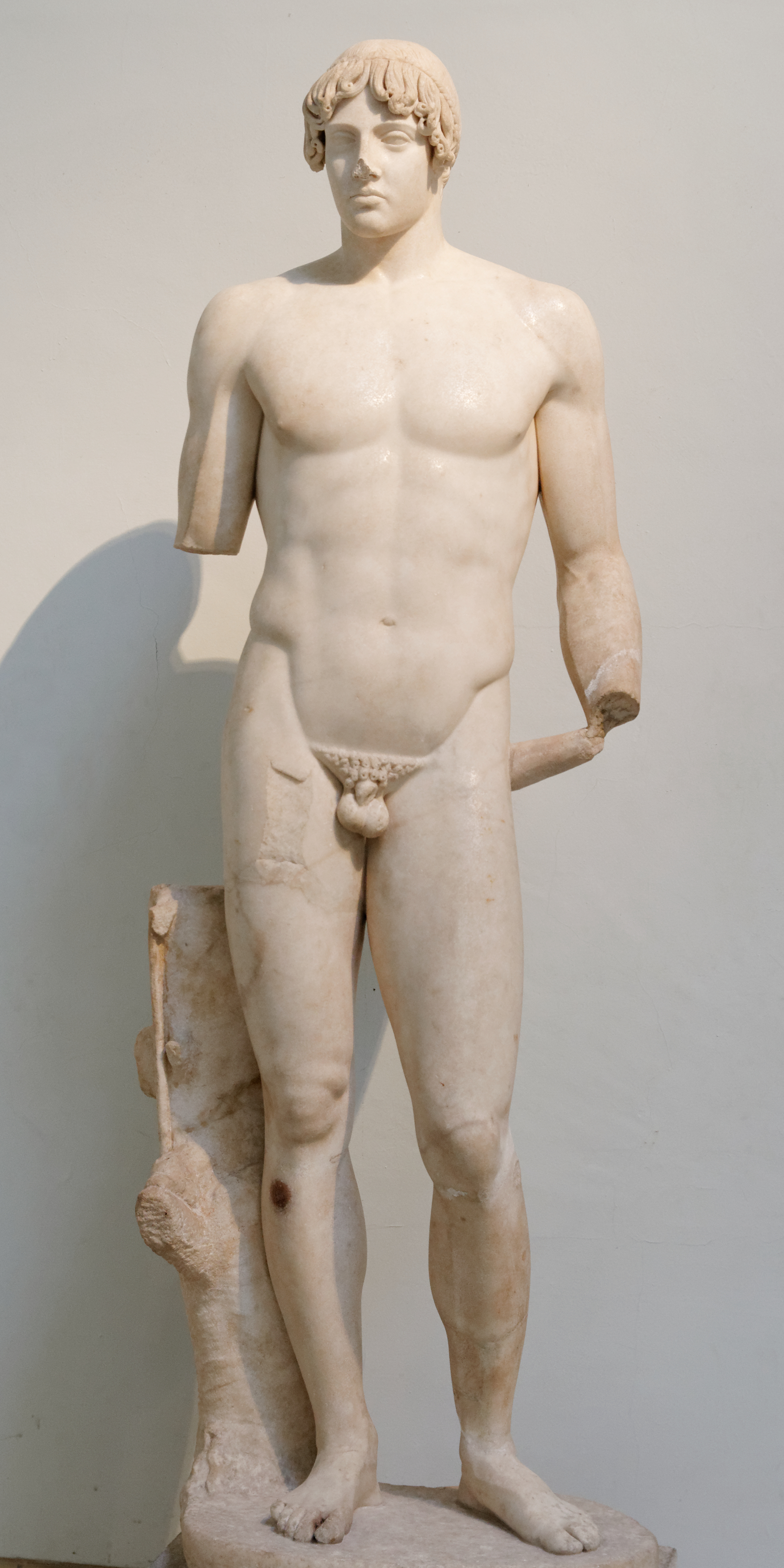
Apollon de Choiseul-Gouffier, Ier siècle.
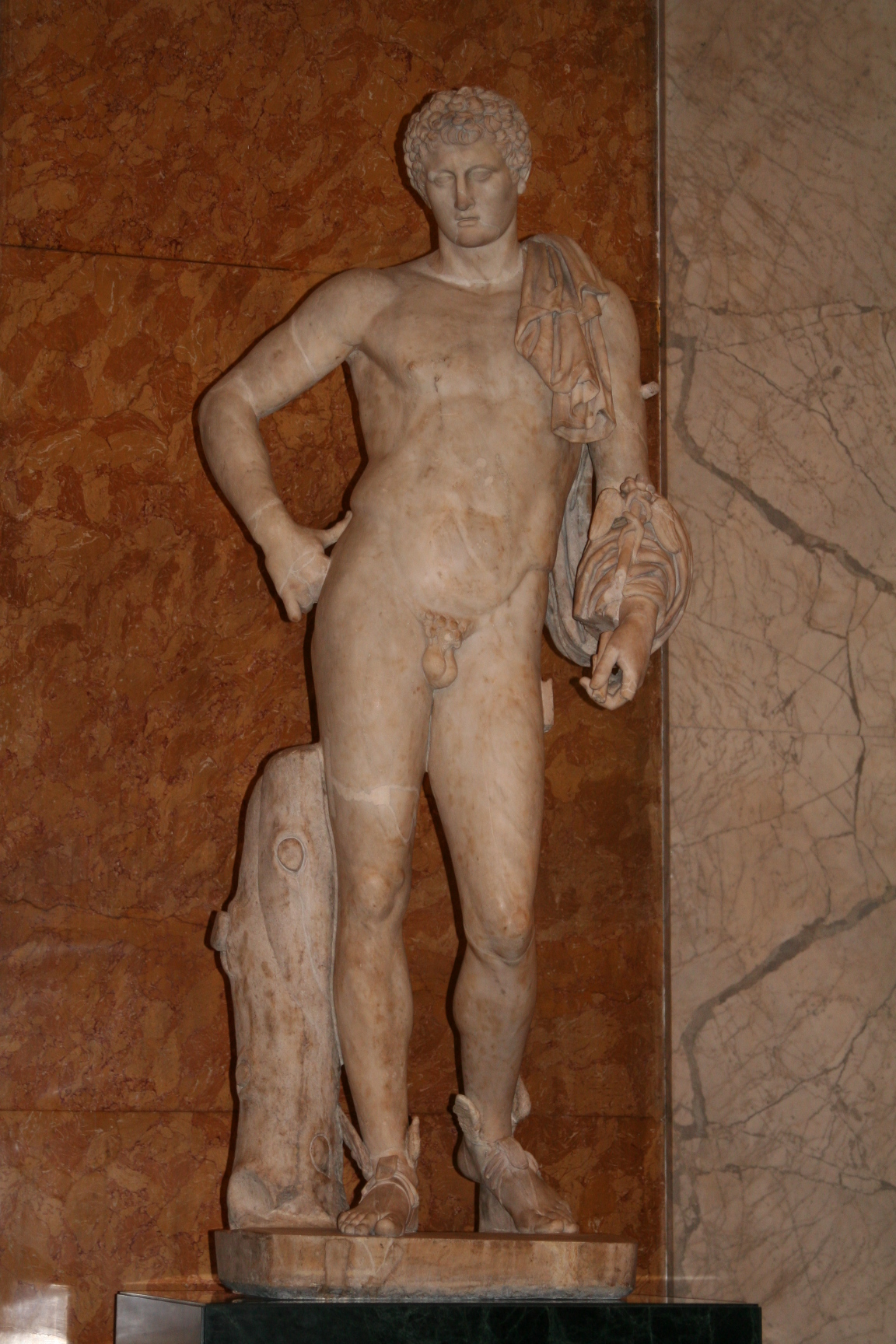
Salle 1. Hermès Farnèse, Italie, Ier siècle.
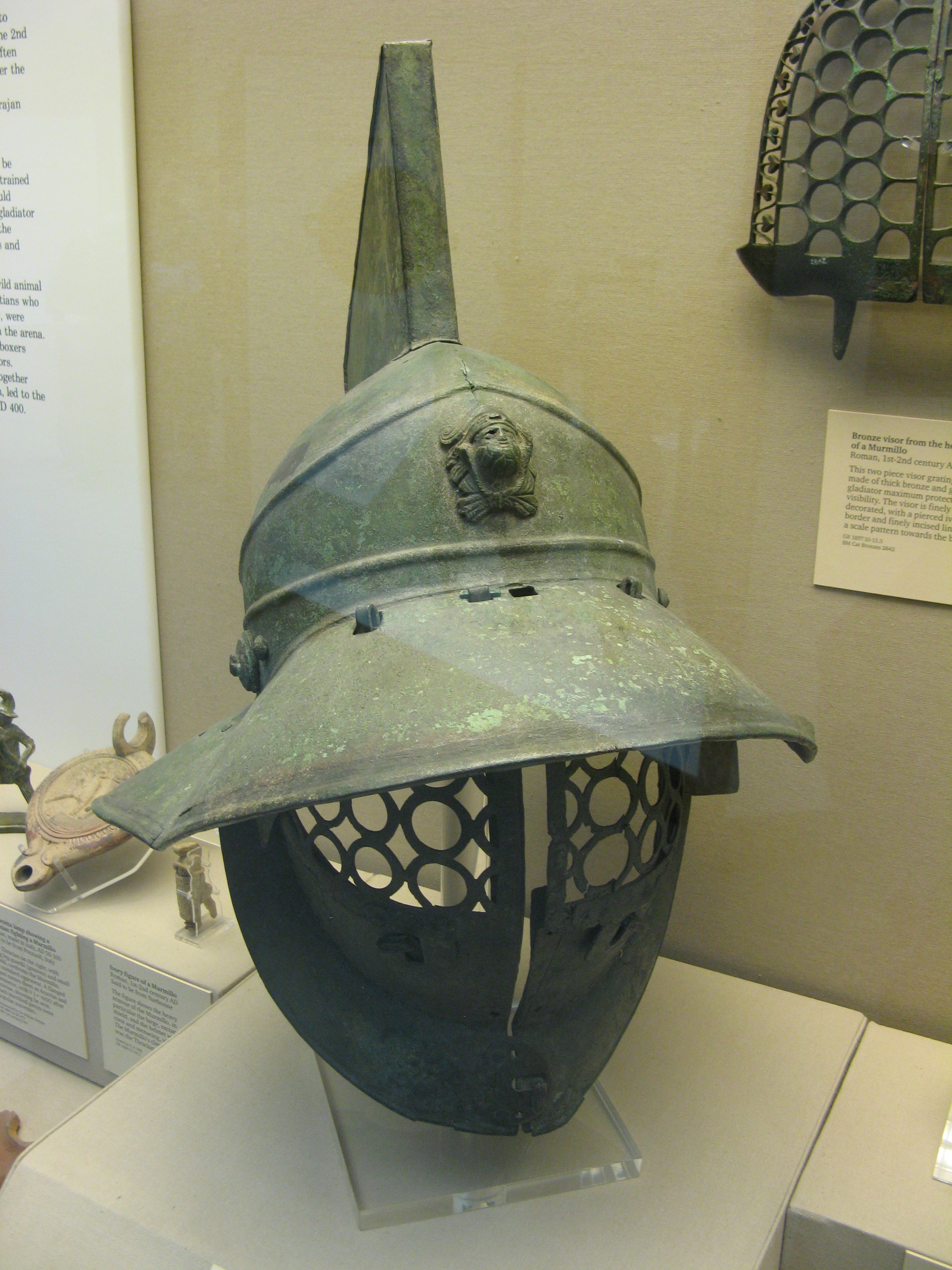
Salle 69. Casque de gladiateur de Pompéi, Ier siècle.
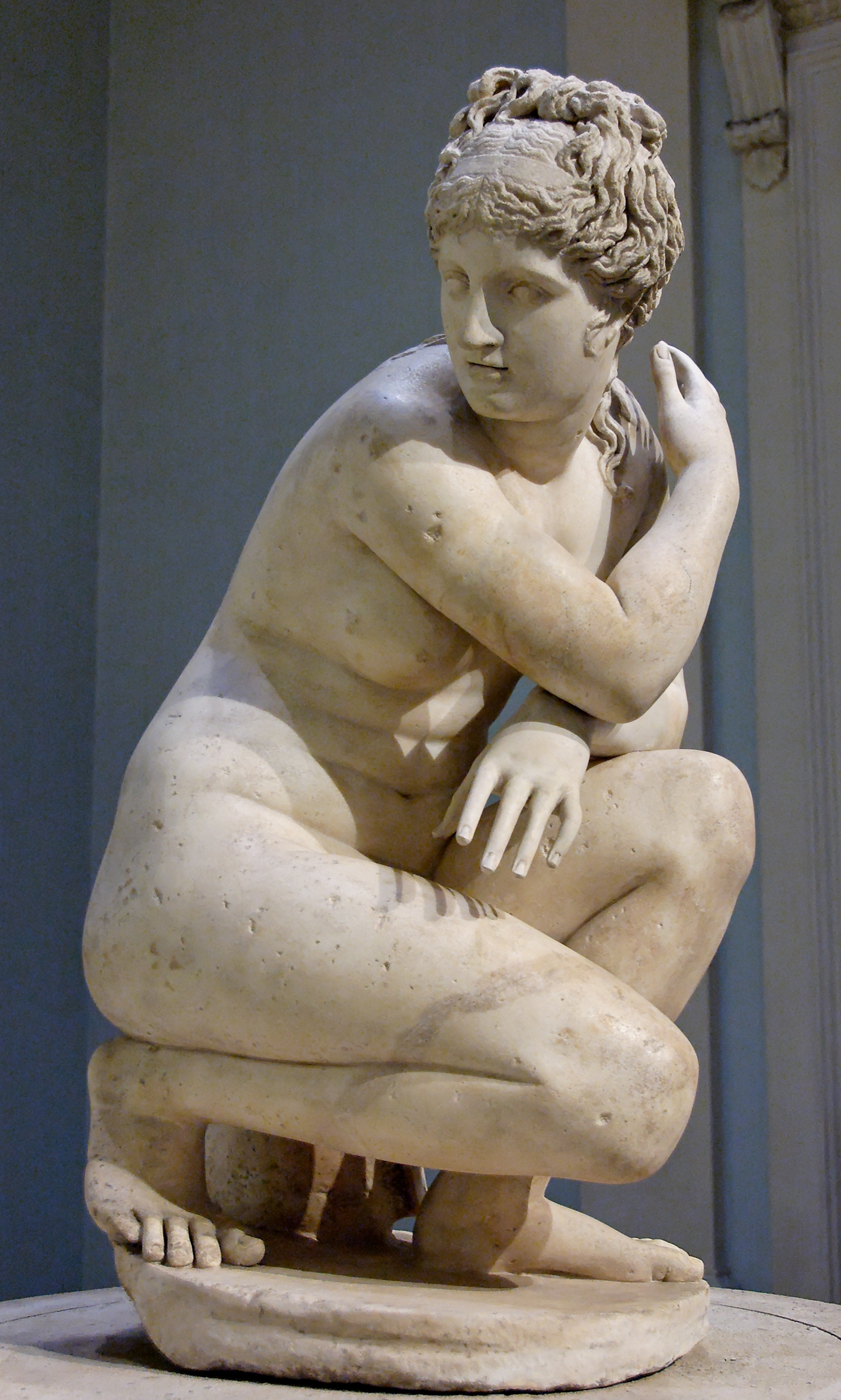
Salle 23. Une version de la « Vénus accroupie », Ier siècle.
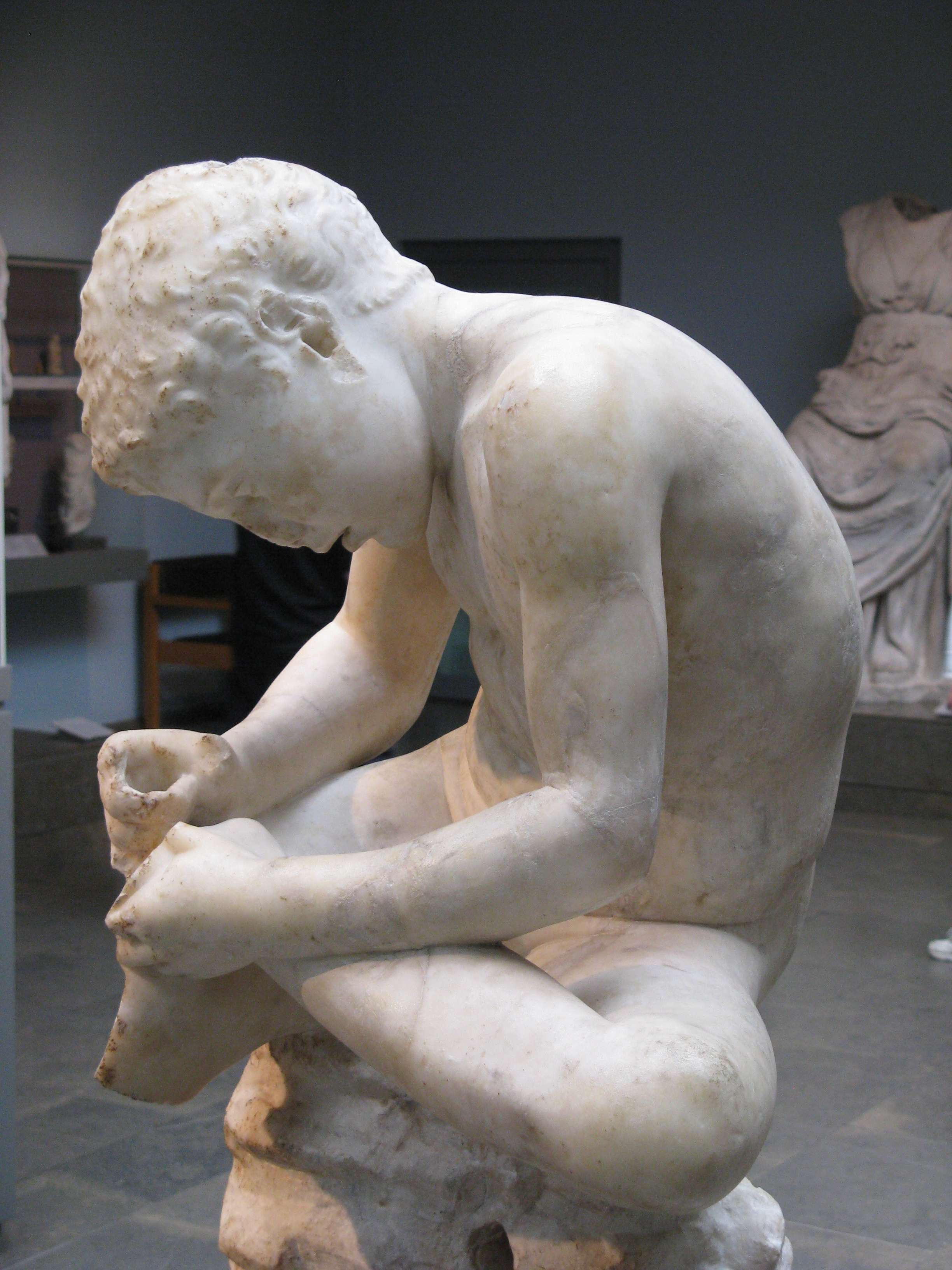
Salle 22. Copie romaine en marbre du « Tireur d'épine », Italie, Ier siècle.
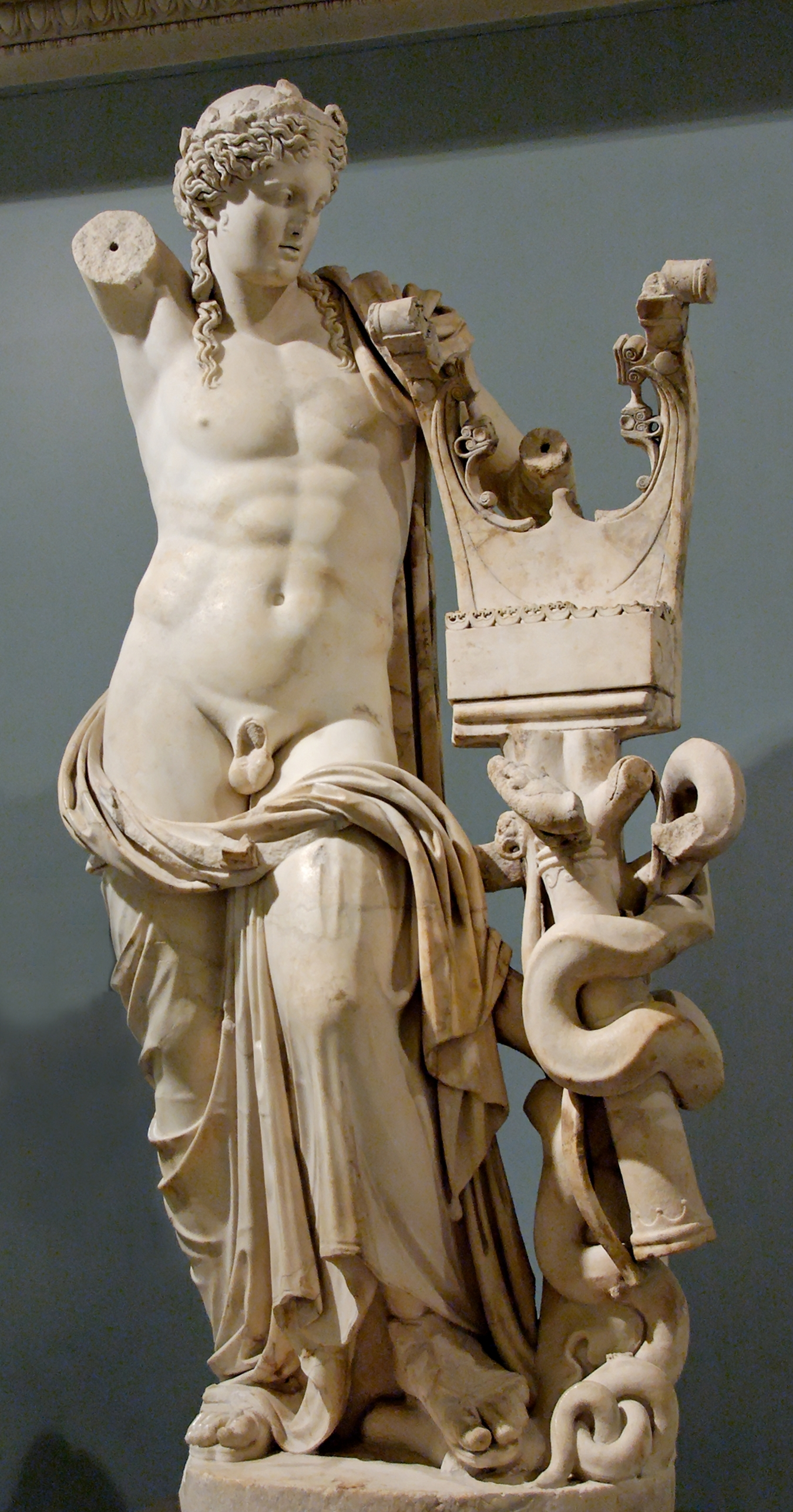
Salle 22. Apollon citharède, Cyrène, Libye, IIe siècle.
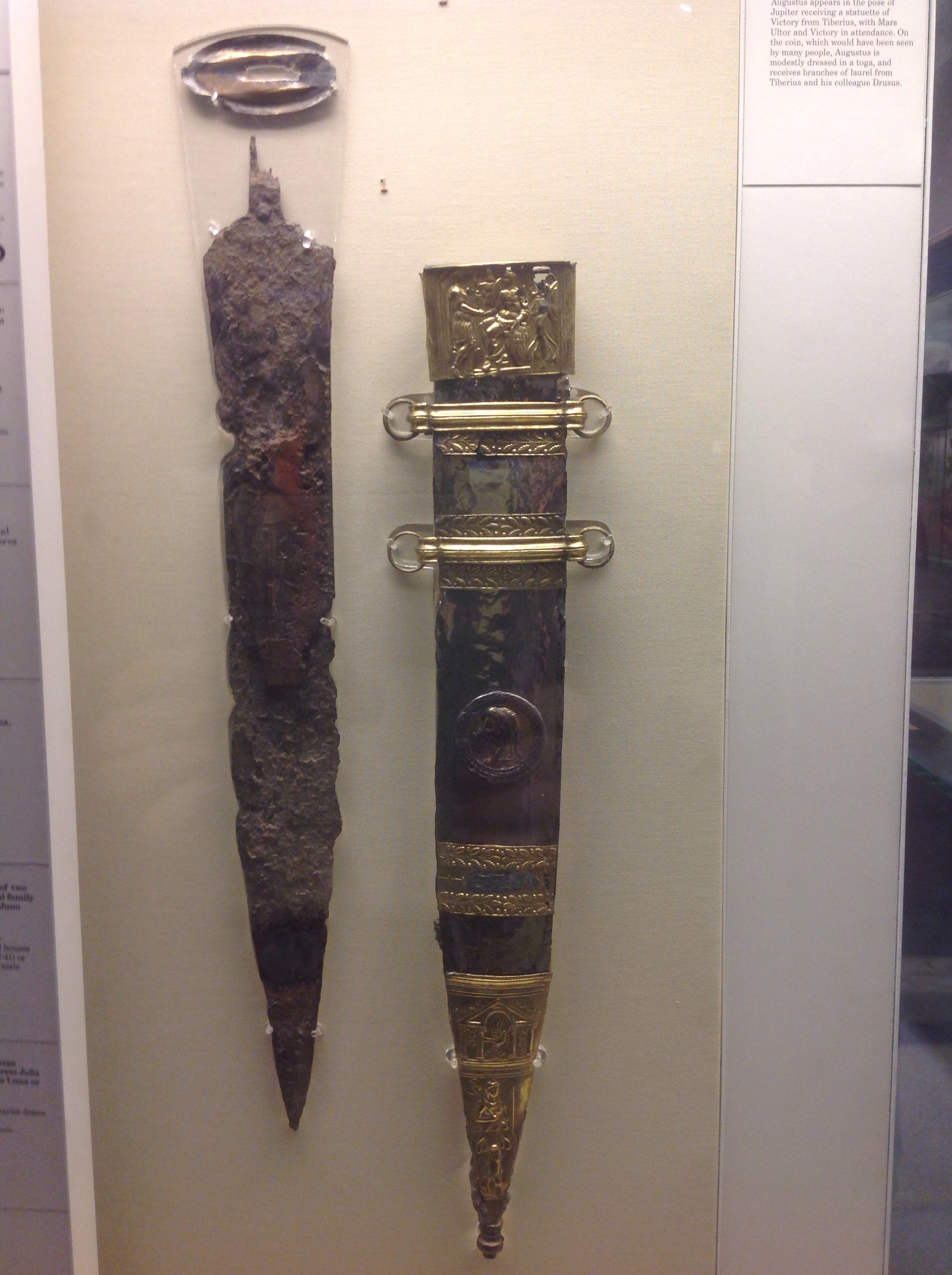
Épée dite de Tibère, glaive romain et son fourreau du Ier siècle, no  inv. GR 1866.8-6.1.
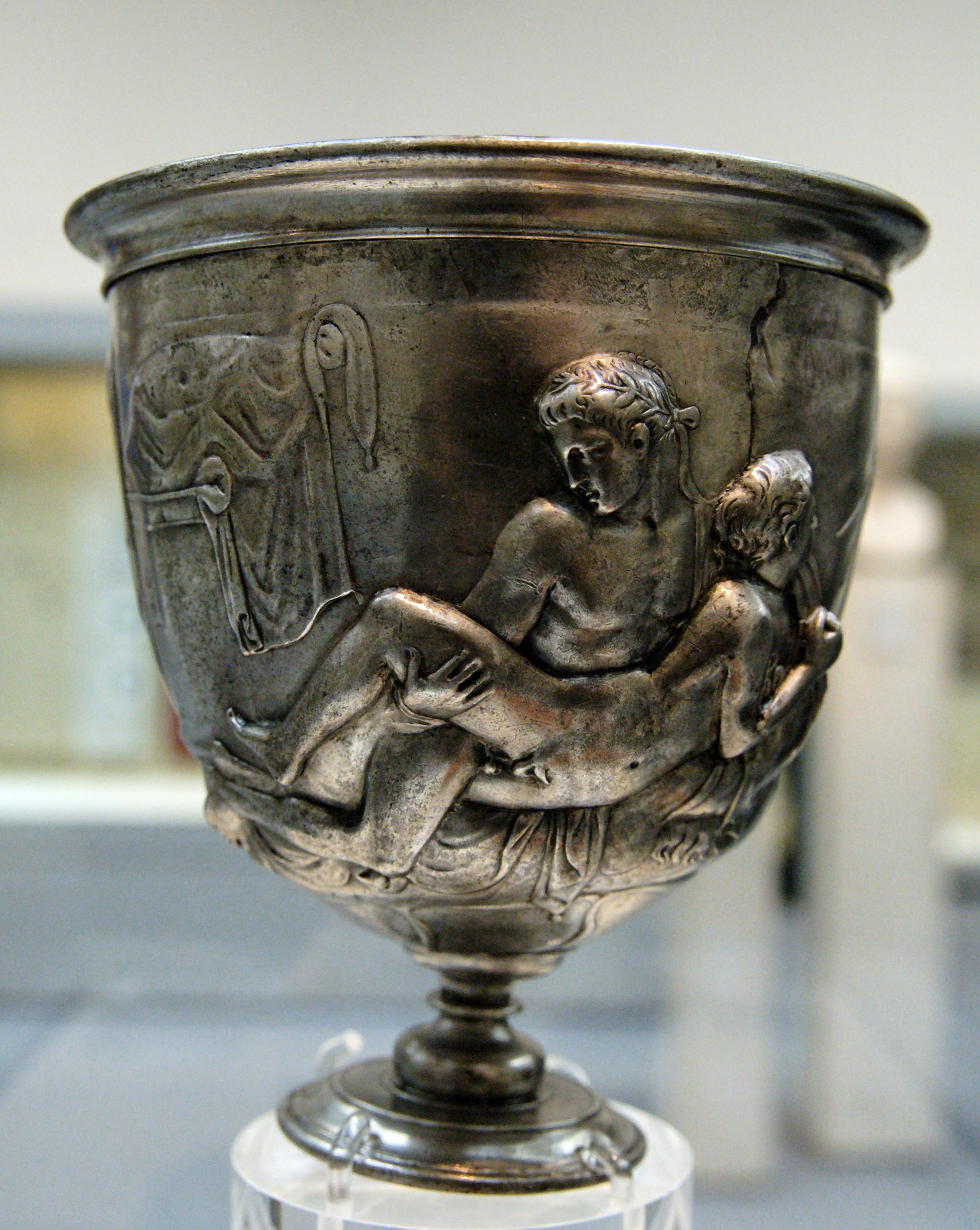
Coupe Warren, Ier siècle.
Coupe de Lycurgue, IVe siècle.

### Proche-Orient

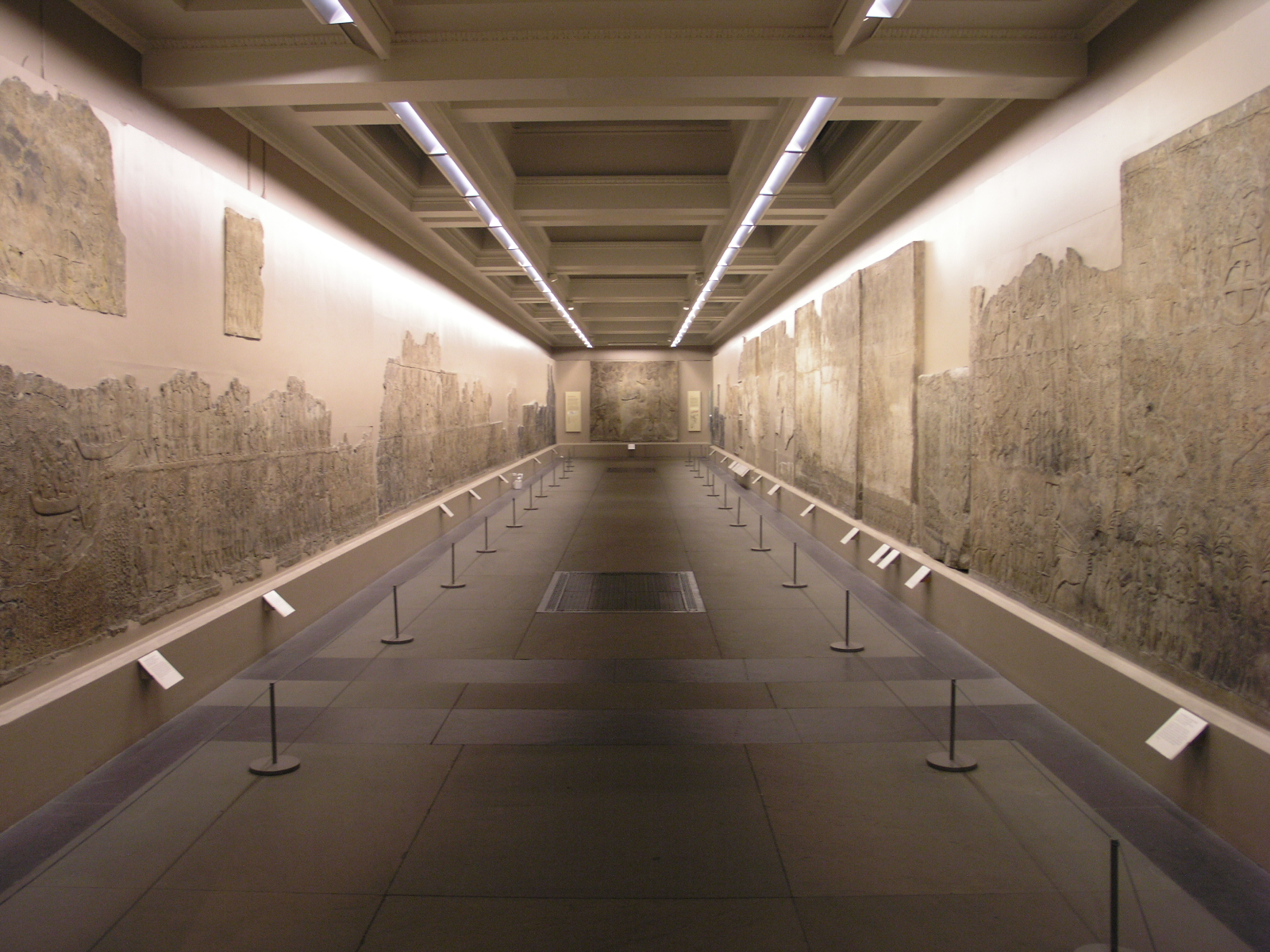
Salle no 9 : les bas-reliefs du palais de Ninive (entre 701 et 681 av. J.-C.).

Riche d'une collection de quelque 330 000 objets, le British Museum possède la plus grande et la plus importante collection d’antiquités mésopotamiennes hors d’Irak. Elle concerne les civilisations du Proche-Orient ancien et des régions voisines : la Mésopotamie, la Perse, la péninsule Arabique, l’Anatolie, le Caucase, une partie de l’Asie centrale, la Syrie, la Terre sainte et les colonies phéniciennes de l'Ouest de la Méditerranée de la période préhistorique jusqu'aux débuts de l’islam, au VIIe siècle. En particulier, les collections d’antiquités assyriennes, babyloniennes et sumériennes, parmi les plus complètes au monde, forment des salles entières aux murs recouverts de bas-reliefs d’albâtre provenant des palais assyriens de Nimrod, de Ninive et de Khorsabad. Seules les collections du Moyen-Orient du Louvre et du musée de Pergame à Berlin peuvent rivaliser par le nombre et la qualité des vestiges.
Le noyau de la collection s’est constitué autour du legs d’objets mésopotamiens de C. J. Rich en 1825. Puis cette collection s’est considérablement enrichie avec le produit des fouilles d'A. H. Layard sur les sites assyriens de Nimrod et de Ninive entre 1845 et 1851. À Nimrod, Layard avait mis au jour le palais du Nord-Ouest d'Assurnazirpal II, ainsi que trois autres palais et divers temples ; par la suite il découvrit le palais de Sennachérib à Ninive, qui ne comportait « pas moins de 71 salles ». Grâce à ces recherches, un grand nombre de lammasu, de bas-reliefs et de stèles, y compris l’obélisque noir de Salmanazar III, se trouvent aujourd'hui au British Museum.

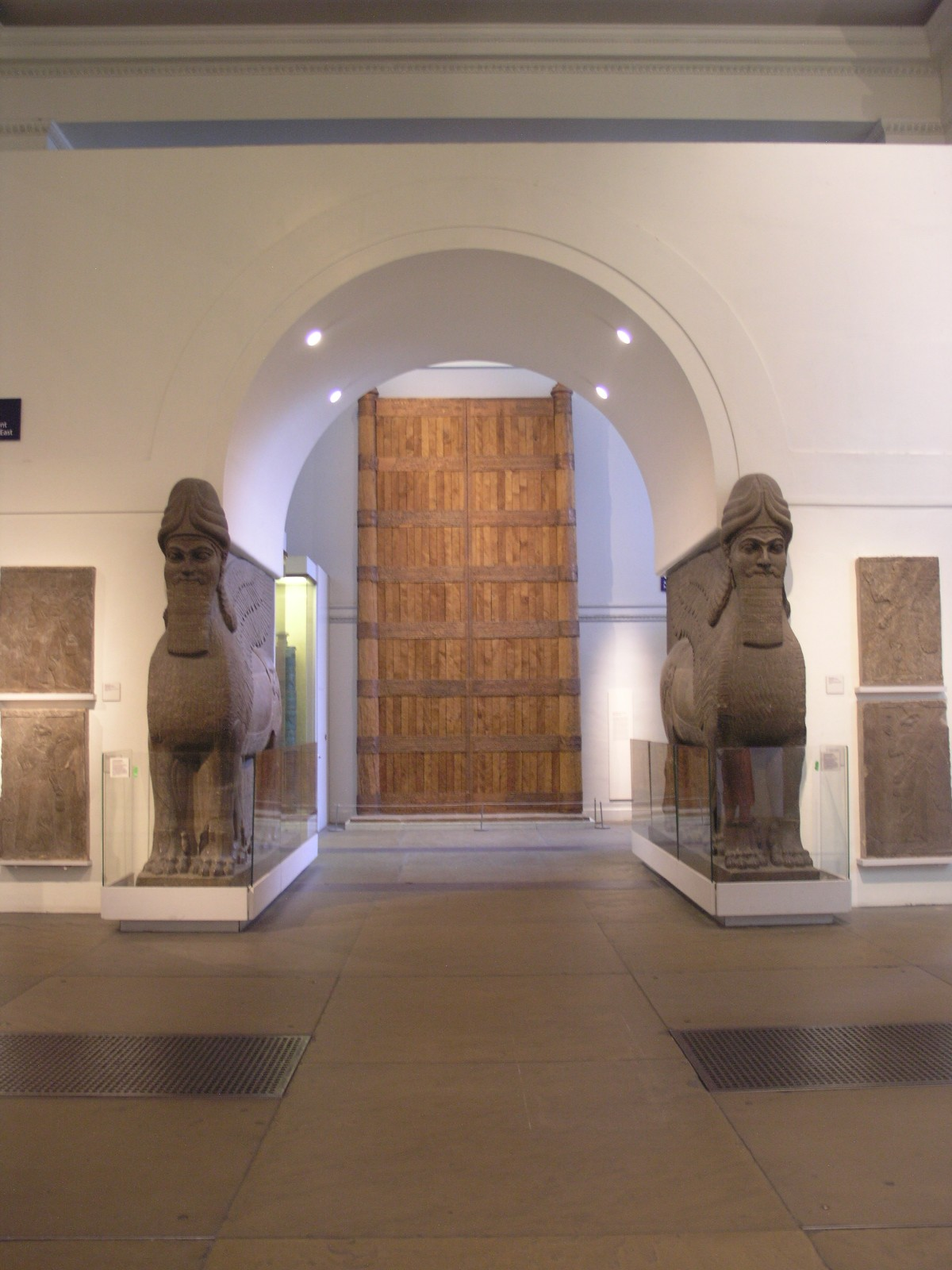
Salle no 6 : une paire de lions ailés et des bas-reliefs de Nimrod devant les portes en bronze de Balawat (vers 860 av. J.-C.).

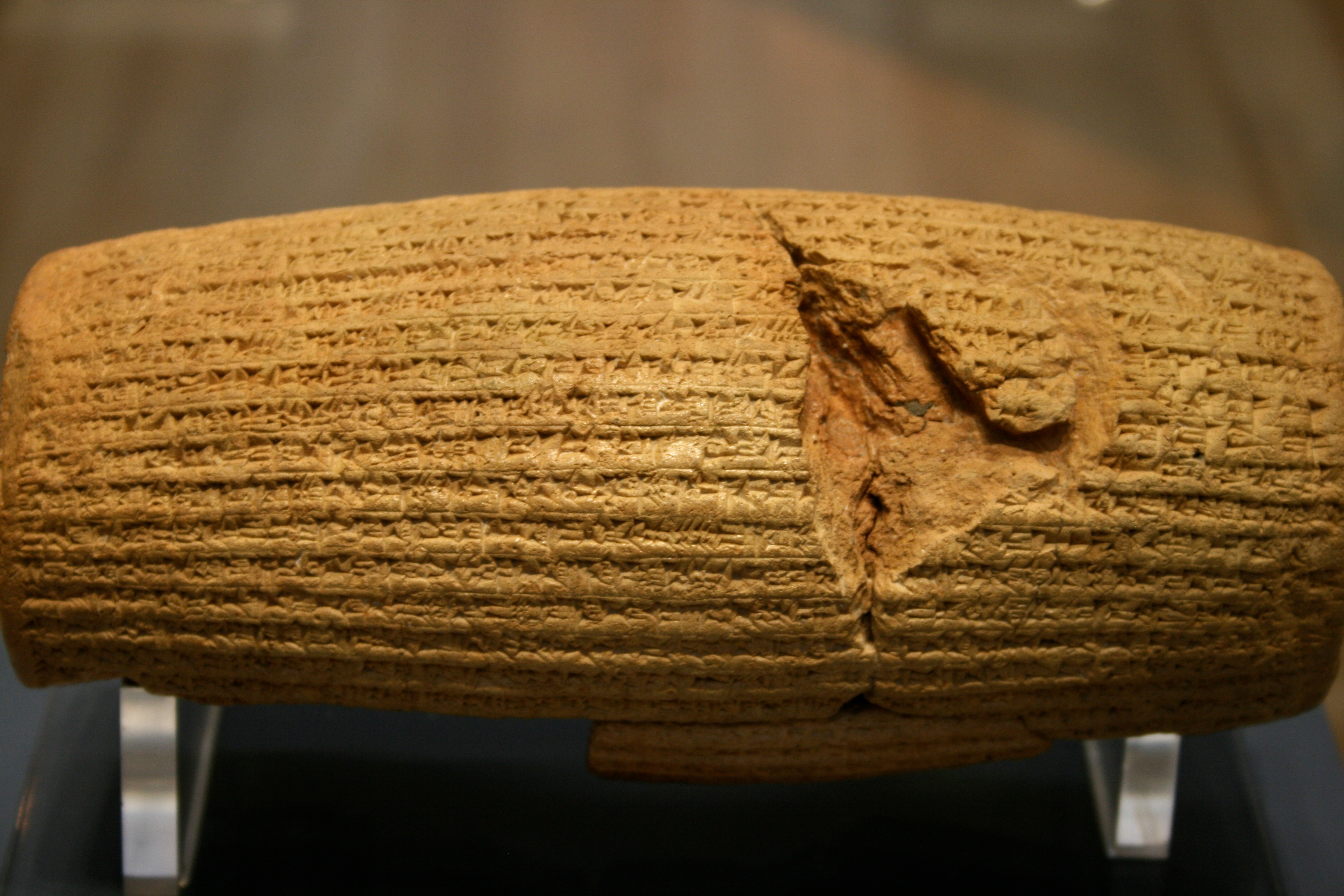
Salle no 52 (Perse) : le cylindre de Cyrus (entre 559 et 530 av. J.-C.), souvent considéré comme la première charte des droits de l'homme.

Les fouilles de Layard furent poursuivies par son assistant, Hormuzd Rassam et en 1852–1854, ce dernier localisa le palais du Nord d’Assurbanipal à Ninive et y mit au jour de magnifiques bas-reliefs, notamment une célèbre scène de chasse royale au lion. Il découvrit aussi la « bibliothèque d'Assurbanipal », collection de tablettes cunéiformes d’une importance historique énorme dont on a recensé 130 000 pièces. W. K. Loftus a effectué des fouilles à Nimrod entre 1850 et 1855 et a mis la main sur un lot de statuettes d'ivoire dans le palais incendié. De 1878 à 1882 Rassam a continué d'enrichir les collections du Musée par une multitude de vestiges, parmi lesquels le Cylindre de Cyrus trouvé à Babylone, les portes en bronze de Balawat, et une belle collection de bronzes d’Urartu provenant de Toprakkale.
Au début du XXe siècle, D. G. Hogarth, Leonard Woolley et T. E. Lawrence entreprirent de nouvelles fouilles à Karkemish, en Turquie. Les fouilles menées dans le Sud de l'Irak après la Première Guerre mondiale ont continué d'enrichir les collections mésopotamiennes : le tell al-Ubaid, exploré par H. R. Hall entre 1919 et 1924, a révélé les meubles en bronze d’un temple sumérien, notamment des statues grandeur nature de lions et un panneau gravé représentant le lion à tête d'aigle Indugud. Woolley a poursuivi les fouilles du site d'Ur de 1922 à 1934, où il a mis au jour la nécropole royale du IIIe millénaire av. J.-C. Il y a parmi ces chefs-d'œuvre l'étendard d'Ur, le « bélier au cannelier », le jeu royal d'Ur et deux lyres ornées de têtes de taureau. Le département possède aussi trois statuettes en diorite de Gudea, satrape de Lagash ; des kudurru de calcaire et des bornes milliaires rapportées de différents points de la Mésopotamie antique.
Bien que les collections concernent principalement la Mésopotamie, la plupart des régions voisines sont bien représentées. La collection Achéménides a bénéficié de l’incorporation du Trésor de l'Oxus en 1897 et des objets mis au jour par l’universitaire allemand Ernst Herzfeld et l’explorateur britannique d'origine hongroise Aurel Stein. Sir Gore Ouseley (1825) et le comte d'Aberdeen (1861) ont fait don au musée de bas-reliefs et de sculptures provenant du site de Persépolis. En outre, le musée a pu faire l’acquisition de l’un des plus grands assortiments d'argenterie achéménide au monde. De l’Empire sassanide tardif, on peut admirer des plats et coupes d'argent ciselés, dont une grande partie représente les princes chassant le lion et le cerf. Les antiquités phéniciennes sont de provenances très diverses, mais les colonnes de Tharros (Sardaigne) et les multiples stèles phéniciennes de Carthage sont d’un art admirable. Les antiquités yéménites du musée, souvent dédaignées du public, constituent pourtant l'un des plus beaux témoignages de cette civilisation hors de la péninsule Arabique. Enfin, le musée s'enorgueillit d’un fonds considérable de vestiges de la civilisation de Dilmun et de l'Empire parthe, tirés des tumulus d’A'ali et de Shakhura au Bahreïn.
Les quelque 40 bustes funéraires proviennent presque tous de Palmyre en Syrie, et d'un groupe de bas-reliefs tirés des excavations de Max von Oppenheim au tell Halaf dont le musée a fait l’acquisition dans les années 1920. Les fouilles de Max Mallowan aux tells de Tchagar et de Brak en 1935-1938, et celles de Woolley à Alalakh dans les années 1940 ont permis de compléter les connaissances sur la Syrie antique. Après la guerre, Mallowan et sa femme Agatha Christie sont retournés à Nimrod et ils en ont rapporté au musée de belles pièces en ivoire gravé. La collection d'art philistin a pu être enrichie grâce aux fouilles menées par Kathleen Kenyon à Jéricho dans les années 1950 et à l’acquisition en 1980 de près de 17 000 objets trouvés à Hevel Lakhish par l'expédition Wellcome-Marston de 1932-1938. Les fouilles archéologiques se poursuivent partout où c'est encore possible au Proche-Orient : selon la situation militaire du pays, le musée continue de recevoir des vestiges provenant de sites comme Tell es Sa'idiyeh (de) en Jordanie.
La collection d’art islamique du musée représente près de 40 000 objets, ce qui en fait l'une des plus grandes au monde : elle comporte une multitude de céramiques, d'objets peints, de briques, de vestiges en métal, de verrerie, de sceaux et des inscriptions provenant de l'ensemble du monde islamique, de l’Espagne à l’Inde. Le British Museum est particulièrement renommé pour sa collection de céramiques d’İznik (la plus grande au monde), ainsi que quelques artefacts remarquables comme la lampe de mosquée du dôme du Rocher ; le Vaso Vescovali, récipient en métal représentant les constellations du zodiaque ; un choix d’astrolabes et de peinture moghole ou la grande tortue en jade d'Allahabad exécutée pour l’empereur Djahângîr. Des milliers d’objets ont été dégagés après la guerre par les archéologues responsables des sites iraniens de Siraf (David Whitehouse (en)) et de la forteresse d’Alamut (Peter Willey). La collection s’est enrichie en 1983 d’objets d’Iznik et de faïence hispano-mauresque et proto-iranienne grâce au legs Godman. Les artefacts du monde islamique sont exposés dans la galerie no 34 du musée.
Les treize galeries du département du Moyen-Orient ne présentent qu'un choix des pièces archéologiques les plus significatives, soit 4 500 objets. Une enfilade de salles du rez-de-chaussée est consacrée aux bas-reliefs sculptés des palais assyriens de Ninive, de Nimrod et de Khorsabad, tandis que les artefacts du Moyen-Orient sont répartis dans 8 galeries du premier étage. La réserve contient des vestiges de taille généralement plus petite, allant de billes à des sculptures, et environ 130 000 tablettes cunéiformes de Mésopotamie.

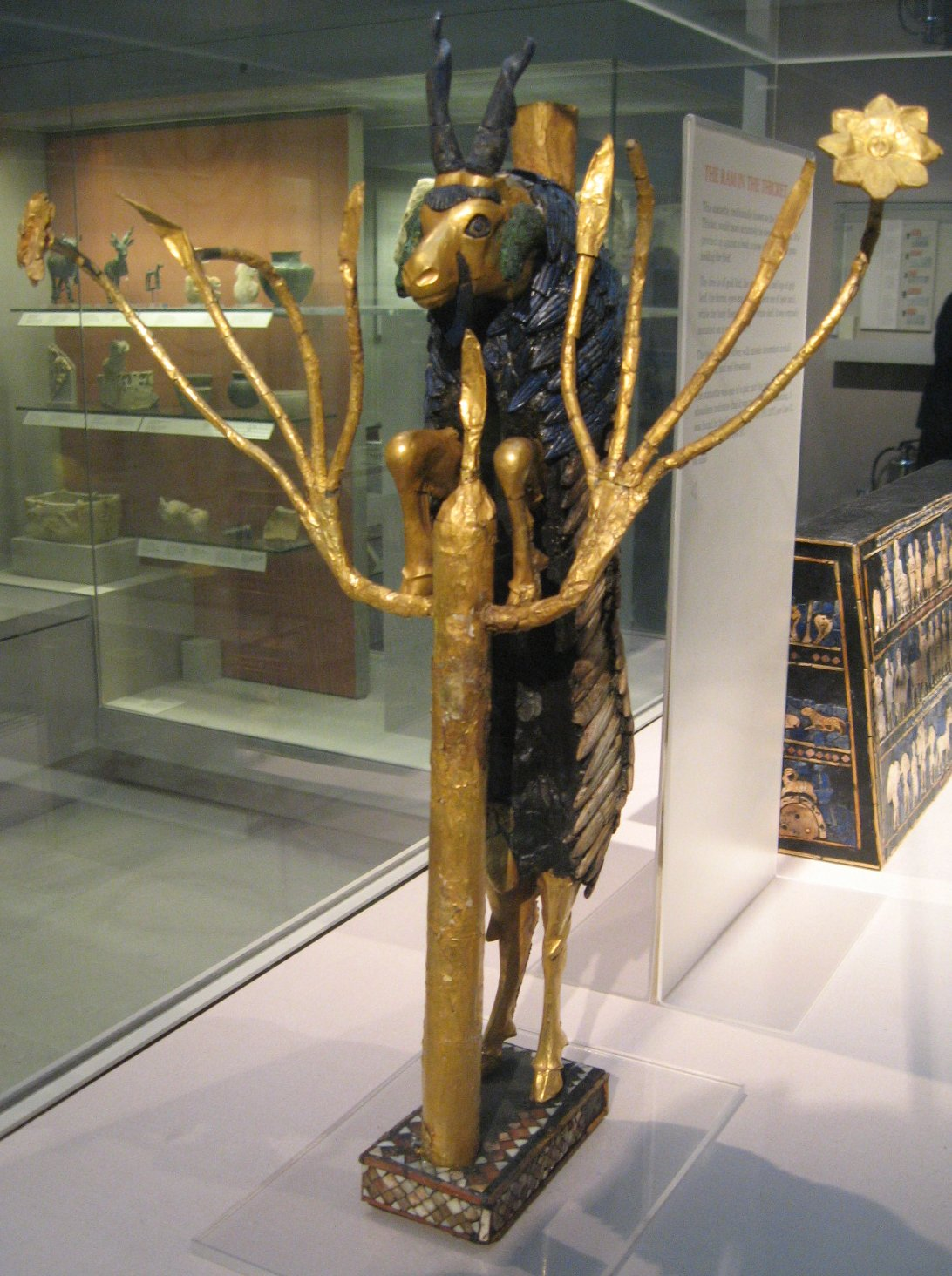
Le « Bélier dans un fourré », bouquetin se nourrissant des feuilles d'un arbuste, en or, nacre, lapis-lazuli. Tombes royales d'Ur, Sumer, vers -2600. Salle 56.
L'« Étendard d'Ur » : la guerre. Boîte en bois à deux faces, montrant des scènes de guerre et de paix. Tombes royales d'Ur, Sumer, vers -2600. Salle 56.
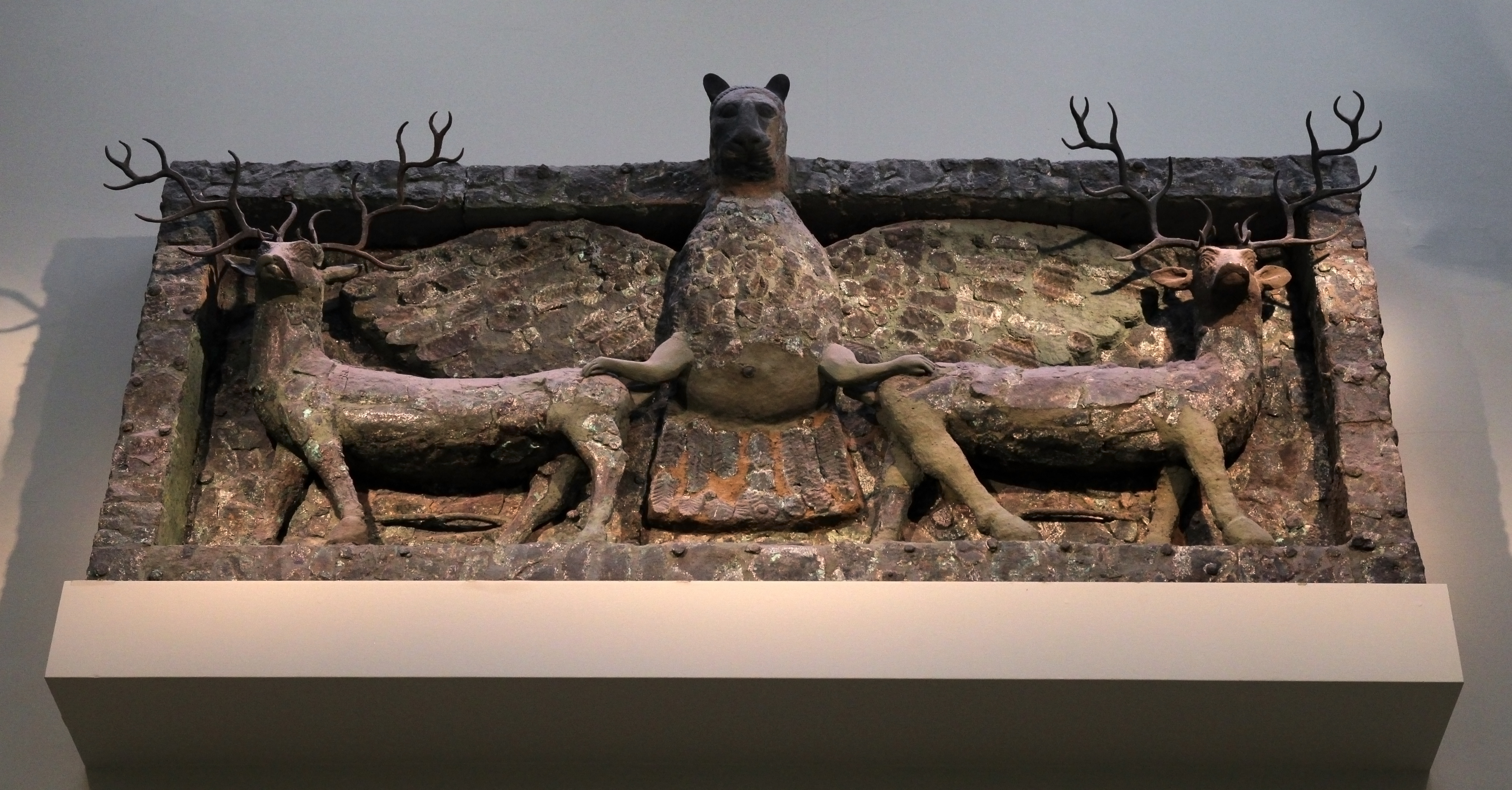
Le dieu Imdugud, aigle à tête de lion surmontant un linteau en feuilles de cuivre, temple de Ninhursag à Tell al-'Ubaid, Irak, vers -2500. Salle 56.
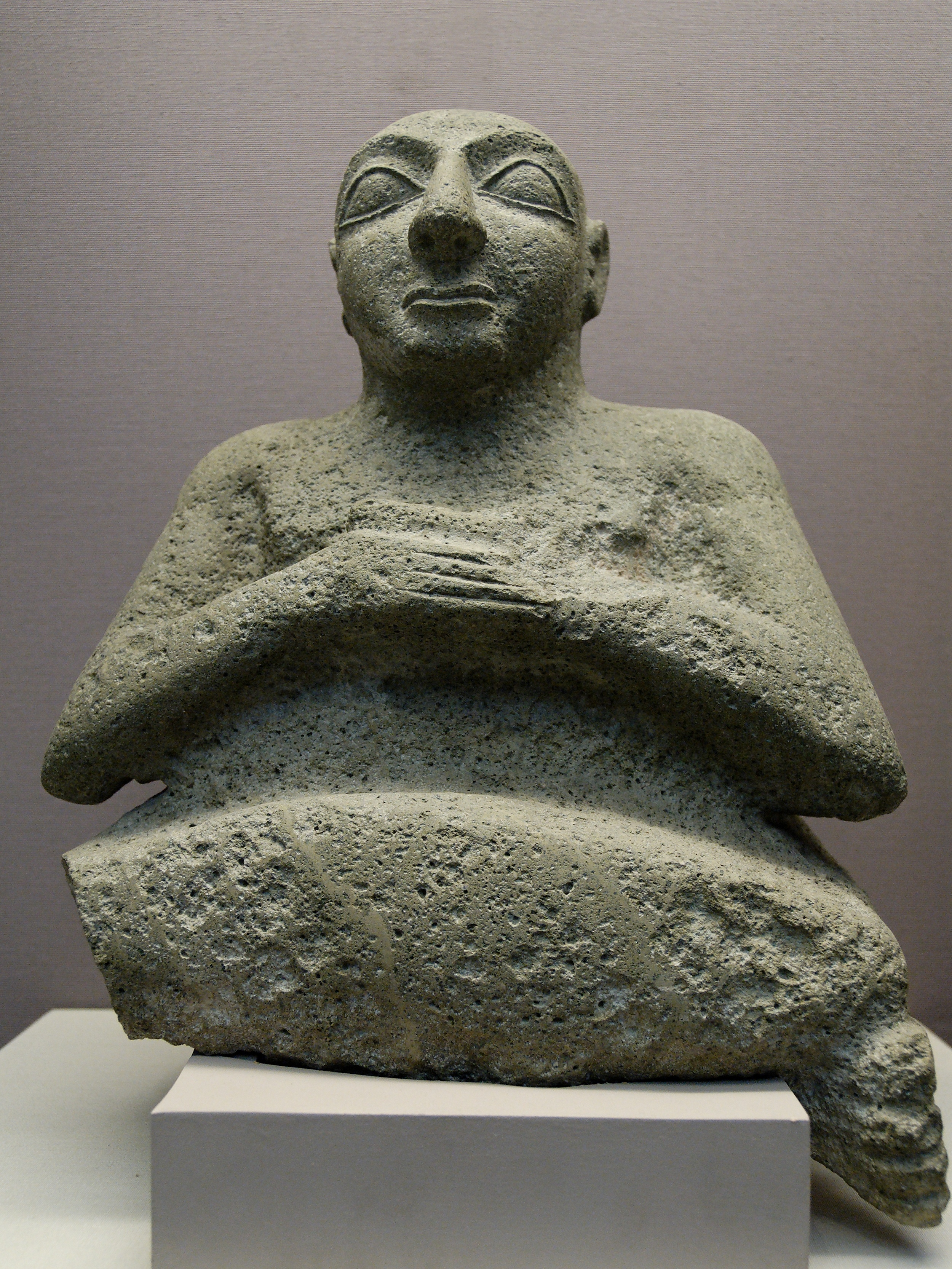
Statue de Kurlil, du temple de Ninhursag à Tell al-'Ubaid, Irak, vers -2500. Salle 56.
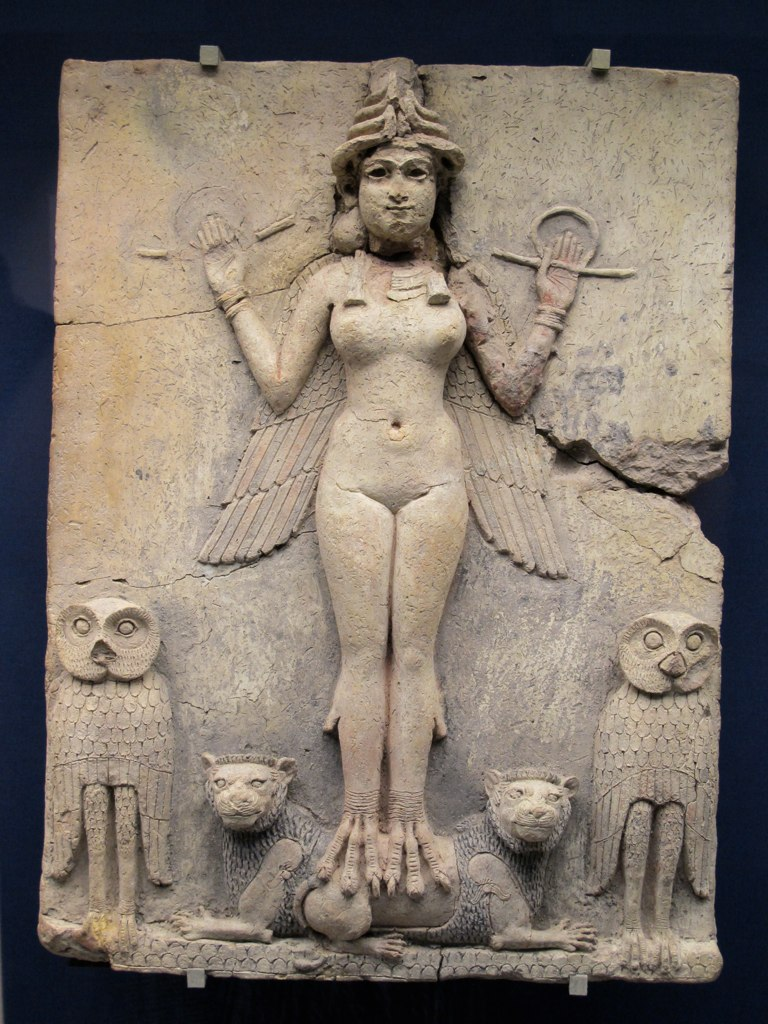
La « reine de la nuit » relief babylonien de la déesse Ishtar, Irak, vers -1790. Salle 56.
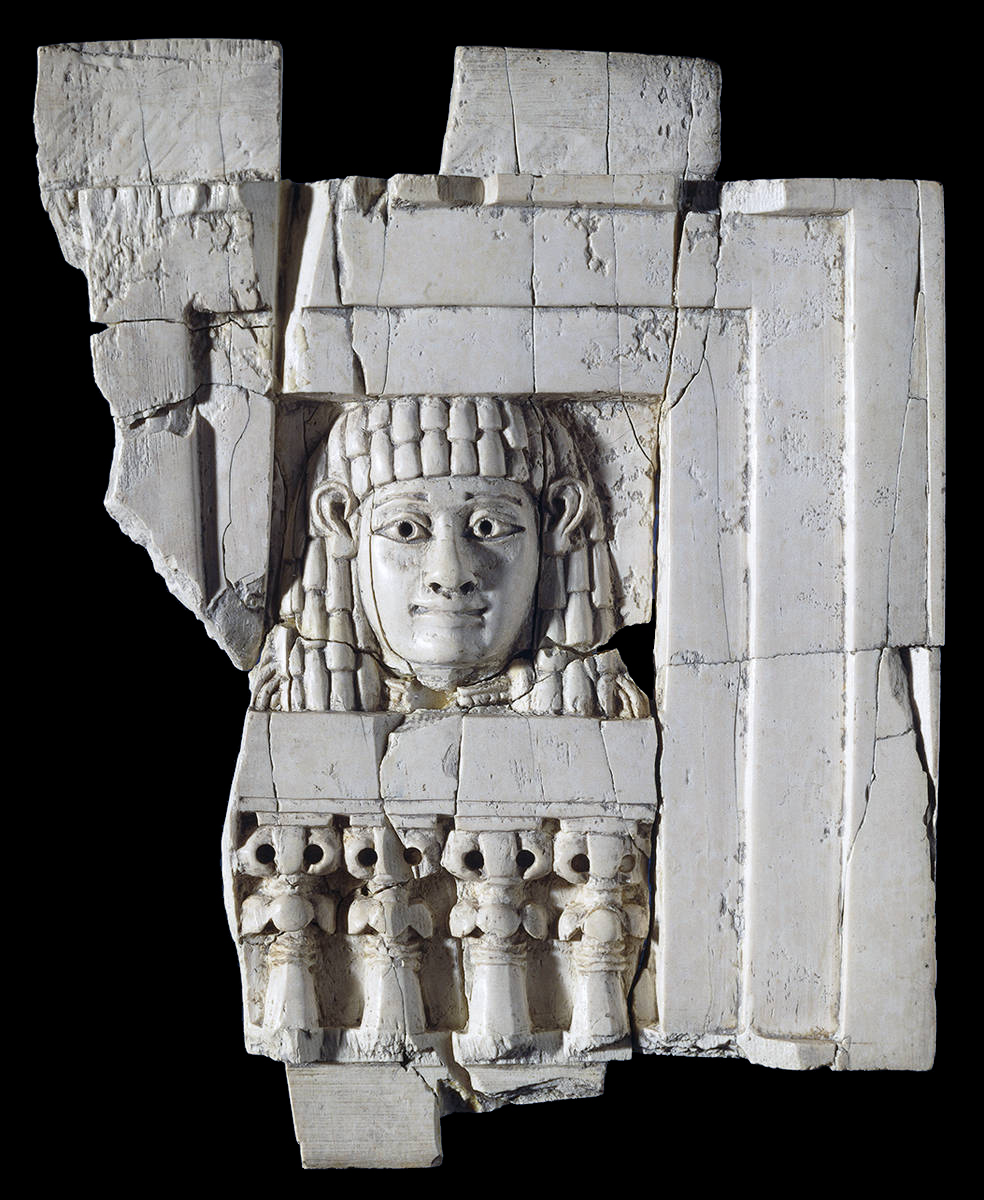
Femme à sa fenêtre, ivoire phénicien, Nimrud, Irak, -IXe/ -VIIIe siècle. Salle 57.
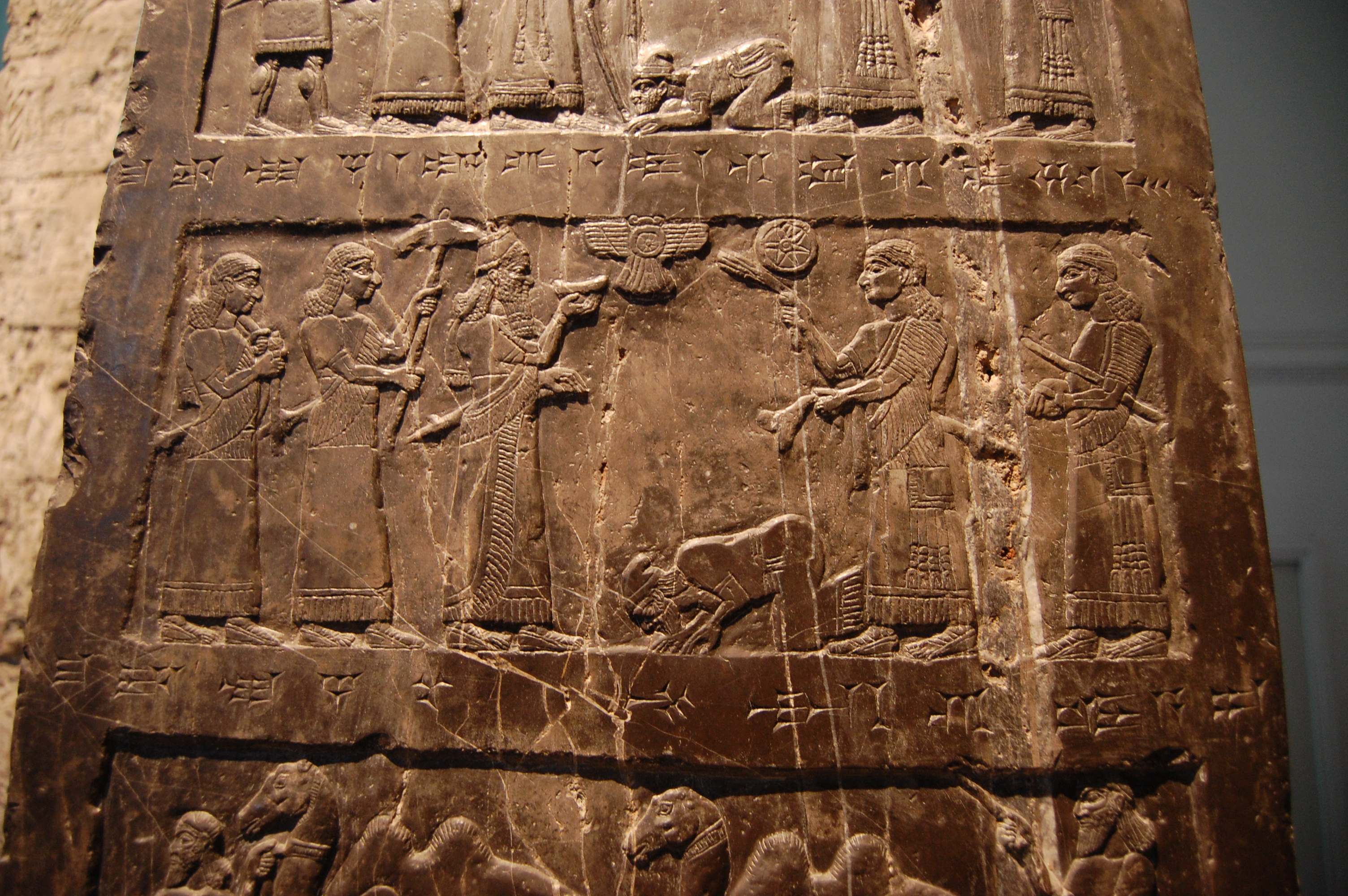
L'hypocrite Jéhu, roi d'Israël, sur l'obélisque noir de Salmanazar III, Nimrud, vers -827. Salle 6.
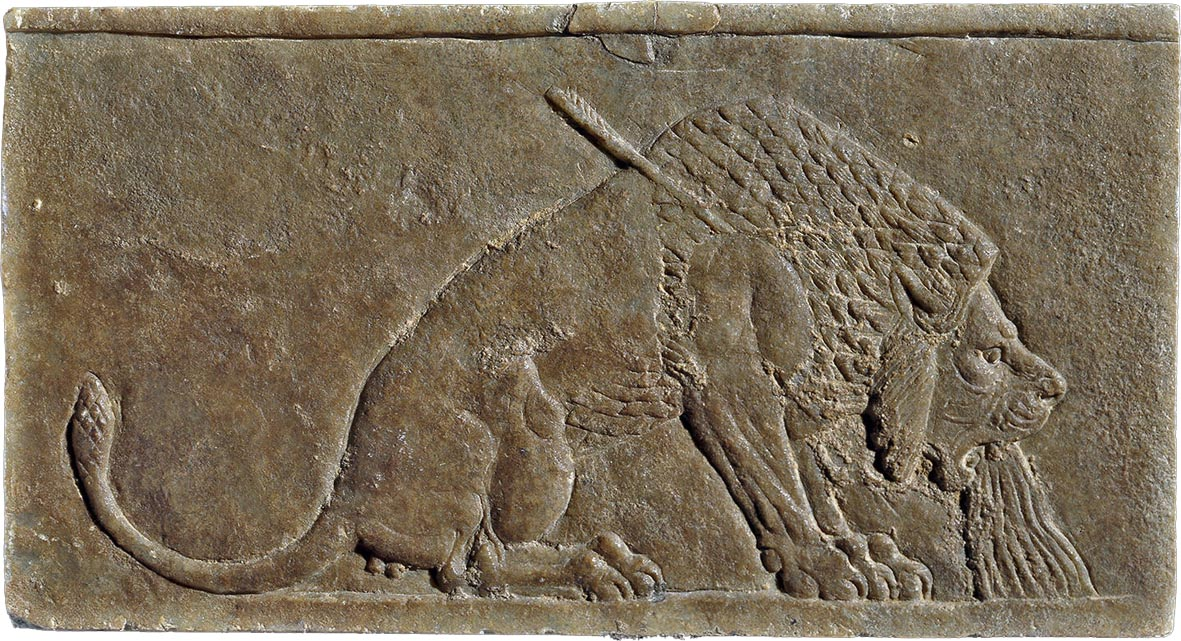
Chasse au lion d'Assurbanipal, Ninive, Irak, vers -645. Salle 55.
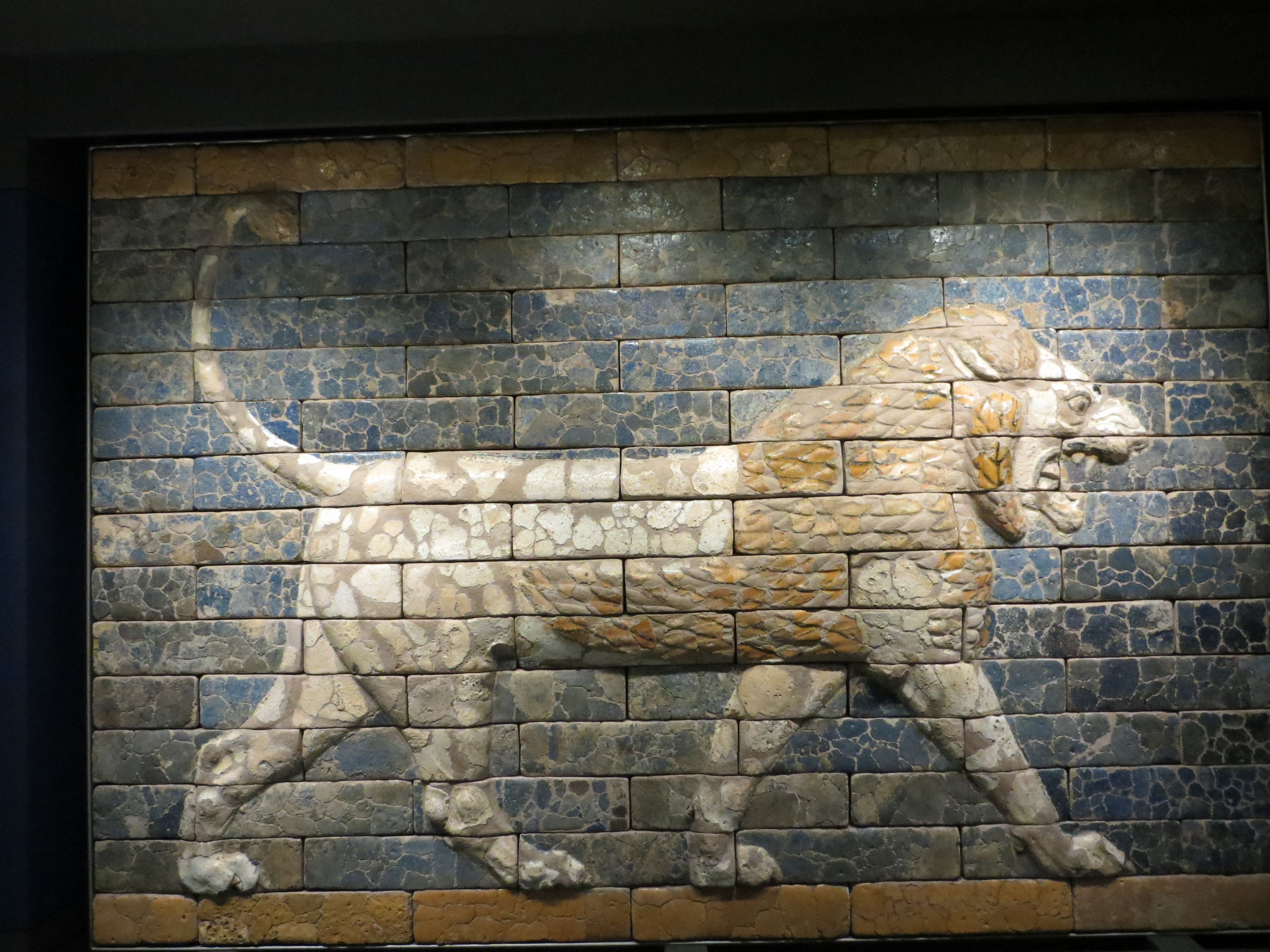
Lion en briques émaillées néo-babylonien, Nabuchodonosor II, Irak, -604/-562.
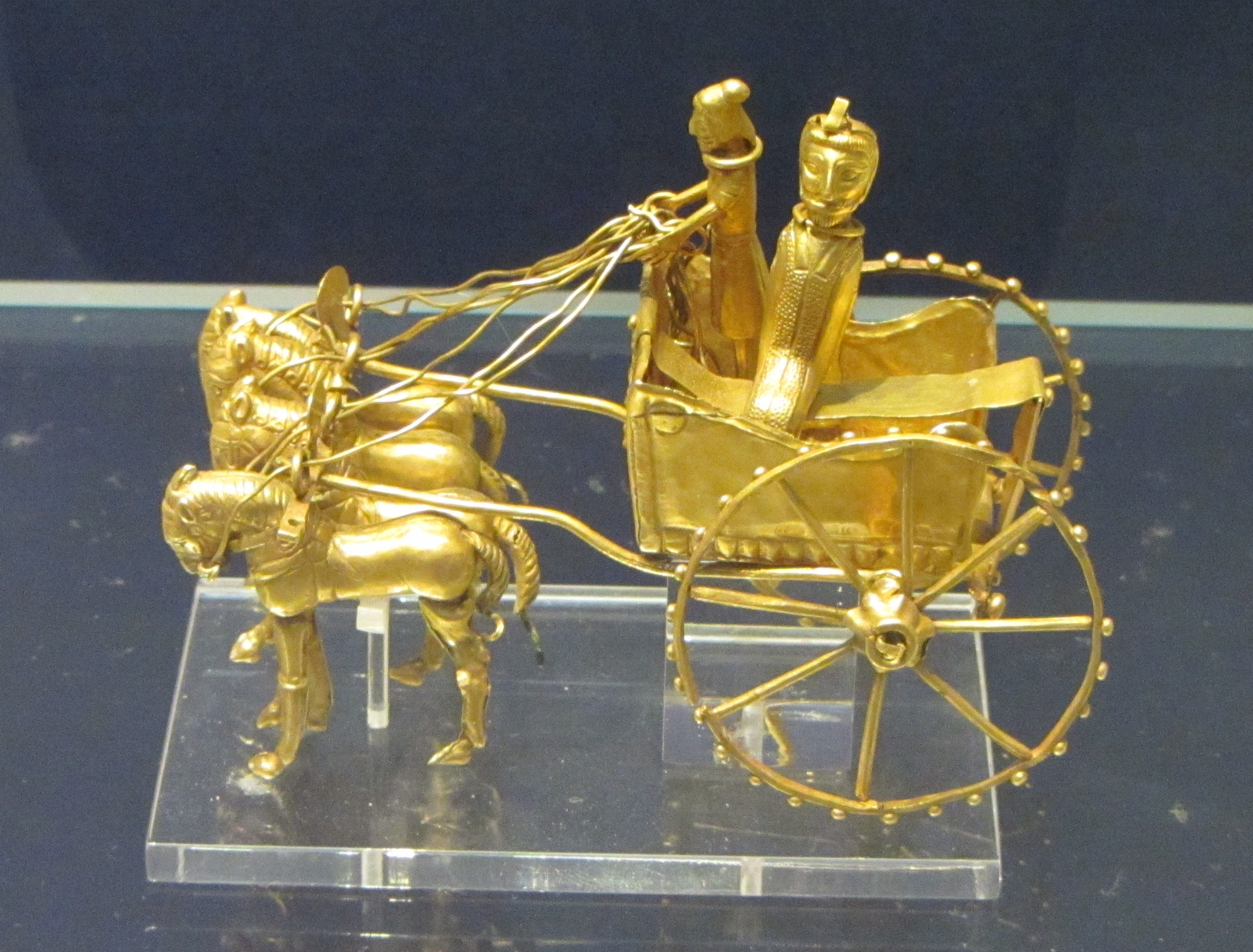
Char du trésor de l'Oxus, ferronnerie perse achéménide, -Ve/ -IVe siècle. Salle 52.
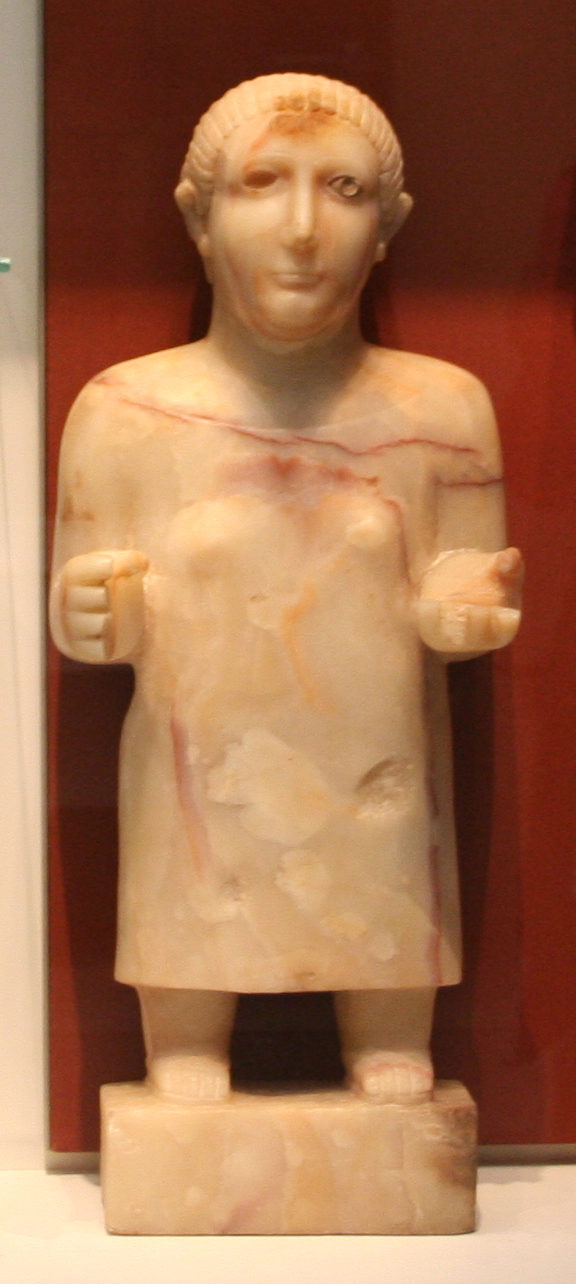
Statuette en albâtre, Yémen, Ier/IIe siècle. Salle 53.
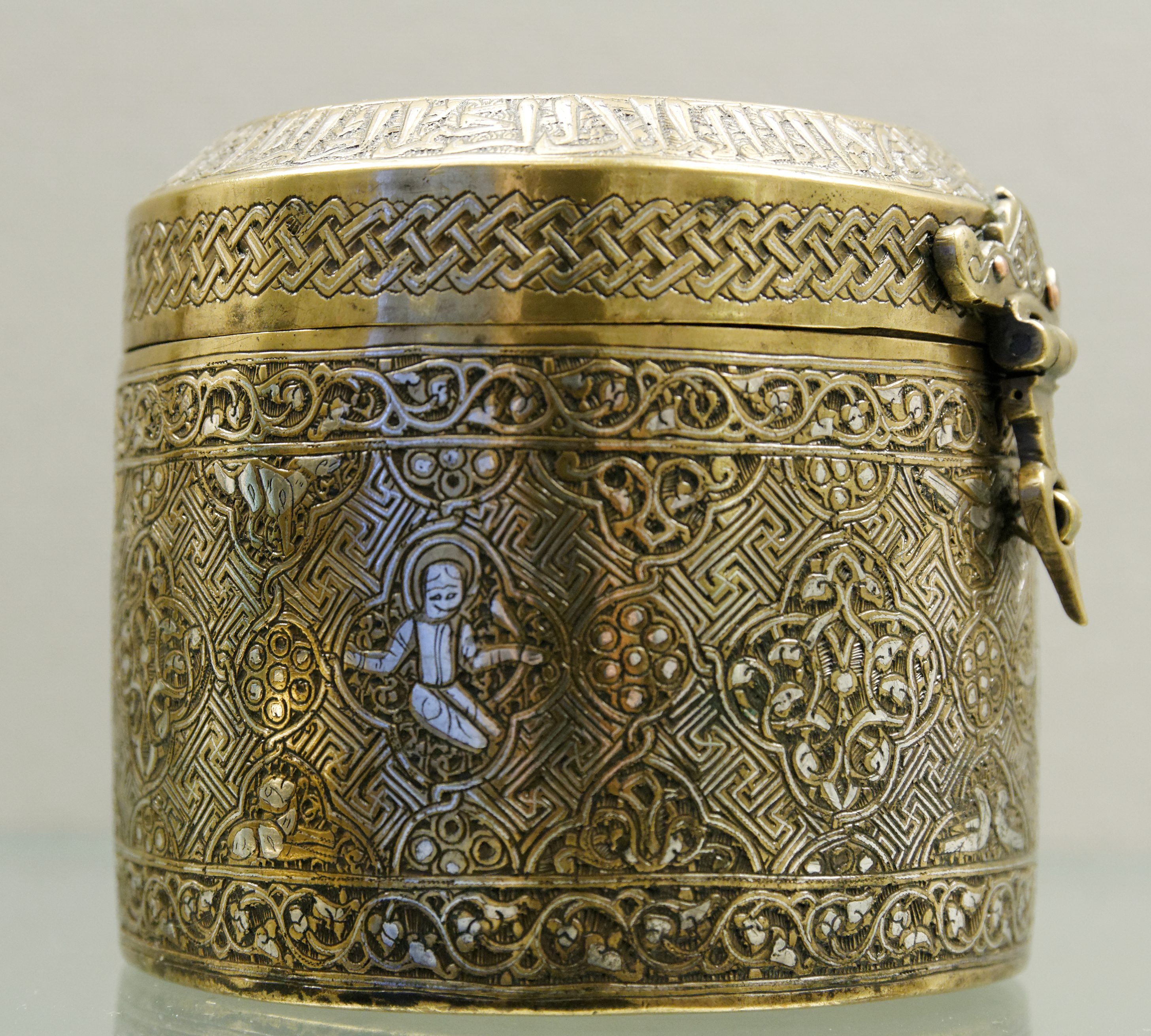
Boîte à couvercle cylindrique avec inscription en arabe au nom de Badr al-Din Lu'lu ', souverain de Mossoul, 1233-1259. Salle 34.

### Asie
La section Asie est constituée de plusieurs ensembles. La plus grande salle présente un groupement d'œuvres de toute l'Asie : Chine, mais surtout Inde et Asie du Sud-Est, puis d'autres salles sont plus spécifiquement conçues pour le Japon, la Corée et une salle en particulier conserve une immense collection de céramiques chinoises récoltées par sir Percival David.
La collection rassemble plus de 75 000 objets couvrant la culture de tout le continent asiatique (de l'Est, du Sud, de l'Asie centrale et du Sud-Est) du Néolithique à nos jours. Beaucoup de ces objets ont été collectés par des officiers coloniaux et des explorateurs dans les anciennes parties de l' Empire britannique, en particulier le sous-continent indien. Un grand nombre d'antiquités chinoises ont été achetées au banquier anglo-grec George Eumorfopoulos dans les années 1930. Les quelque 1800 estampes et peintures japonaises de la collection Arthur Morrison ont été acquises au début du XXe siècle. Dans la seconde moitié du XXe siècle, le musée a grandement bénéficié du legs du philanthrope P.T. Brooke Sewell, qui a permis au département d'acheter de nombreux objets et de combler des lacunes,,.
Les collections ethnographiques d'Asie couvrent tout le continent, le Proche-Orient, l'Inde, la Chine, le Japon. Une grande partie du matériel ethnographique provient de cultures tribales de chasseurs-cueilleurs, dont les modes de vie ont pour la plupart disparu au siècle dernier. De précieuses collections proviennent des îles Andaman et Nicobar, du Sri Lanka, du nord de la Thaïlande, du sud-ouest de la Chine, des Aïnous de Hokaidu au Japon, de Sibérie et des îles de l'Asie du Sud-Est, comme Bornéo, et un groupe unique d'objets de Java, dont des marionnettes d'ombres et un décor musical de gamelan.
La principale galerie consacrée à l'art asiatique est la galerie 33, avec son exposition complète d'objets chinois, du sous-continent indien et de l'Asie du Sud-Est. Une galerie adjacente présente les sculptures et monuments Amaravati. D'autres galeries aux étages supérieurs sont consacrées aux collections japonaises, coréennes, de peinture et de calligraphie, et de céramiques chinoises.

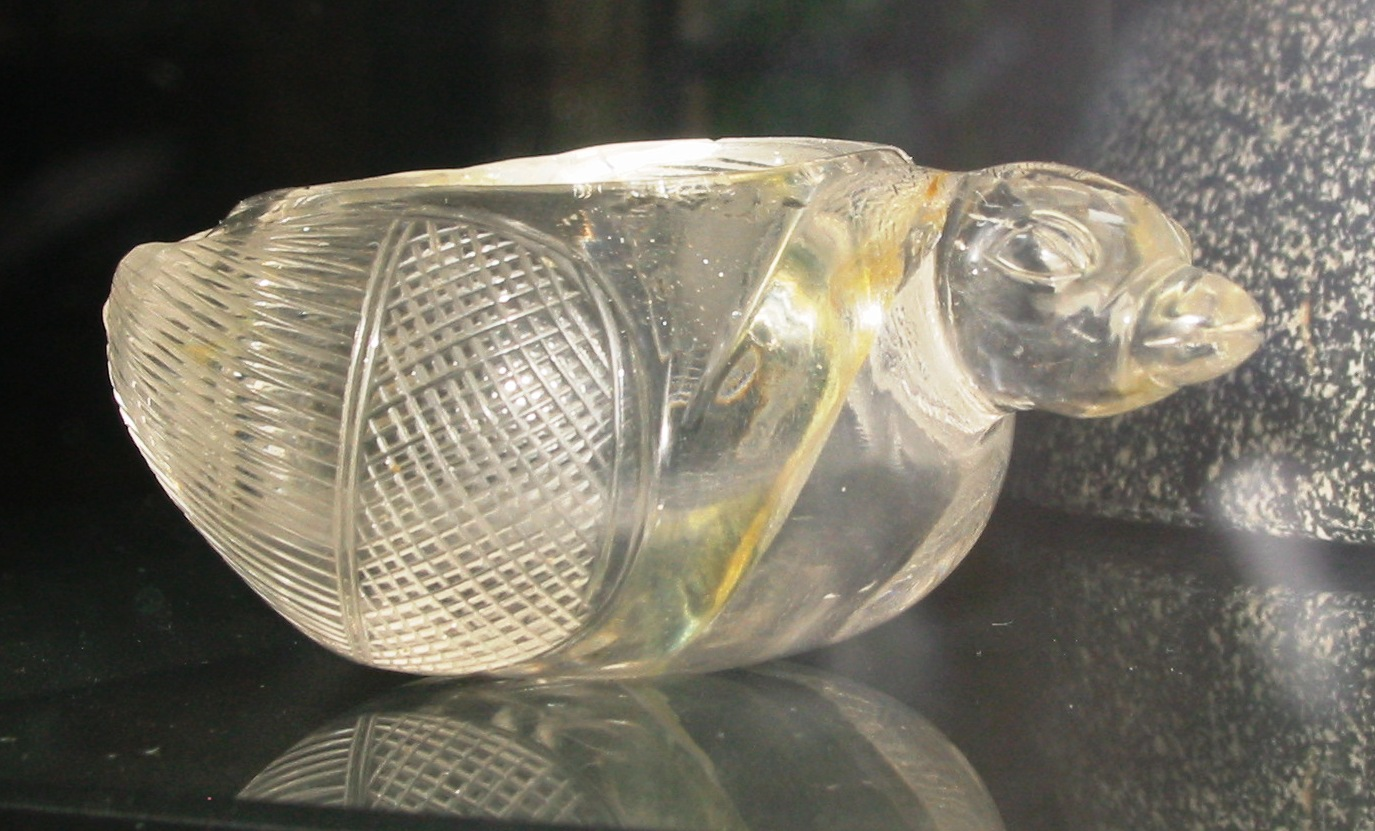
Reliquaire hamsa en cristal de roche, stupa 32, Taxila, Pakistan, Ier siècle.
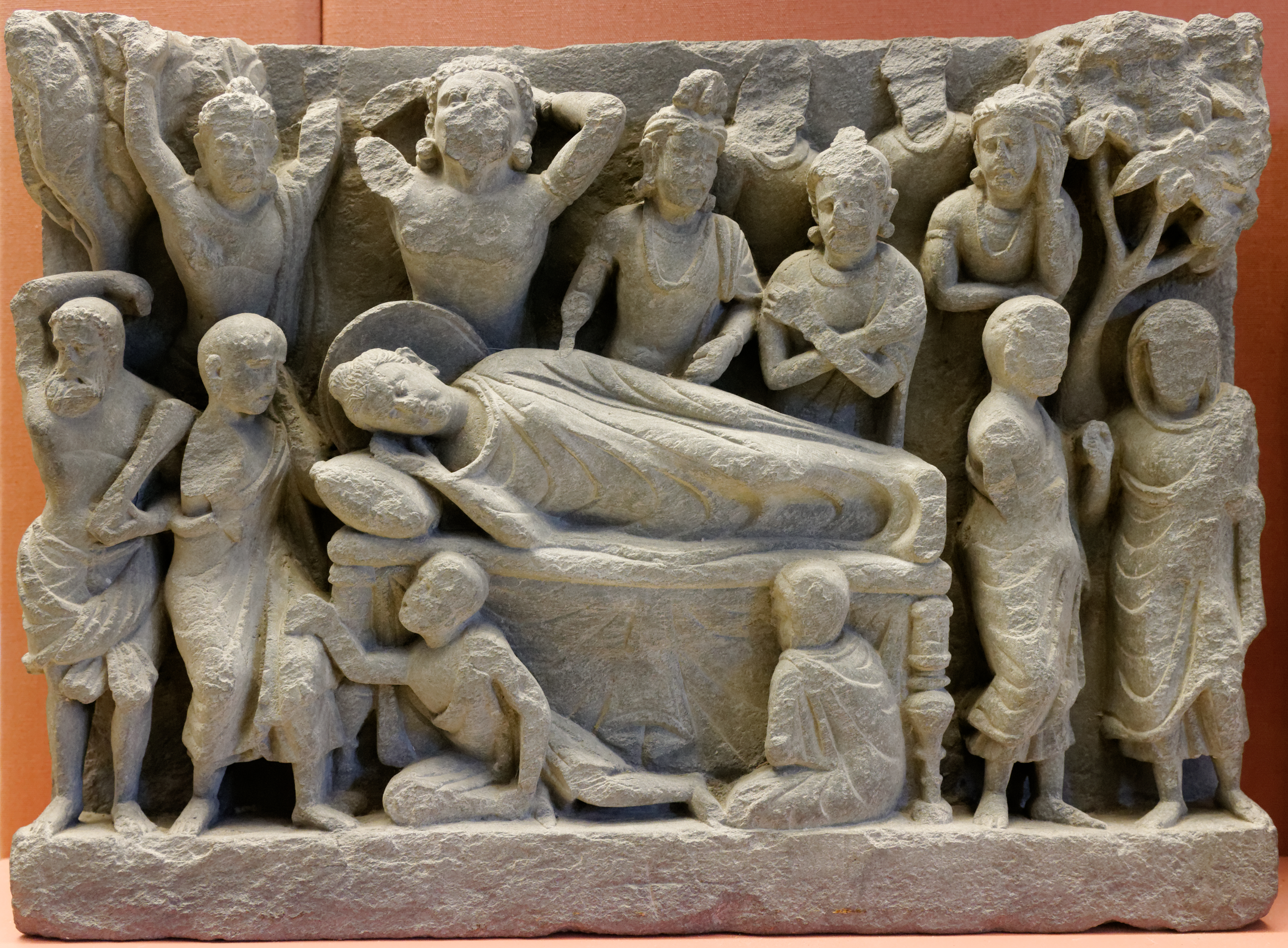
Sculpture en pierre de Gandhara, Pakistan, figurant la mort de Bouddha, Ier au IIIe siècle.
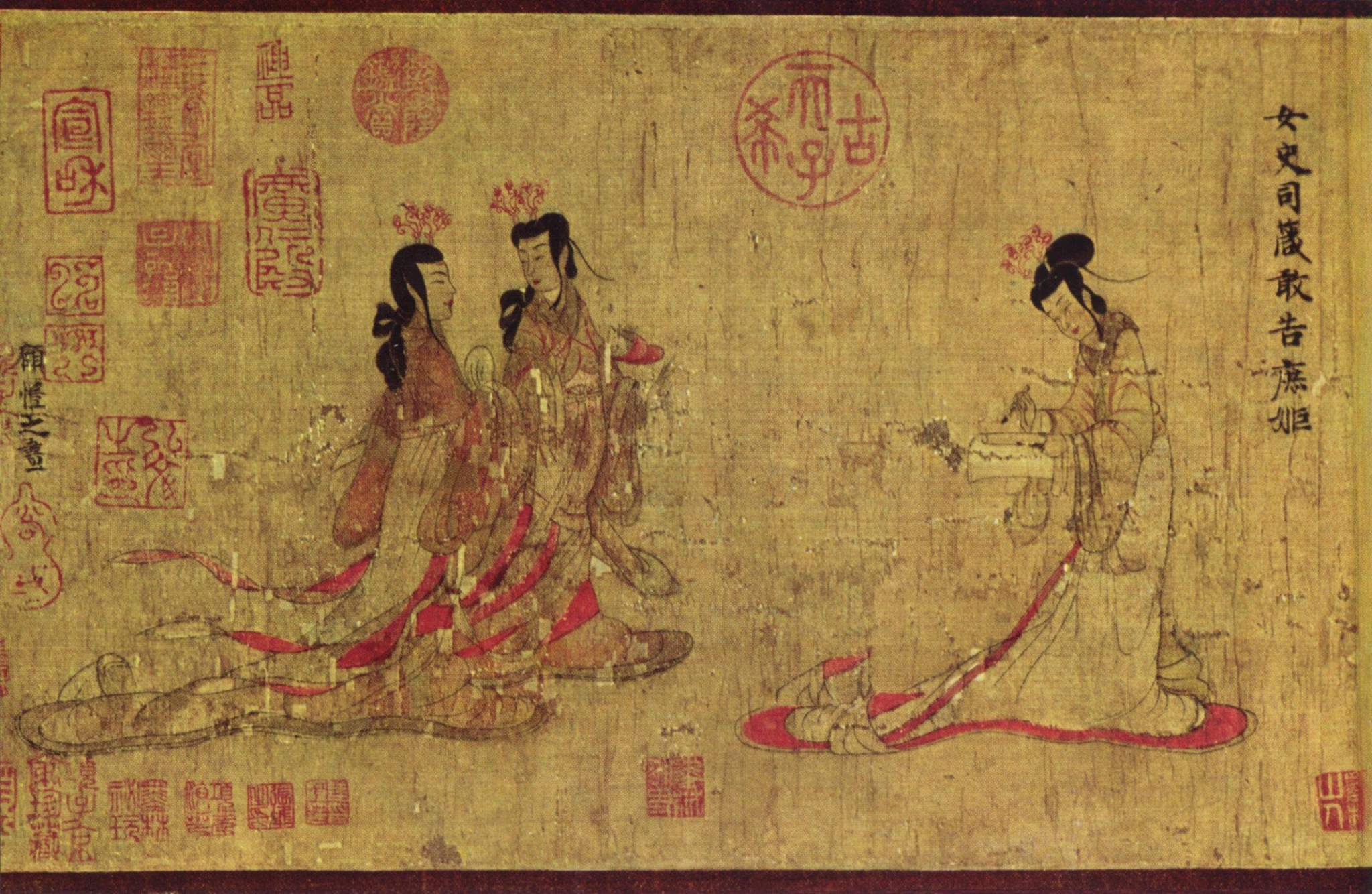
Scène des Conseils de la monitrice aux dames du Palais (en), de l'artiste chinois Gu Kaizhi, vers 380.
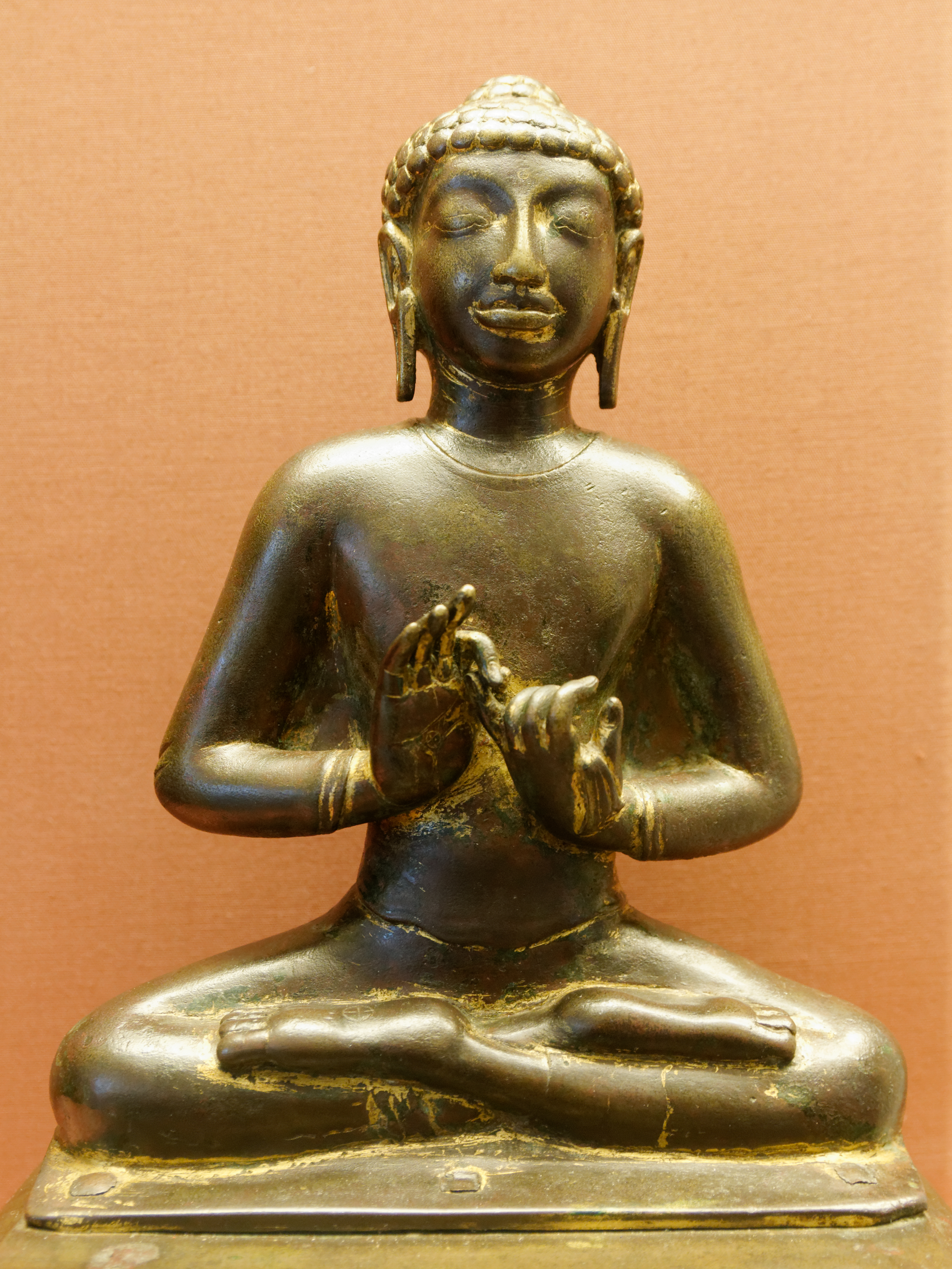
Statue de Bouddha en bronze doré, Dhaneswar Khera, Inde, Ve siècle.
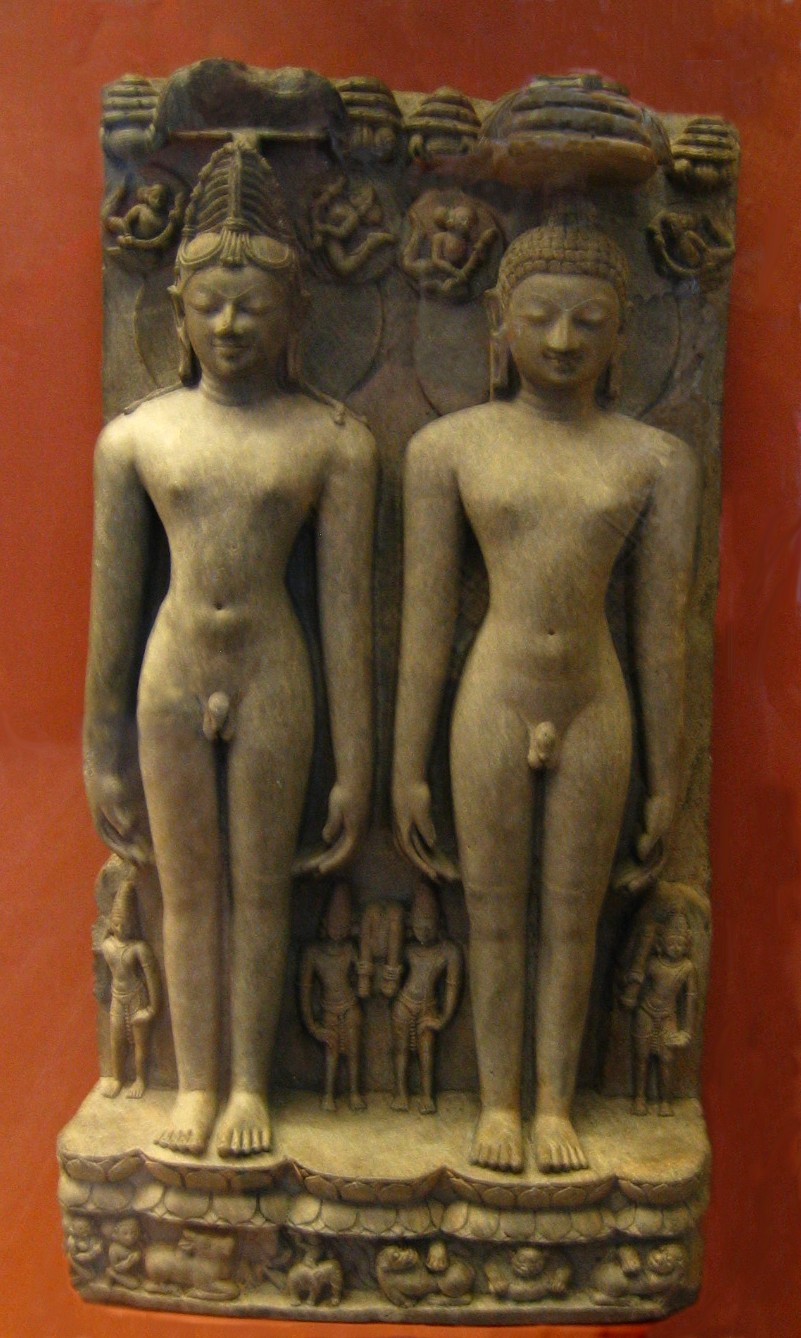
Sculpture Jain des deux tirthankaras Rishabhanatha et Mahavira, Orissa, Inde, XIe – XIIe siècle.
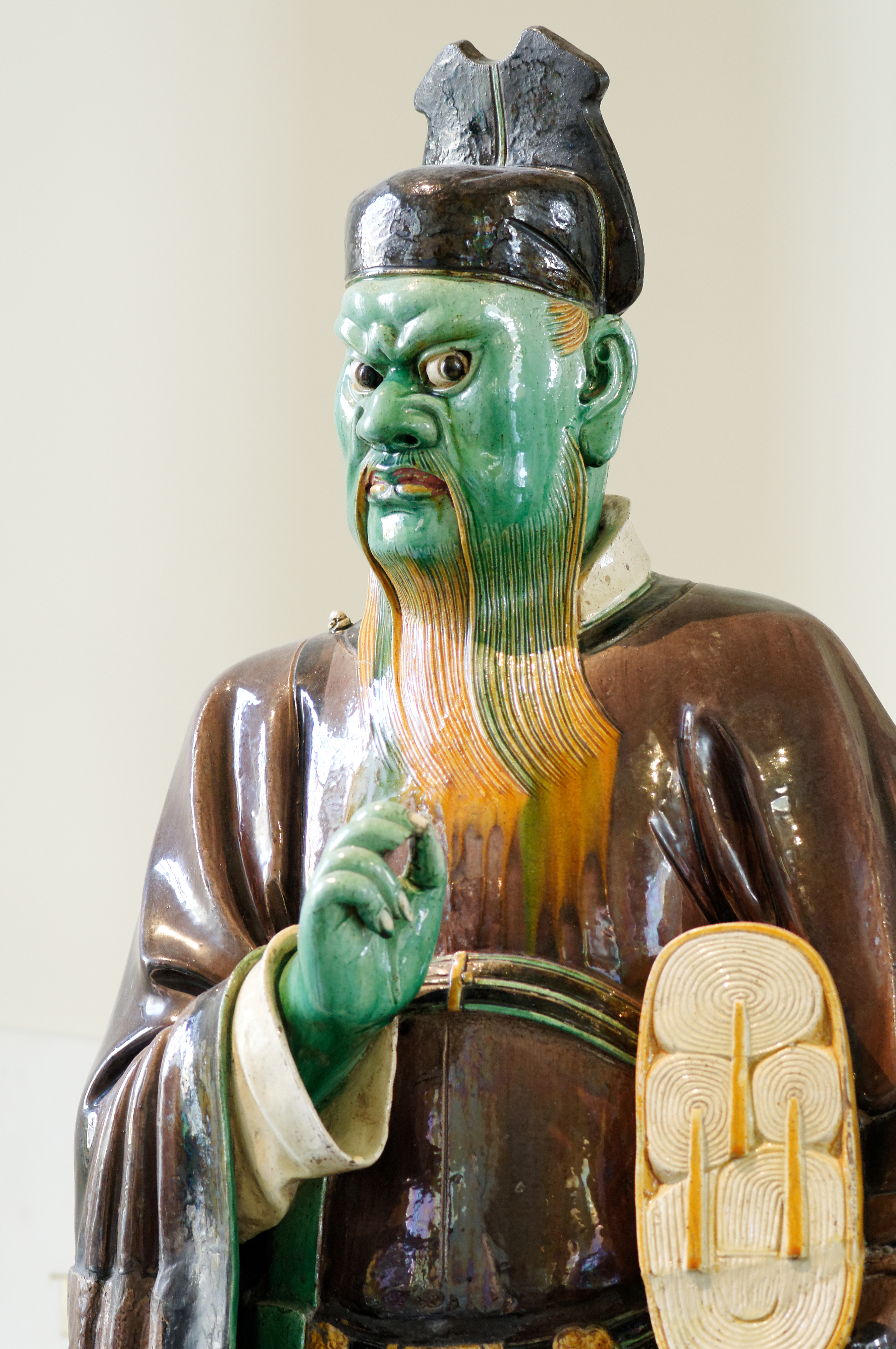
Figure d'un assistant du Juge des enfers, dynastie Ming, Chine, XVIe siècle.
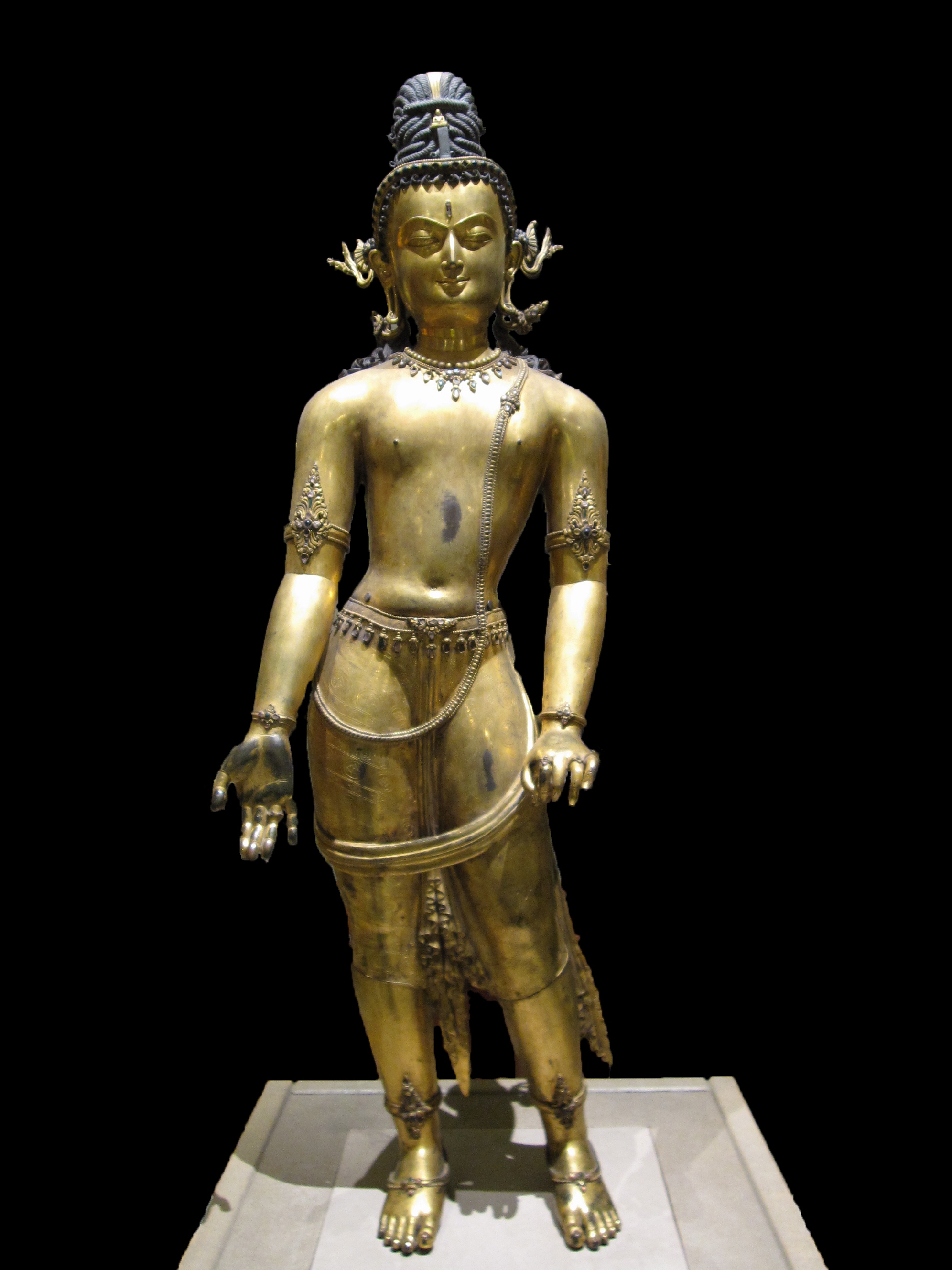
Statue de Bodhisattva Avalokiteshvara, en bronze doré. Népal, XVIe siècle.
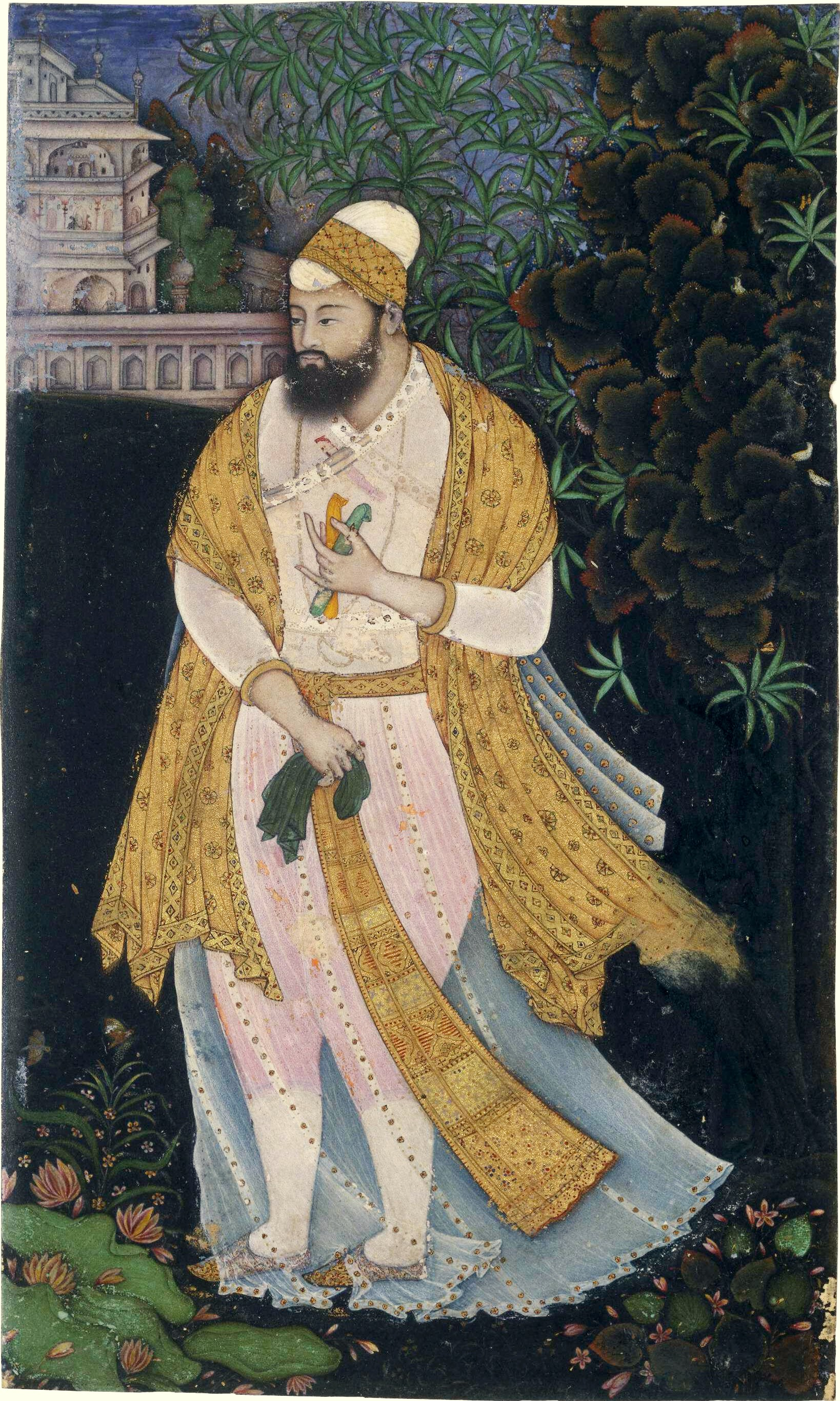
Portrait d'Ibrâhîm 'Âdil Shâh II (1580–1626), École de Bijapur (Deccan), Inde, 1615.
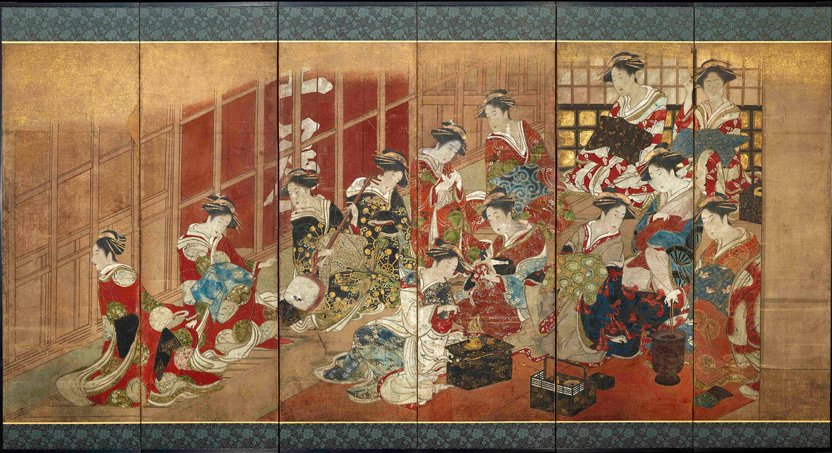
Courtisans de Tamaya, panneau attribué au peintre Utagawa Toyoharu ; Japan, période Edo, vers 1780.
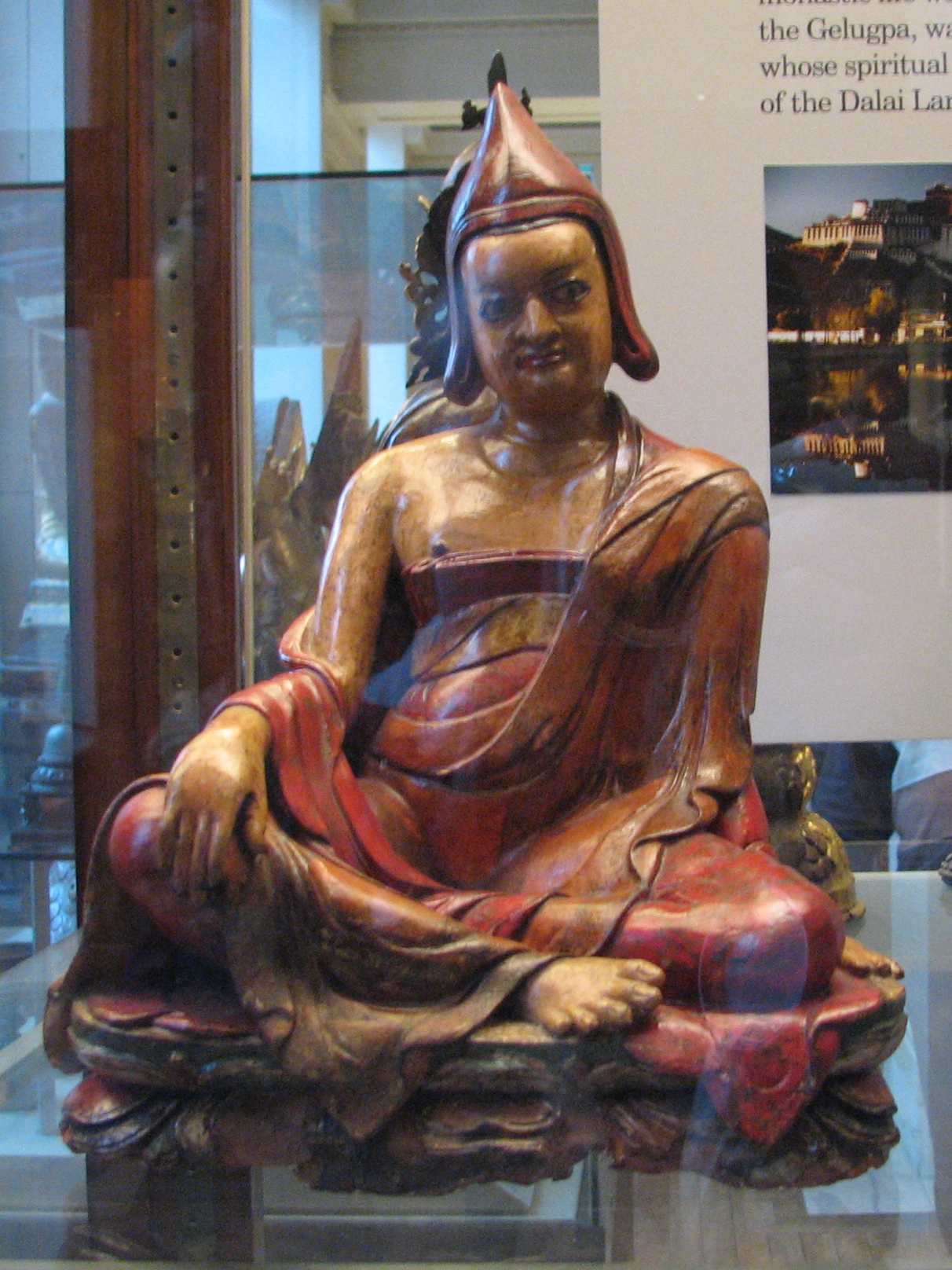
Figure de Lama assis ; papier-mâché peint et verni, Ladakh, Tibet, XIXe siècle.

### Afrique, Océanie et Amériques
Dans cette section, le musée héberge une grande collection d'objets de l’Afrique subsaharienne. Il y a aussi des œuvres des îles du Pacifique (Micronésie, Mélanésie et Polynésie) et des Maoris de la Nouvelle-Zélande, mais pas l'art des aborigènes de l'Australie, qui est traité comme une culture séparée. Les collections des Amériques sont des cultures précolombiennes. Le musée a la chance d'avoir quelques-unes des collections océaniques les plus vieilles ; elles ont été rassemblées par les membres des expéditions de James Cook et de George Vancouver, ou par les administrateurs coloniaux, avant l'influence significative de la culture occidentale sur les cultures indigènes.

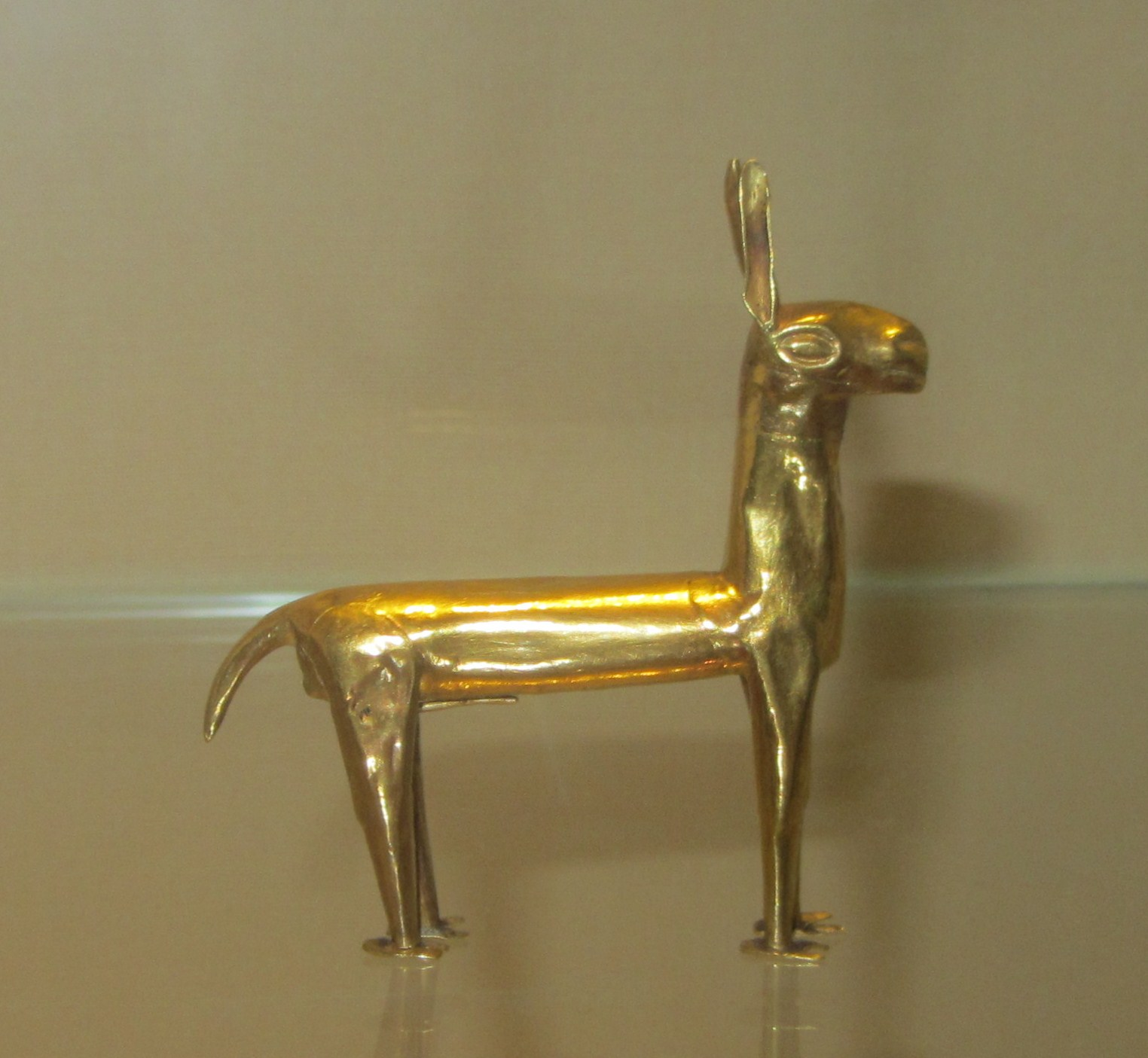
Figure d'un lama en or de la civilisation inca.
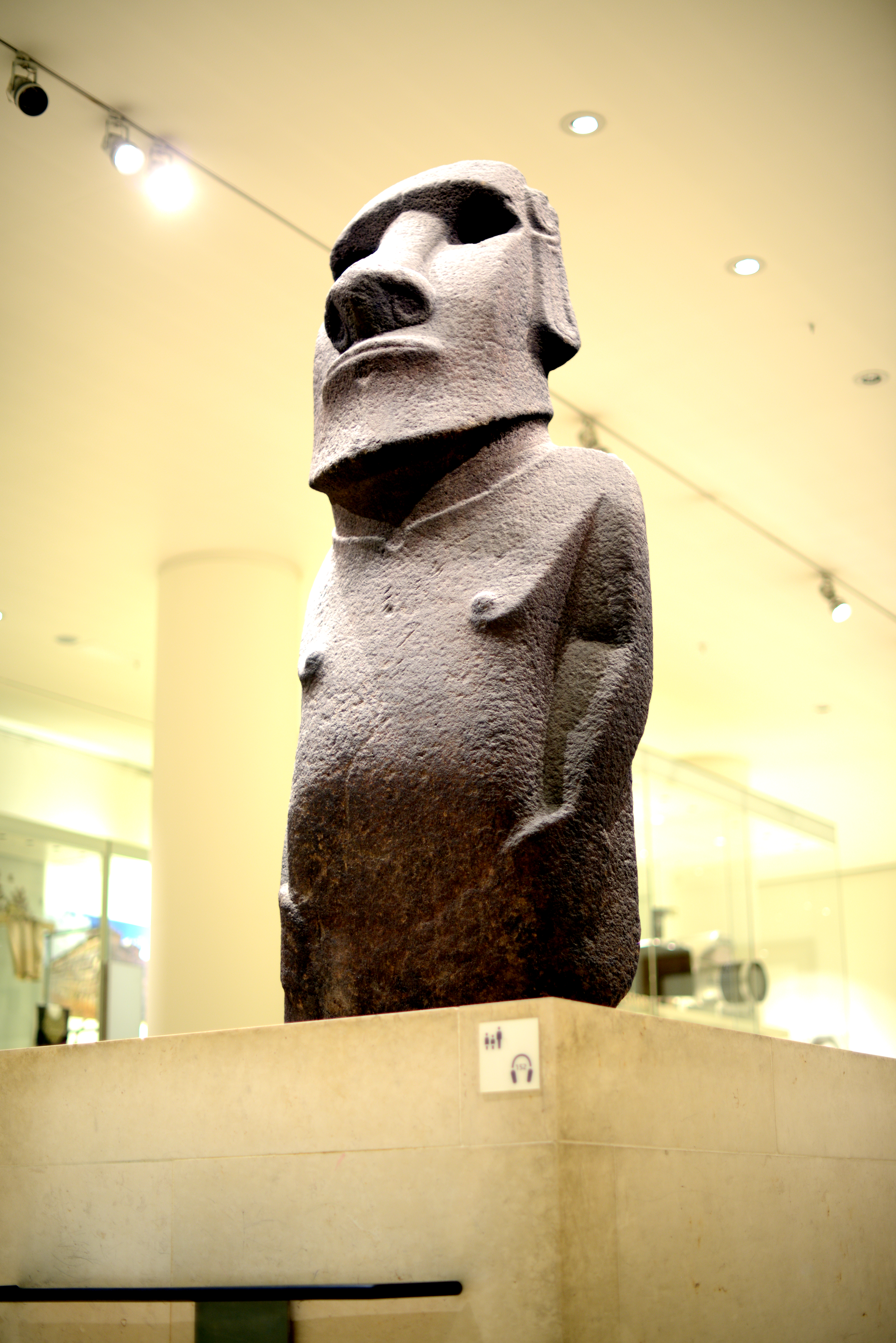
Statue de Hoa Hakananai'a de l'île de Pâques.
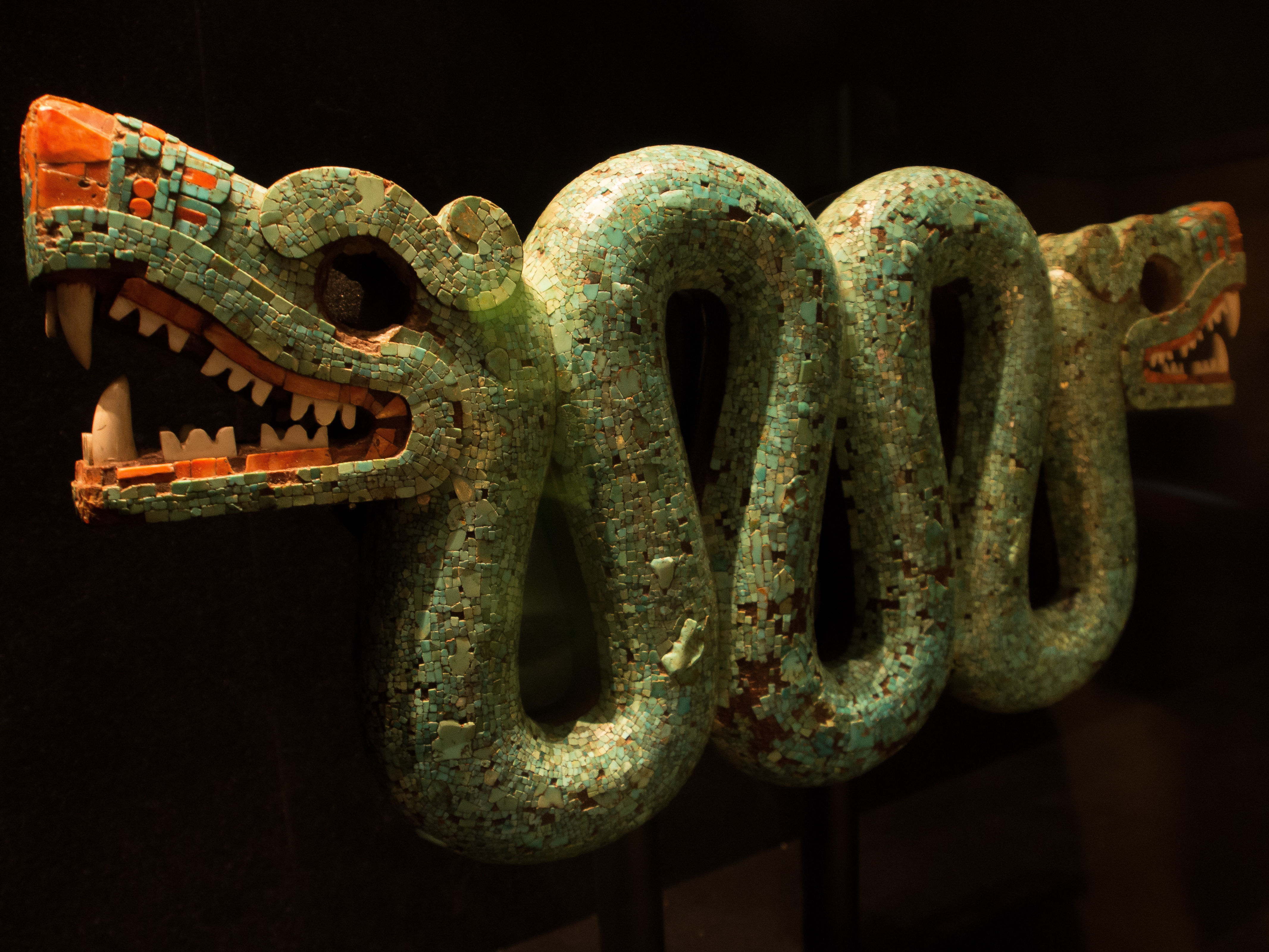
Serpent bicéphale en turquoise des Aztèques.

### Grande-Bretagne, Europe et Préhistoire

#### Monde étrusque
La salle 71 est dédiée au monde étrusque. Les premiers éléments achetés par le British Museum sur la thématique étrusque datent de 1837 et concernent des sarcophages et divers objets qui étaient exposés à l'exposition de Pall Mall des frères Campanari. Le musée conserve aujourd'hui des objets en provenance de Cære, notamment des plaques de terre cuite.

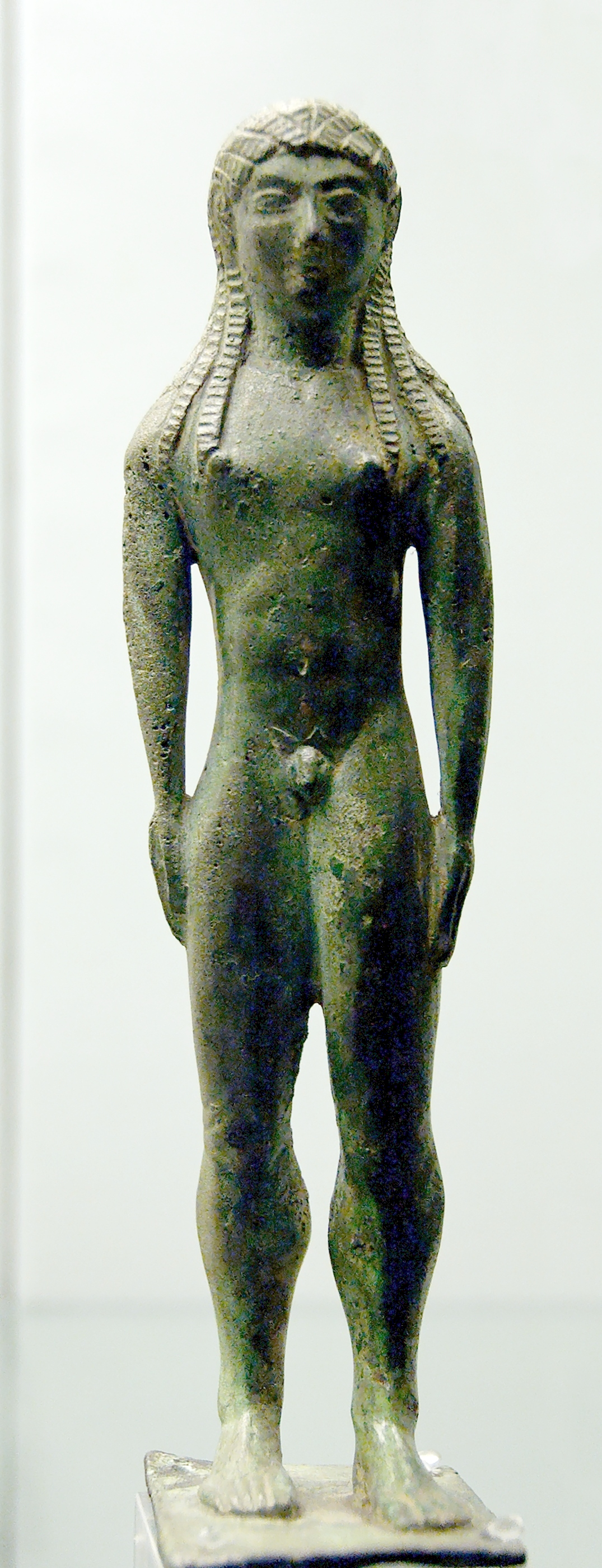
Statuette votive d'homme nu, Chiusi, vers -550.
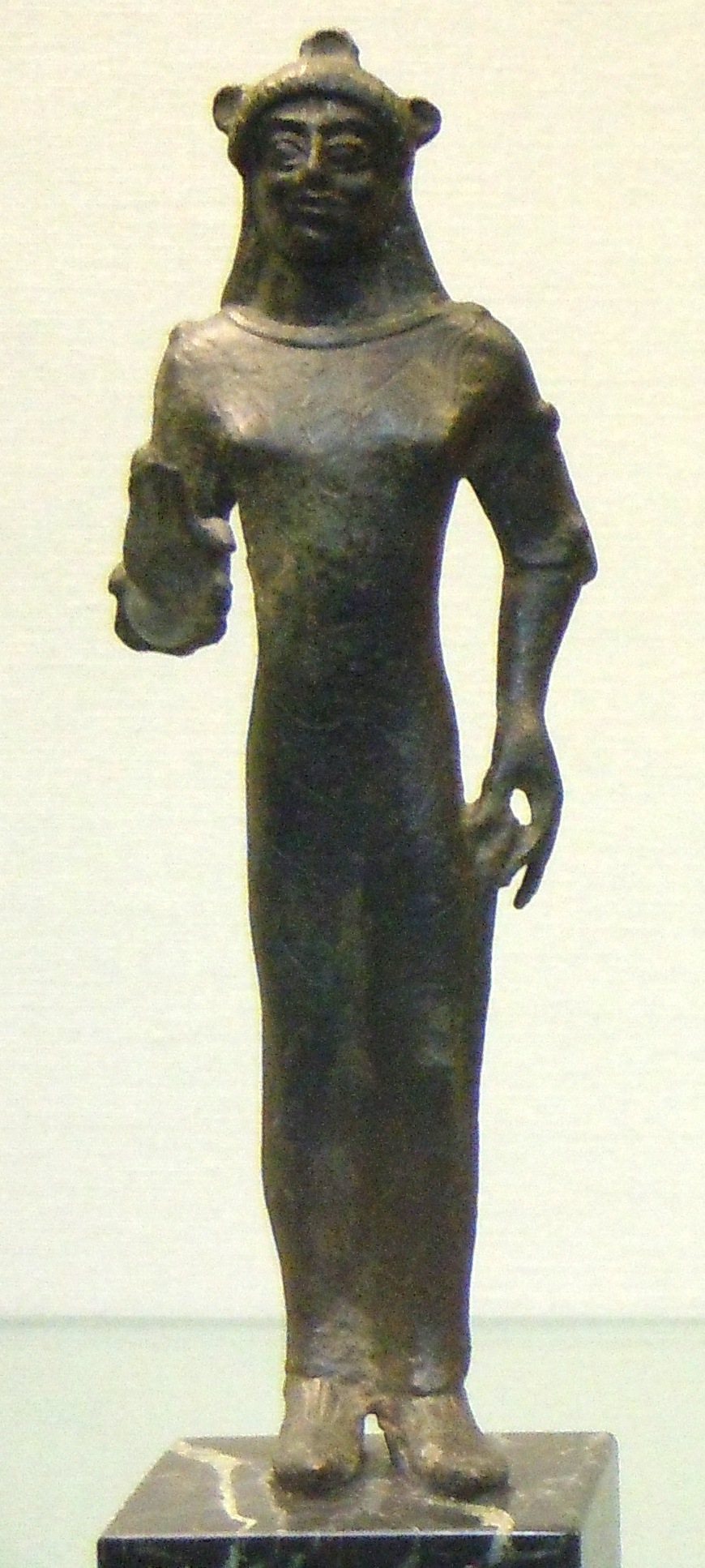
Statuette de femme portant une offrande, bronze, vers -500.
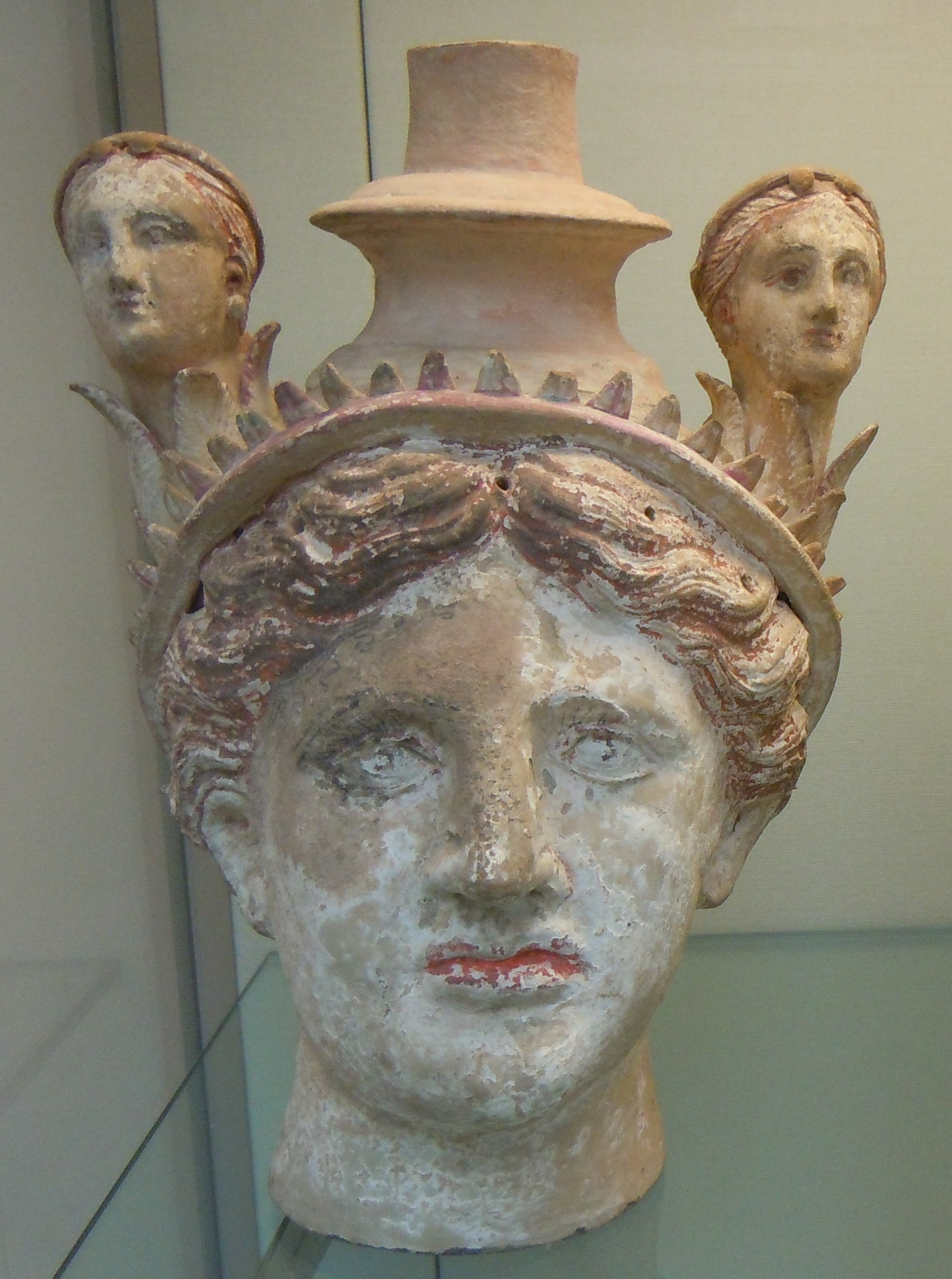
Vase à figure féminine, terre cuite peinte, vers -320.
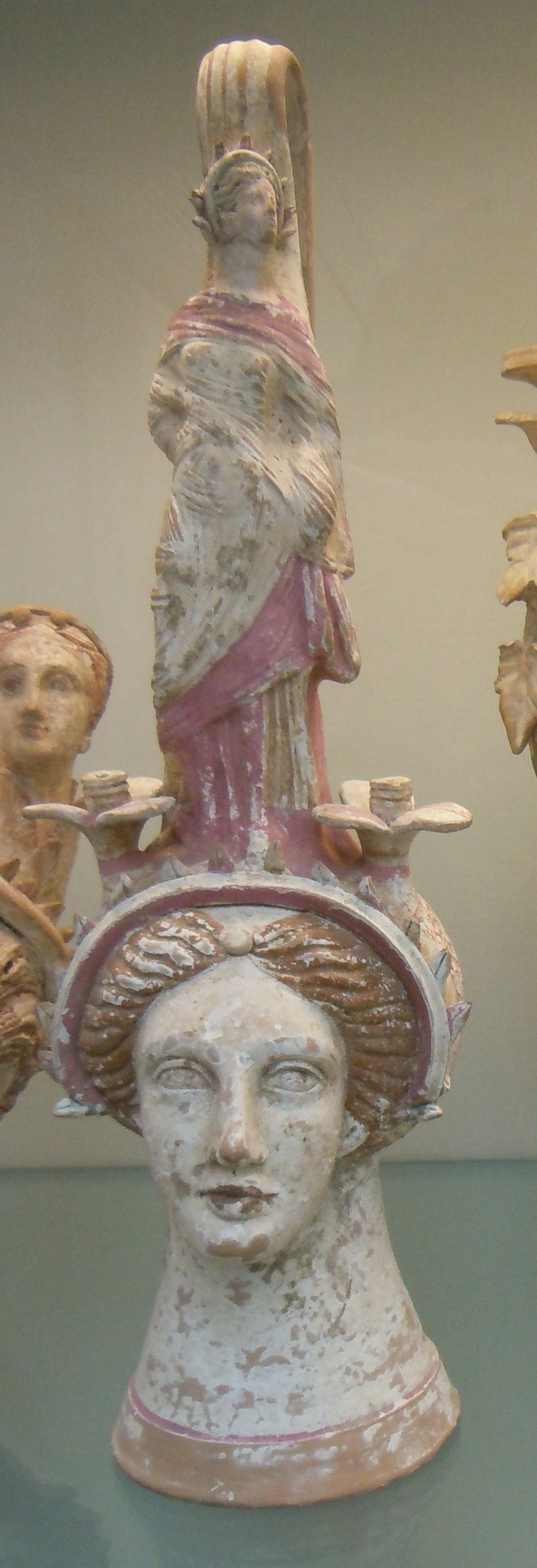
Tête féminine, vase en terre cuite, Canosa, -300.
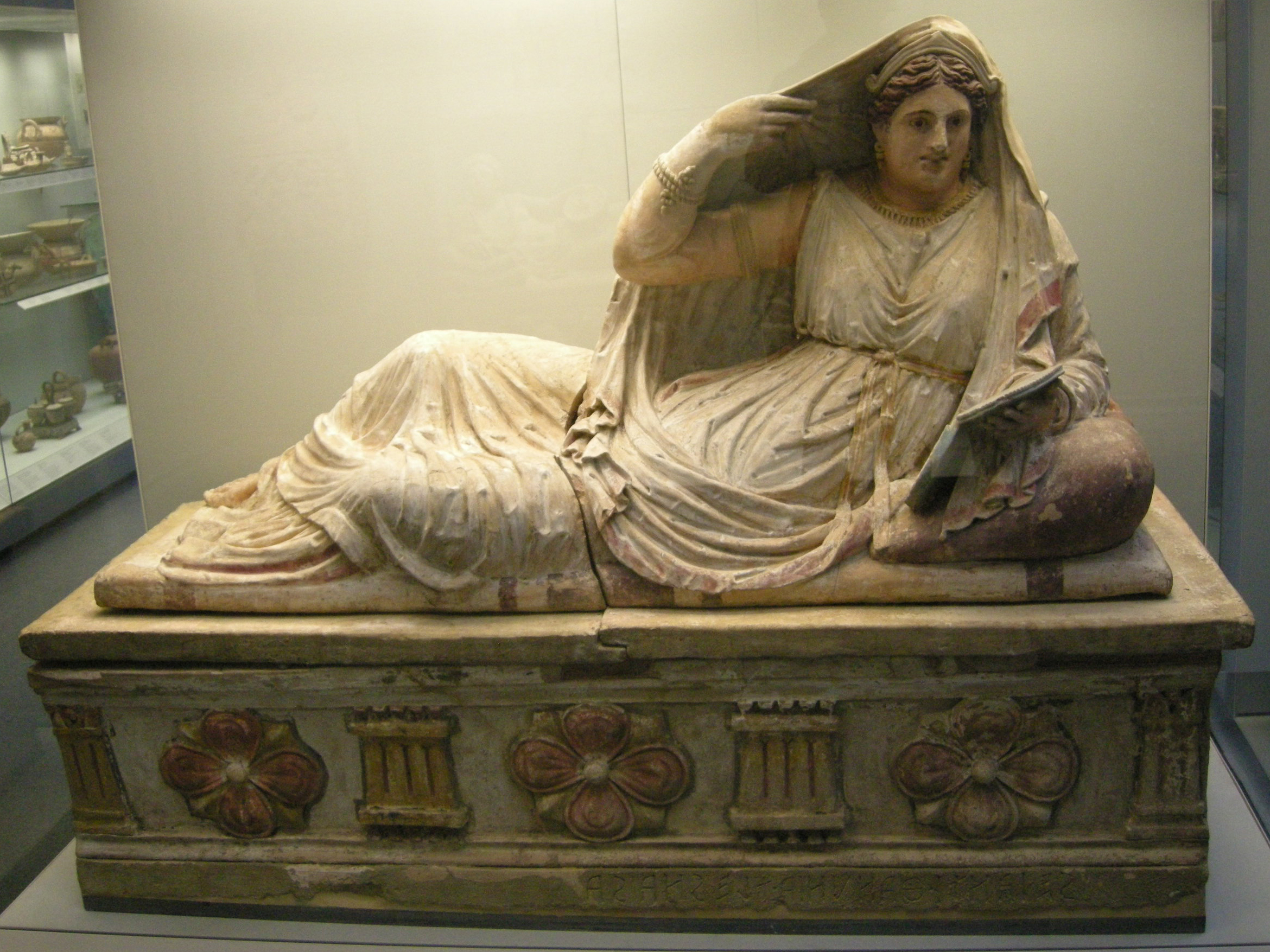
Sarcophage de Thanunia Seianti, marbre peint, Chiusi, -150.

#### Préhistoire et histoire européenne
Le département de la Préhistoire et d'histoire européenne a été institué en 1969 : il rassemble des collections recouvrant un grand intervalle de temps et d'espace, puisqu'il contient aussi bien les plus anciens artefacts humains d’Afrique orientale (vieux de plus de 2 millions d'années), que des objets préhistoriques et néolithiques du monde entier, ou les objets d'art et les témoignages archéologiques de l’Europe depuis la Préhistoire jusqu'à l'époque contemporaine.

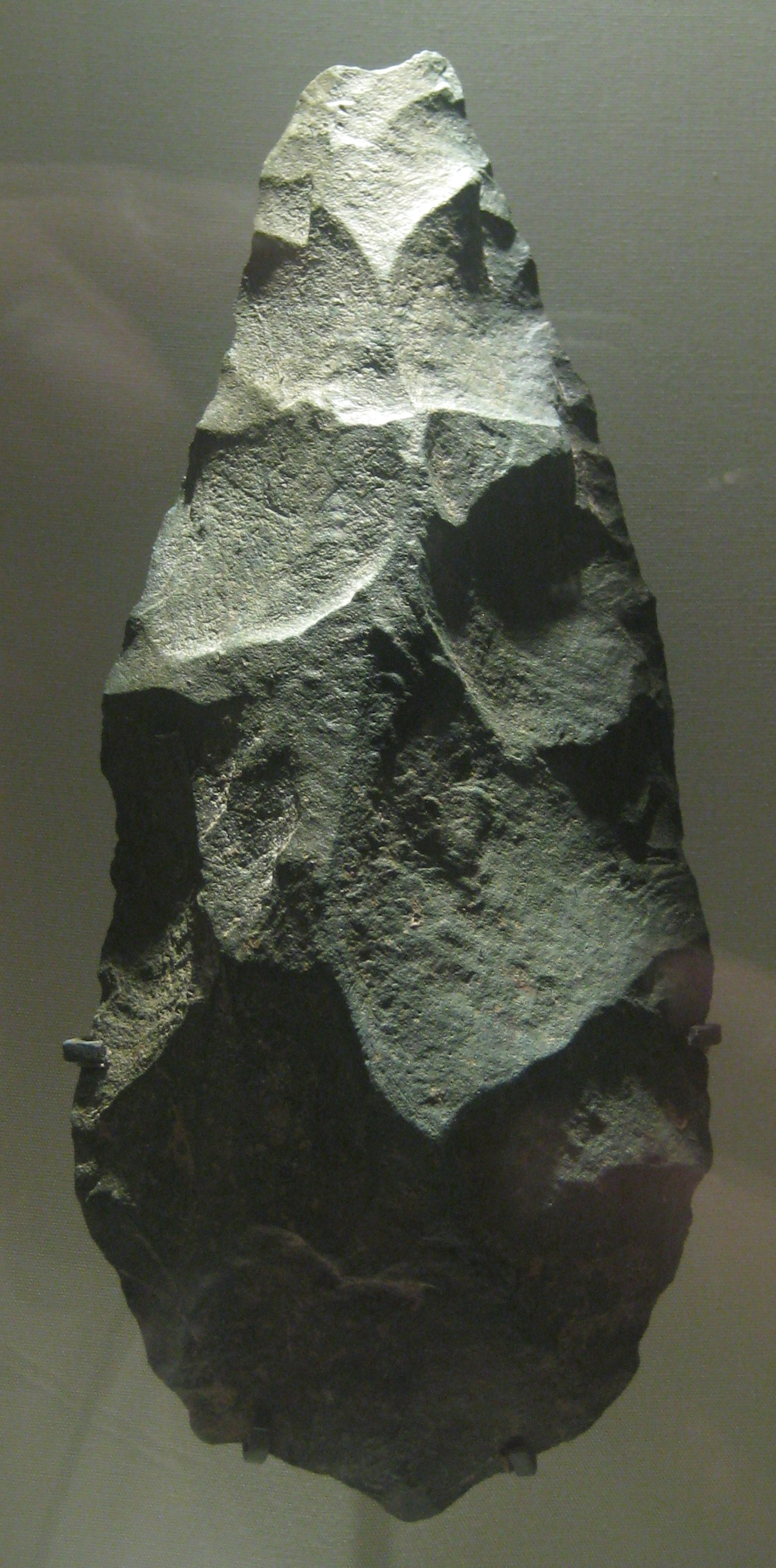
Salle 2. Biface du Paléolithique inférieur (Gorges d'Olduvaï, Tanzanie, env. 1,2 million d'années).
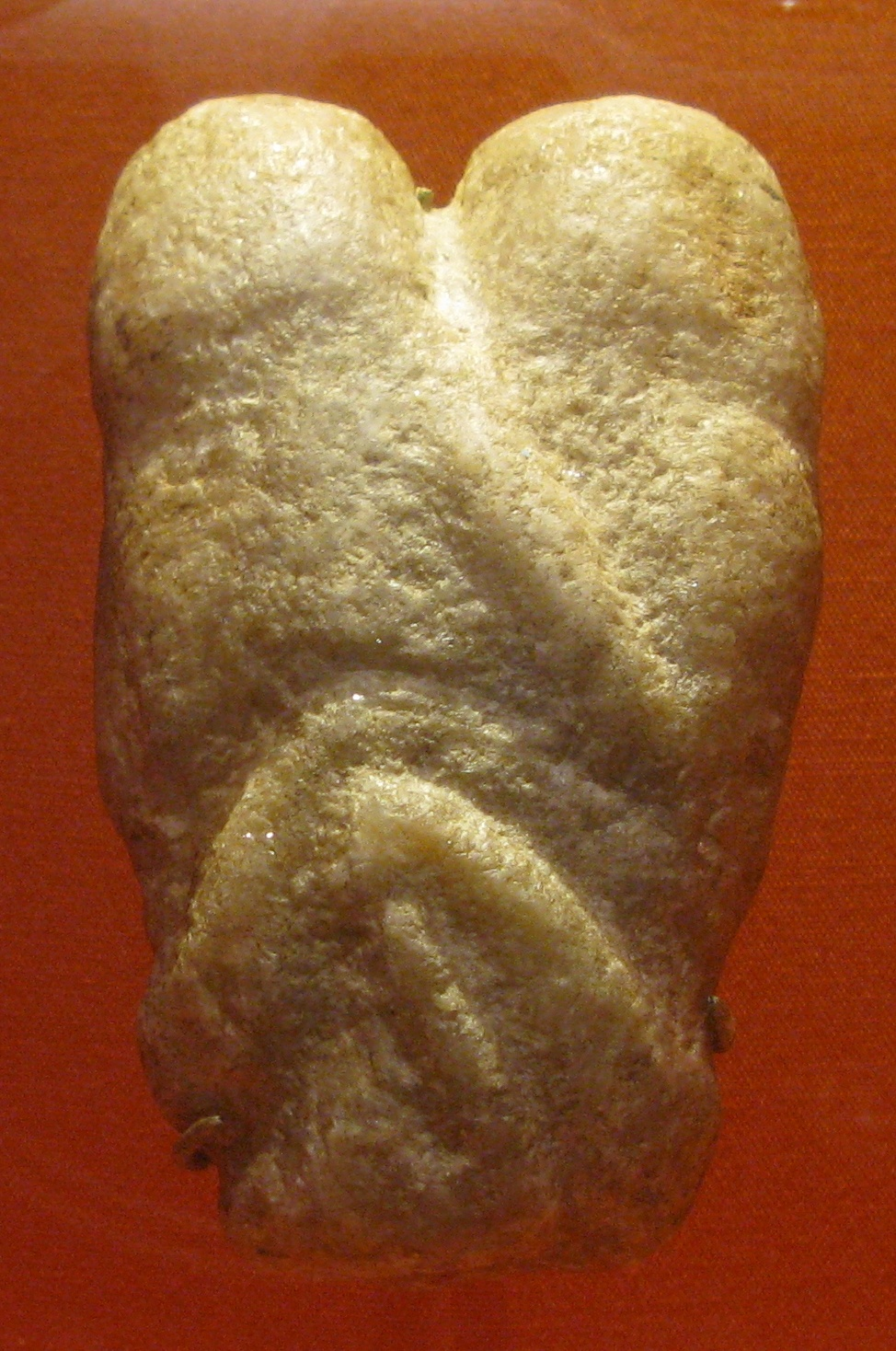
Salle 2. Les Amants, grotte d’Ain Sakhri, près de Bethléem, vers -9000[22].
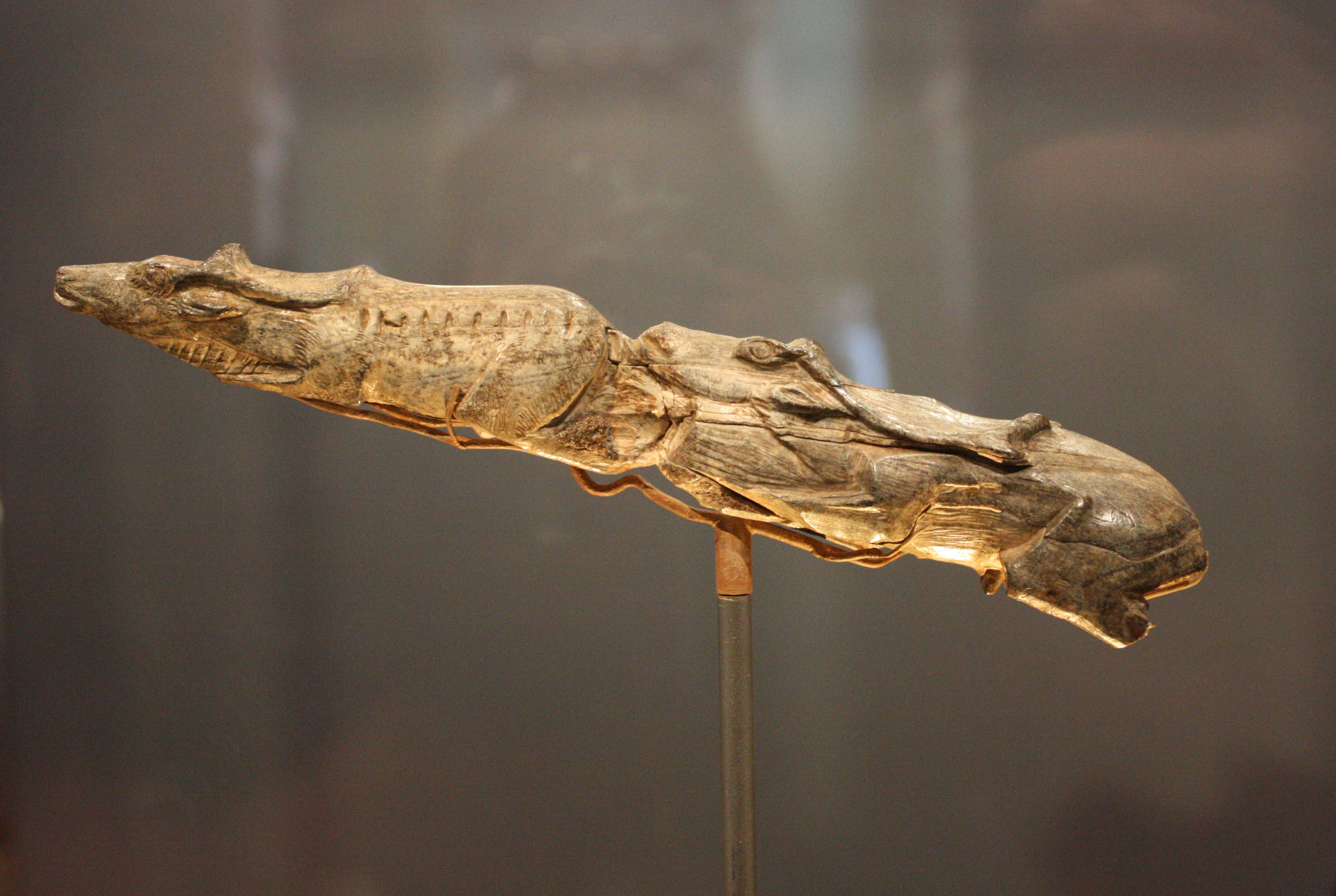
Salle 3. Ivoire sculpté d'un renne nageant, abri Montastruc, France, -13000 ans[23].

Les chantiers de fouilles archéologiques portant sur les sites préhistoriques se sont multipliés au XXe siècle, enrichissant ce département de millions d’objets du monde entier, se rattachant aux périodes Paléolithique, Mésolithique ou Néolithique, à l’âge du bronze et à l’âge du fer en Europe. Les artefacts de l'âge de pierre provenant d'Afrique viennent des legs d'archéologues illustres, tels Louis et Mary Leakey, ou Gertrude Caton-Thompson. Les collections du Paléolithique de Sturge (en), Christy et Lartet contiennent certains des plus anciens objets d'art européens. Plusieurs artefacts de l'âge du bronze venus de toute l'Europe s'y sont ajoutés tout au long du XIXe siècle, réunis en vastes collections par des chercheurs et des universitaires comme Greenwell (en) en Grande-Bretagne, Tobin (en) et Cooke en Irlande, Lukis à la Grandière en Bretagne, Worsaae au Danemark, Siret à El Argar en Espagne, et de Klemm et Edelmann en Allemagne. Grâce aux fouilles menées par Evans/Lubbock et grâce au musée national suisse (site de Giubiasco dans le Tessin), le British Museum possède un ensemble représentatif d’artefacts de l’âge du fer (civilisation de Hallstatt).

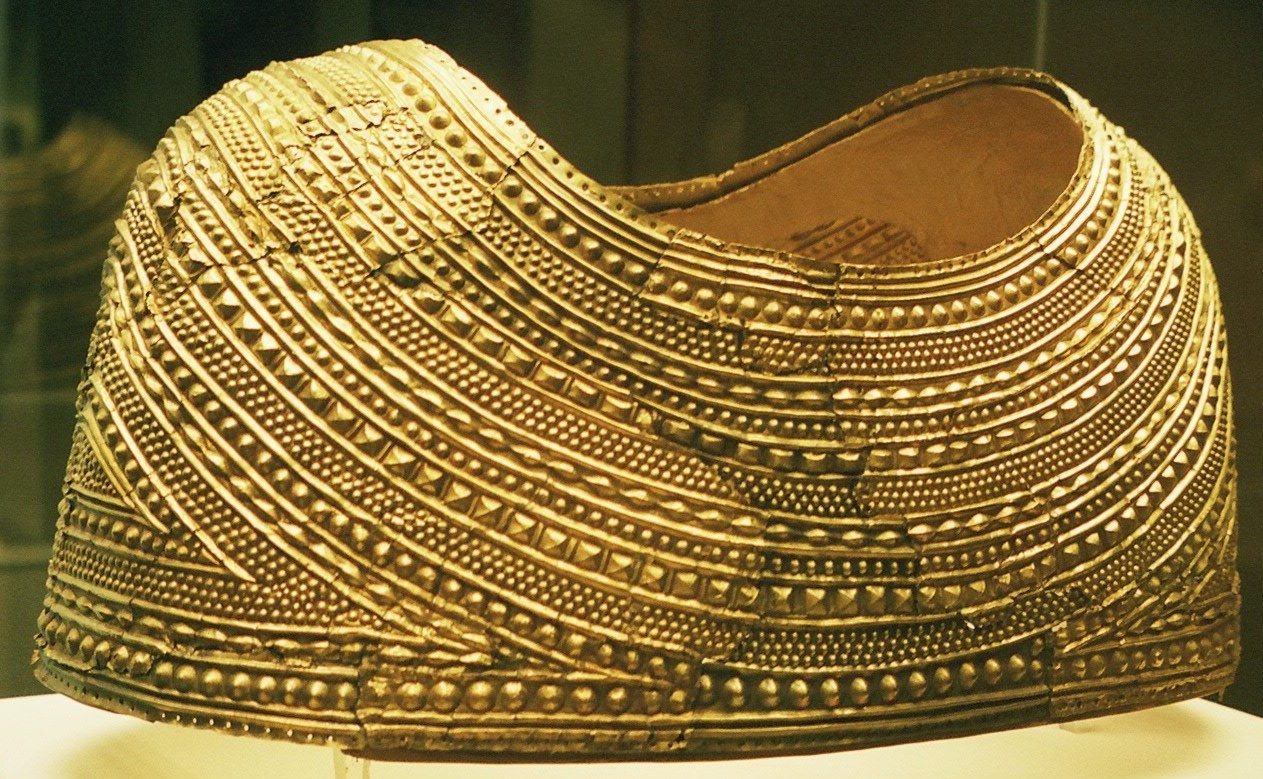
Salle 51. Gorgerin de Mold (Nord du pays de Galles, âge du bronze (première moitié du IIe millénaire av. J.-Chr.).
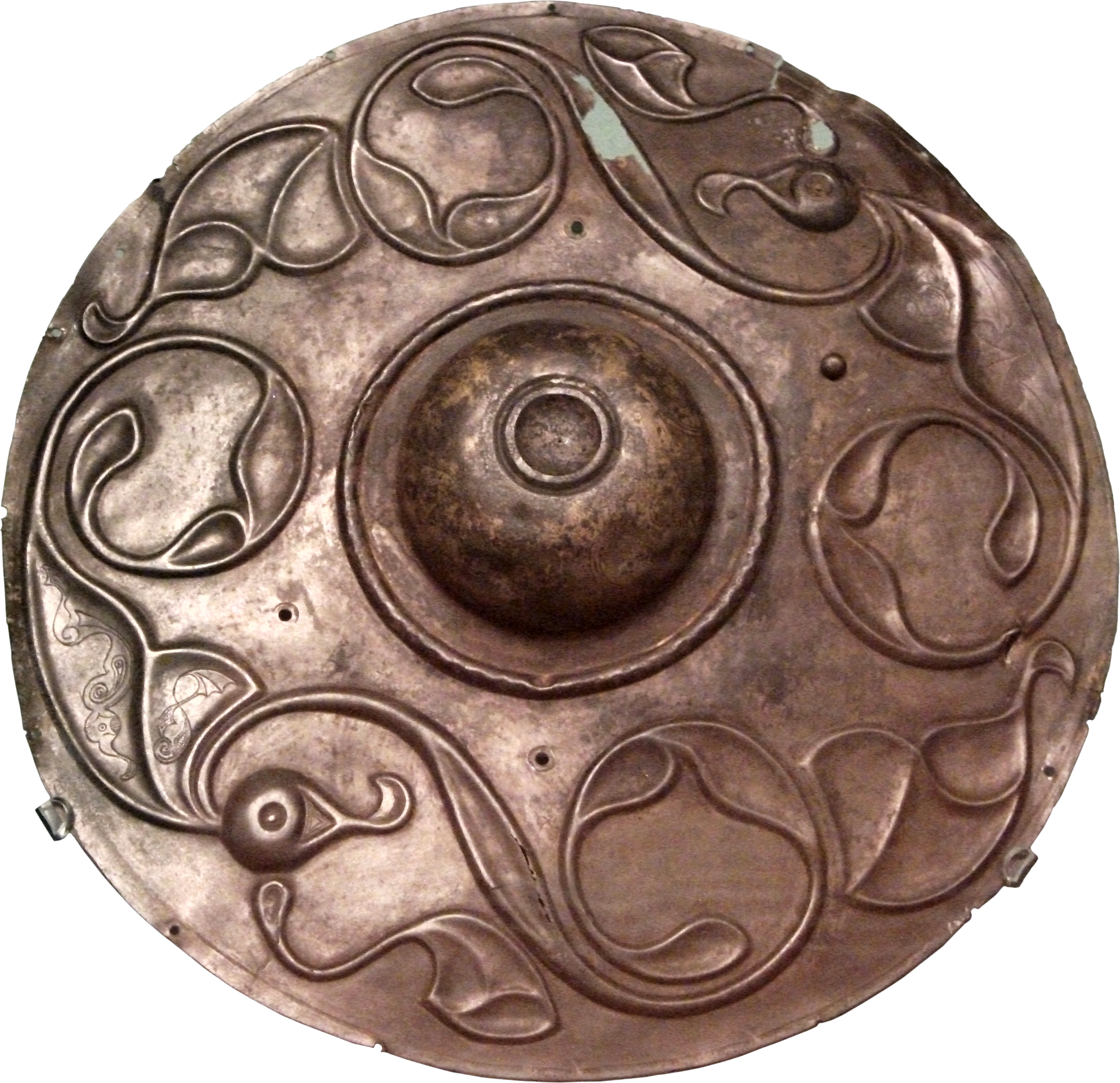
Salle 50. Bouclier à umbo dit de Wandsworth (période de La Tène (IIe siècle av. J.-C.).
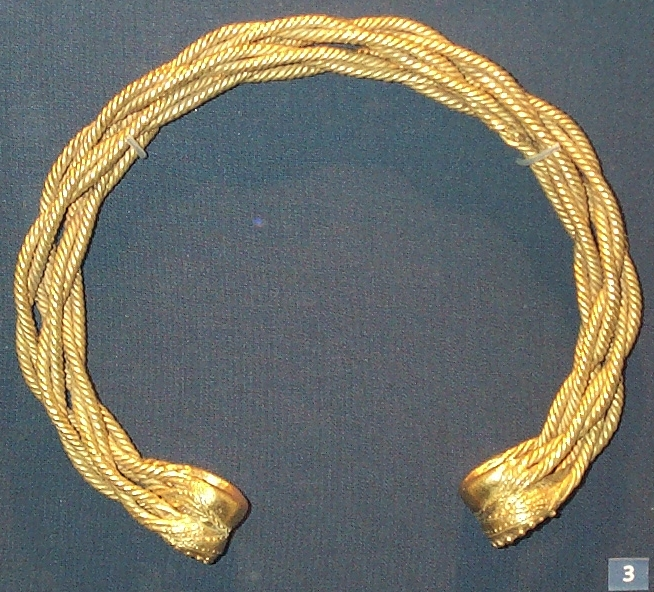
Salle 50. Torque d'or, forêt de Needwood (en), Angleterre (vers 75 av. J.-Chr.).

En outre, les collections du British Museum relatives à la période qui s’étend des grandes invasions au Moyen Âge sont parmi les plus riches au monde : géographiquement, elles couvrent un territoire s’étendant de l’Espagne au Pont-Euxin et de l’Afrique du Nord à la Scandinavie ; depuis 2010, une sélection de ces collections a été présentée dans une galerie entièrement rénovée. Les collections les plus riches de la période viking sont celles de Johann Karl Bähr pour l'histoire balte (Lettonie), d’Alfred Heneage Cocks pour la Norvège, de sir James Curle pour l’île de Gotland et de Philippe Delamain pour le monde franc ; mais le joyau des collections du haut Moyen Âge est sans conteste le trésor de la sépulture royale de Sutton Hoo, léguée à la nation britannique par Edith Pretty, propriétaire du site de fouille. Le département gère aussi la collection nationale d'horlogerie. Certaines des plus belles pièces viennent des fonds Morgan (en) et Ilbert (en).

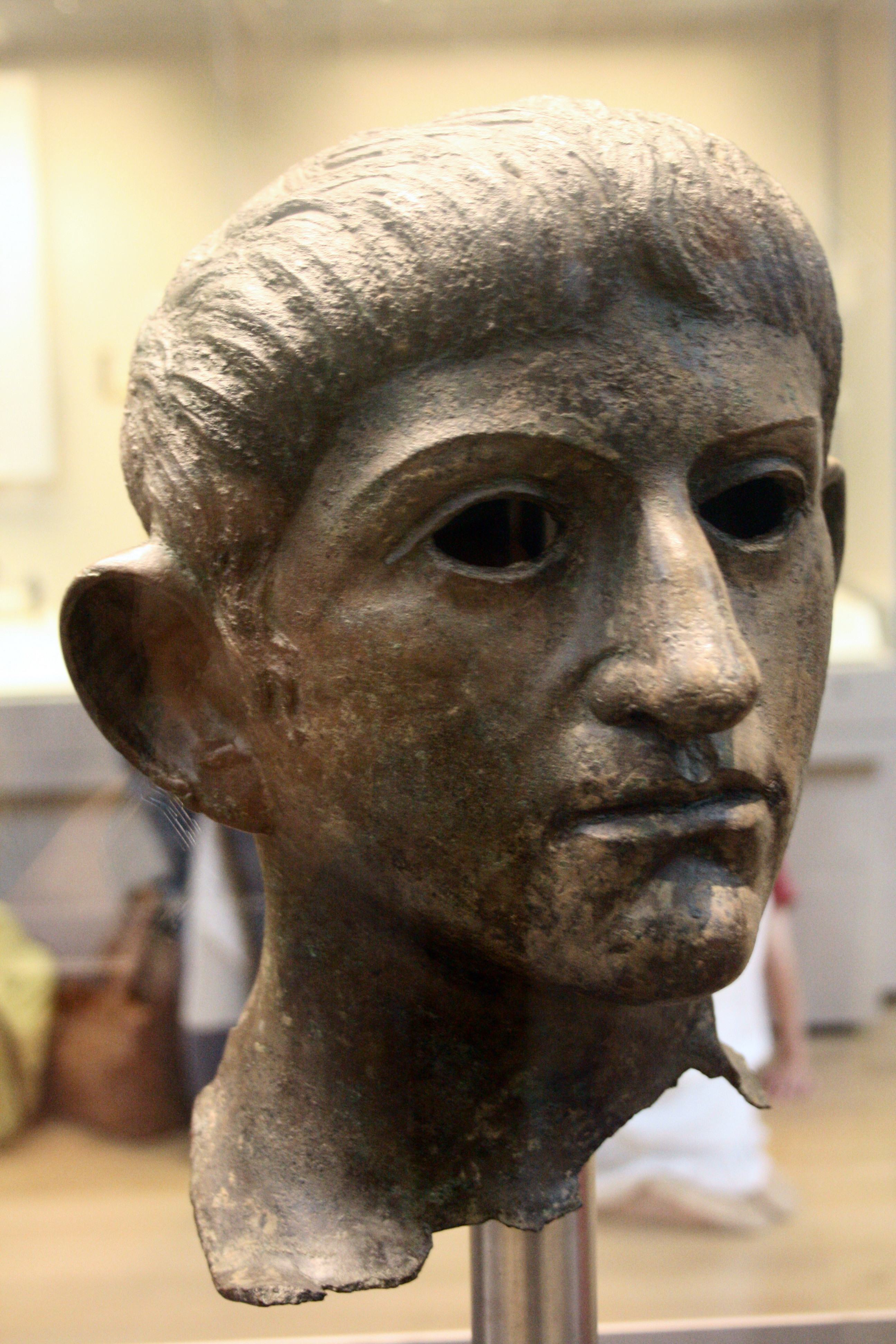
Salle 49. Effigie en bronze de l’empereur Claude, Rendham, Suffolk (Ier siècle).
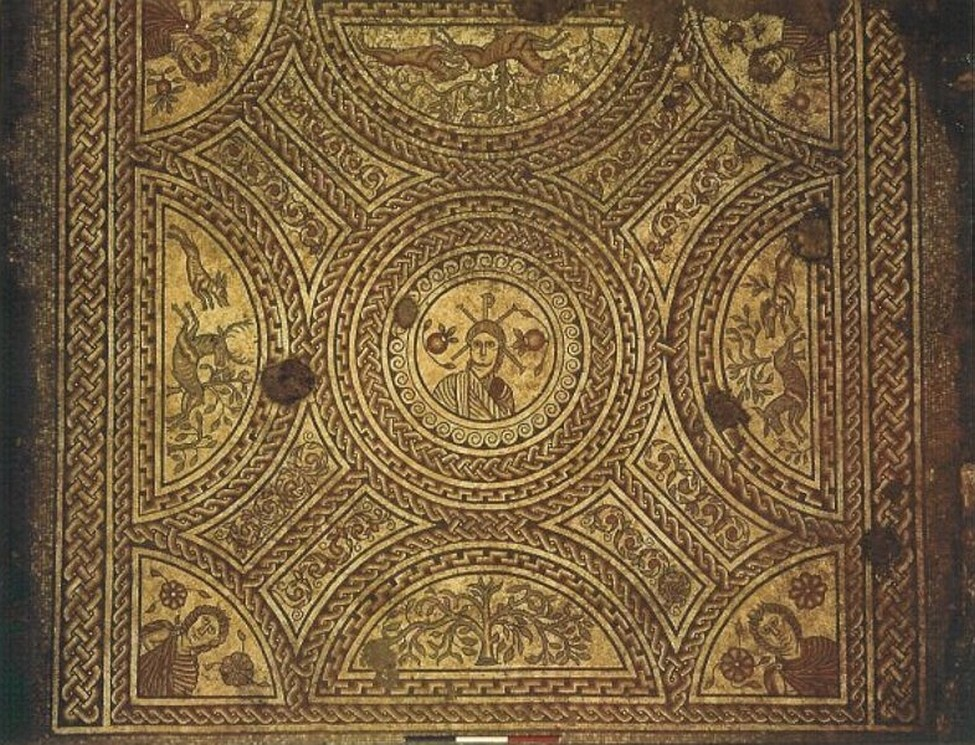
Salle 49. Mosaïque de Hinton St Mary (en) représentant le visage du Christ, Dorset (IVe siècle).
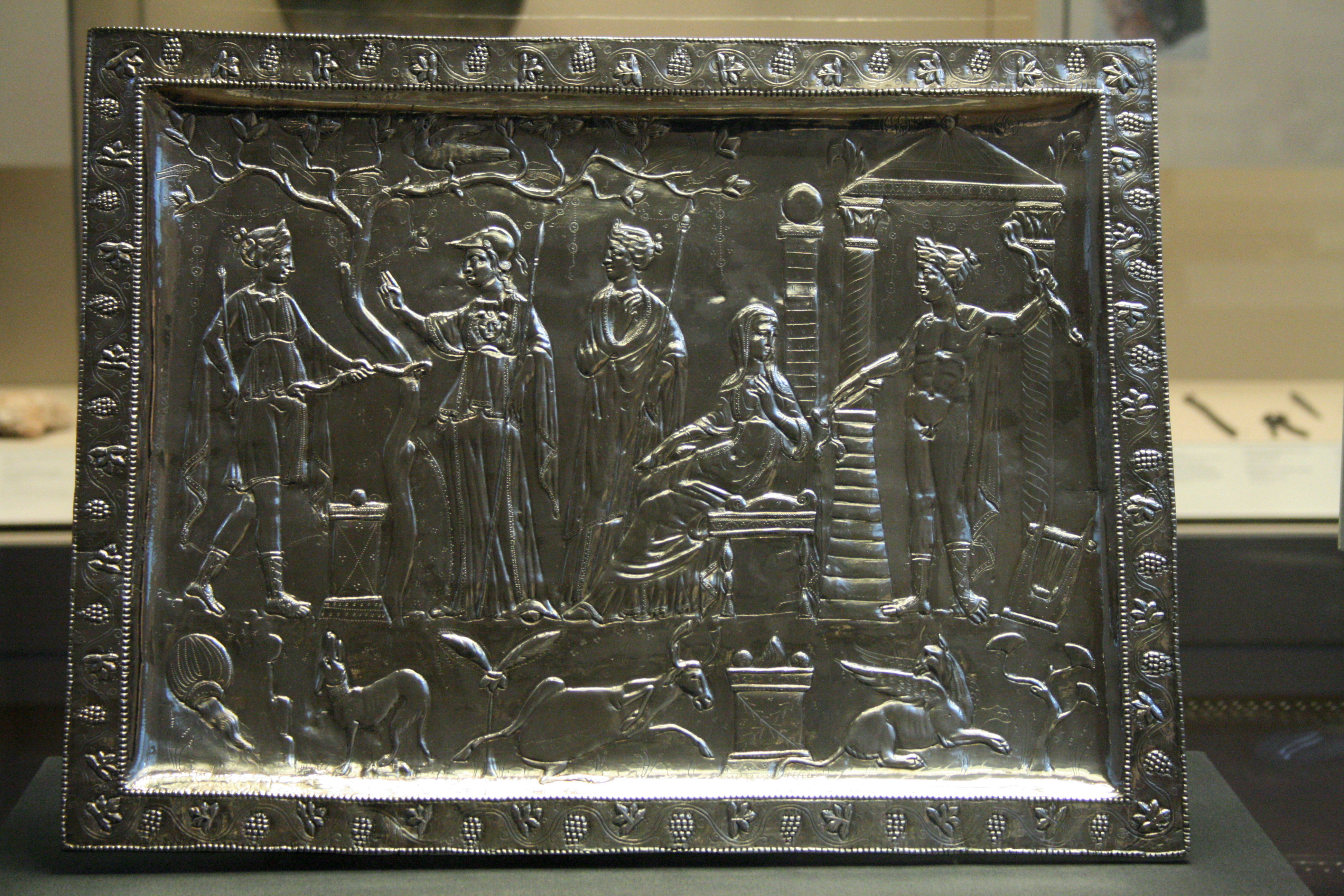
Salle 49. Lanx de Corbridge, plat d'argent, offrande à Apollon, Nord de l'Angleterre (IVe siècle).
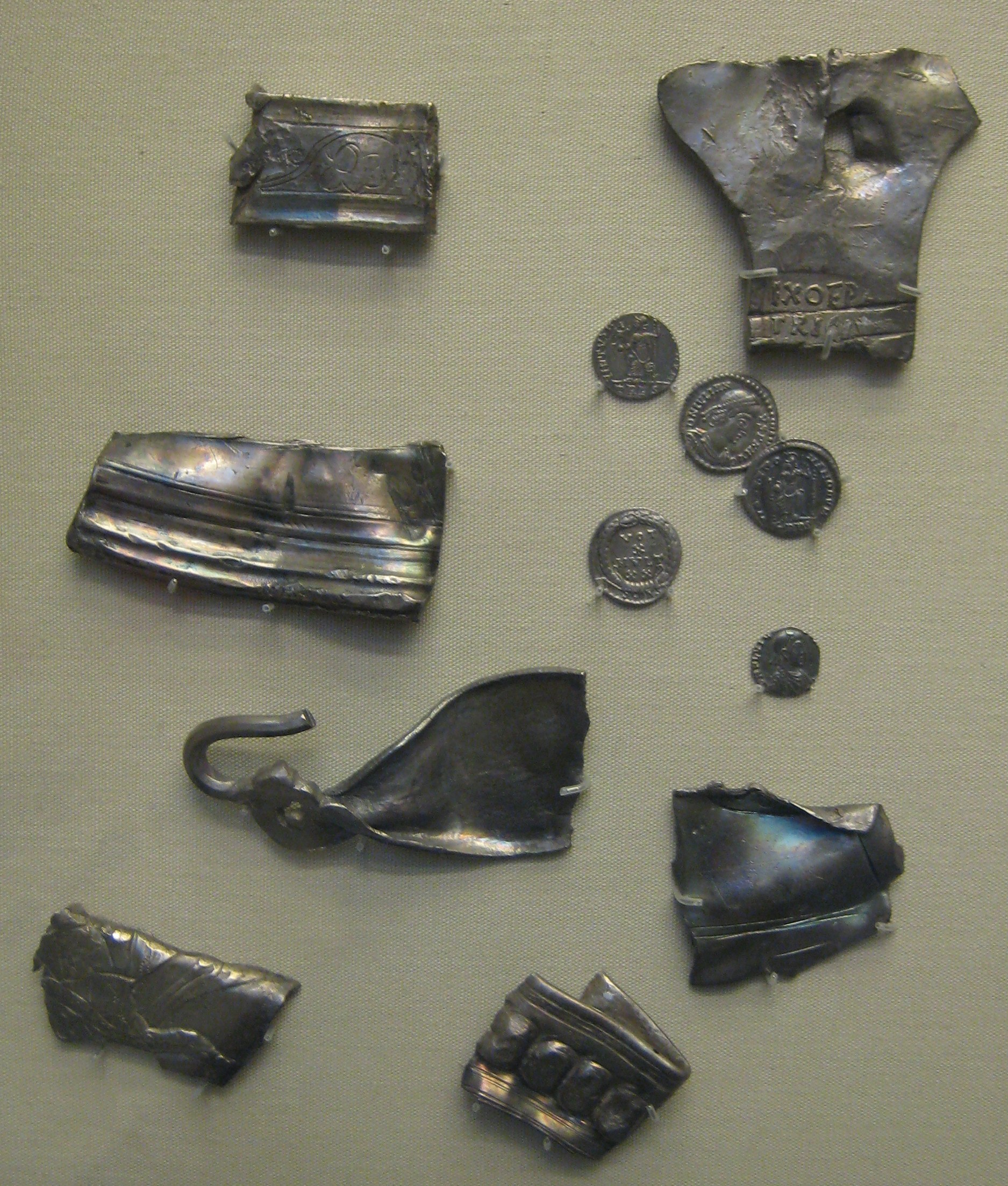
Salle 41. Argenterie du trésor romain de Coleraine, Irlande du Nord (IVe – Ve siècles).
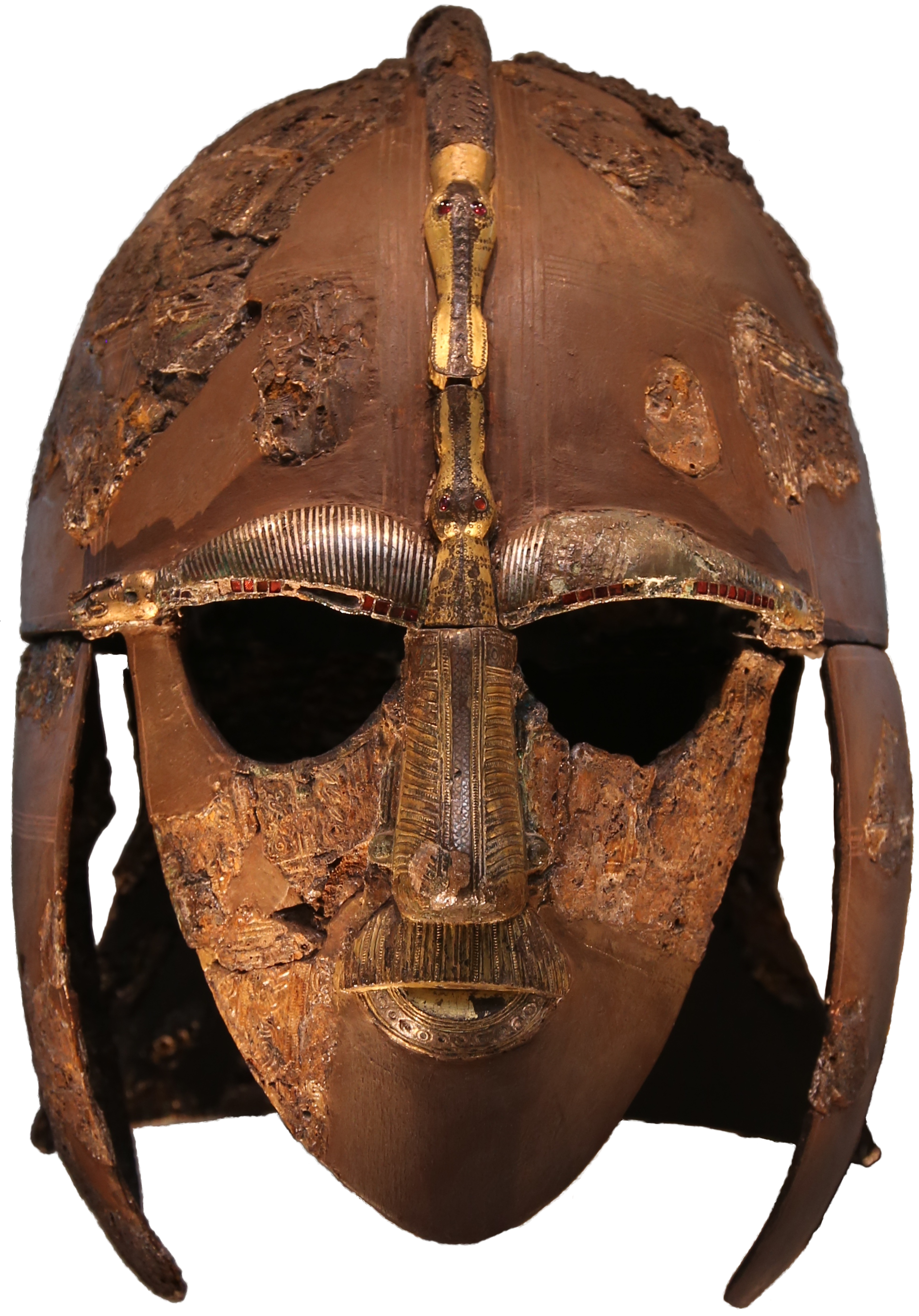
Salle 41. Casque anglo-saxon de Sutton Hoo (VIIe siècle).

Le département assure par ailleurs la conservation des objets britto-romains : le musée détient de loin le plus grand nombre de vestiges en Grande-Bretagne, et il s’agit d’une des plus grandes collections d’histoire nationale derrière l’Italie, avec un très grand nombre de pièces d’argenterie du Bas-Empire, la plupart provenant d’East Anglia, comme le trésor de Mildenhall. Plusieurs objets britto-romains, qui ont longtemps été le clou de la collection, ont été achetés à l’antiquaire Charles Roach Smith en 1856.
Les collections de ce département sont essentiellement exposées au premier étage du musée, dans une enfilade de galeries (no 38 à no 51). Seule une petite partie peut être exposée au public : le reste est stocké dans les archives, à l’intention des chercheurs.
Parmi les nombreux trésors conservés au musée, il y a lieu de citer ceux de Mildenhall, de l’Esquilin, de Carthage, le premier trésor de Chypre (en), de Lampsaque, de Water Newton, de Hoxne et de la vallée de York (IVe au Xe siècle).

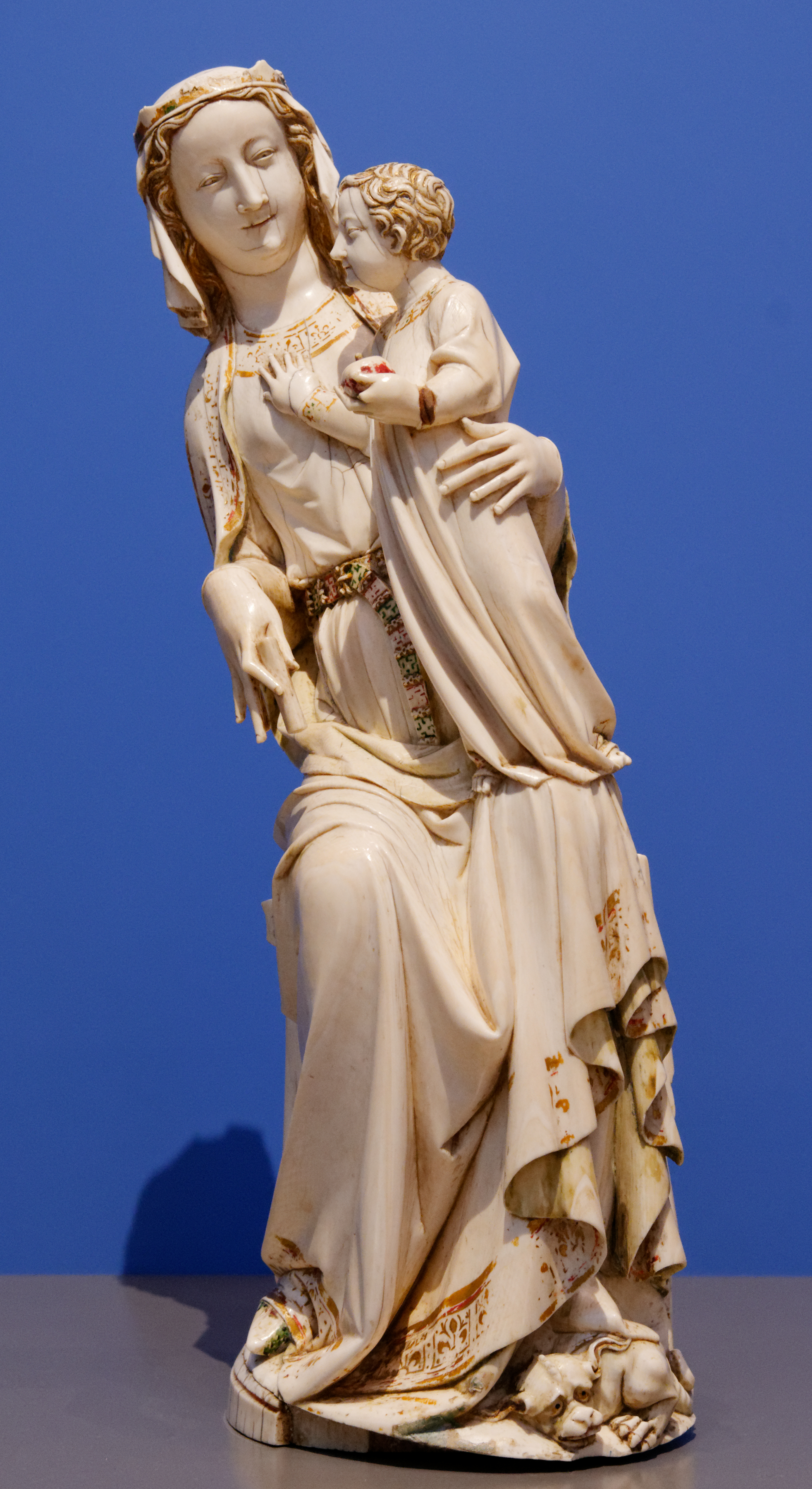
Salle 40. Femme de l'Apocalypse foulant un dragon, ivoire, Paris, vers 1320.
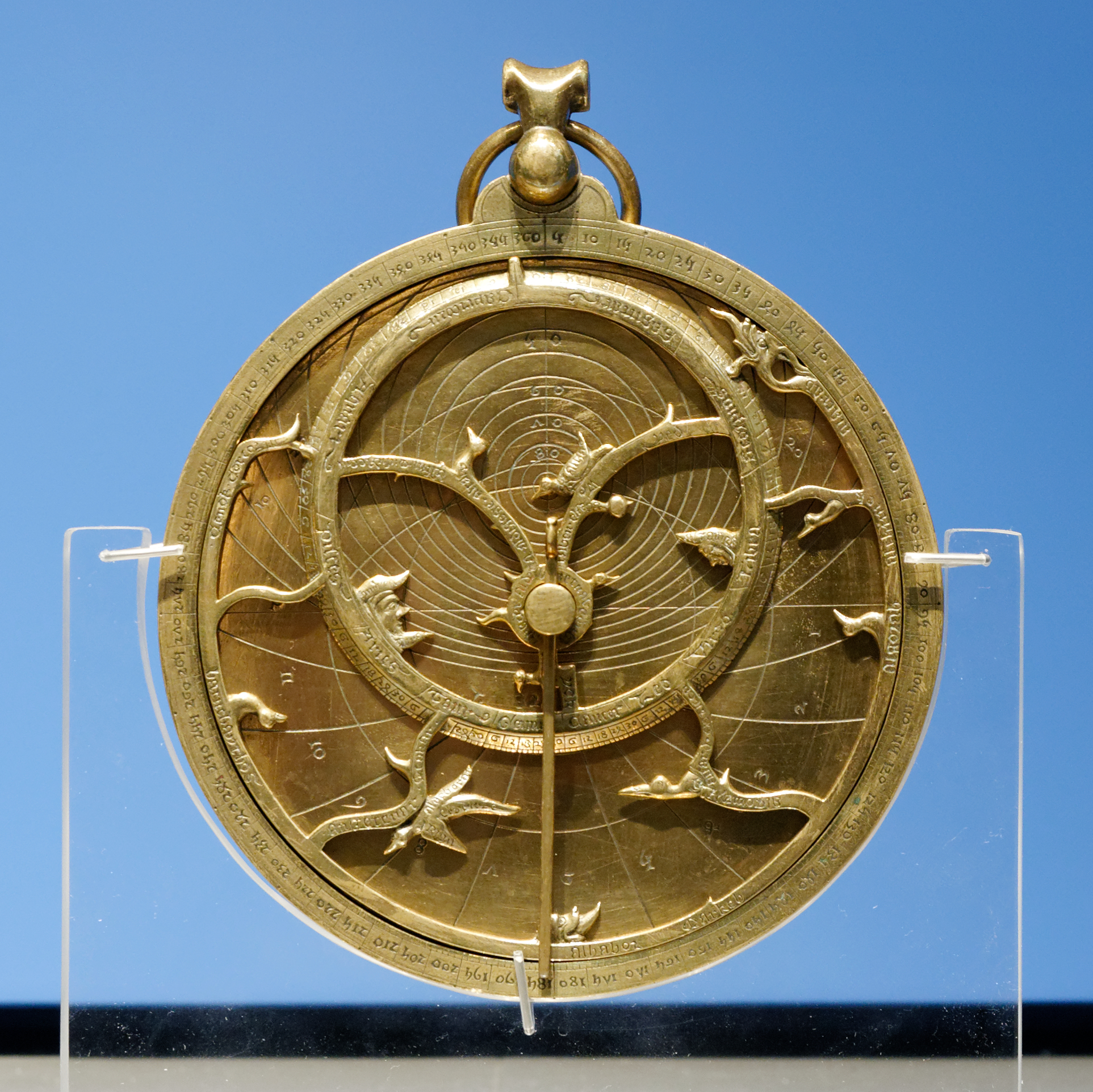
Salle 40. Astrolabe de Chaucer, le plus ancien en Europe, 1326.
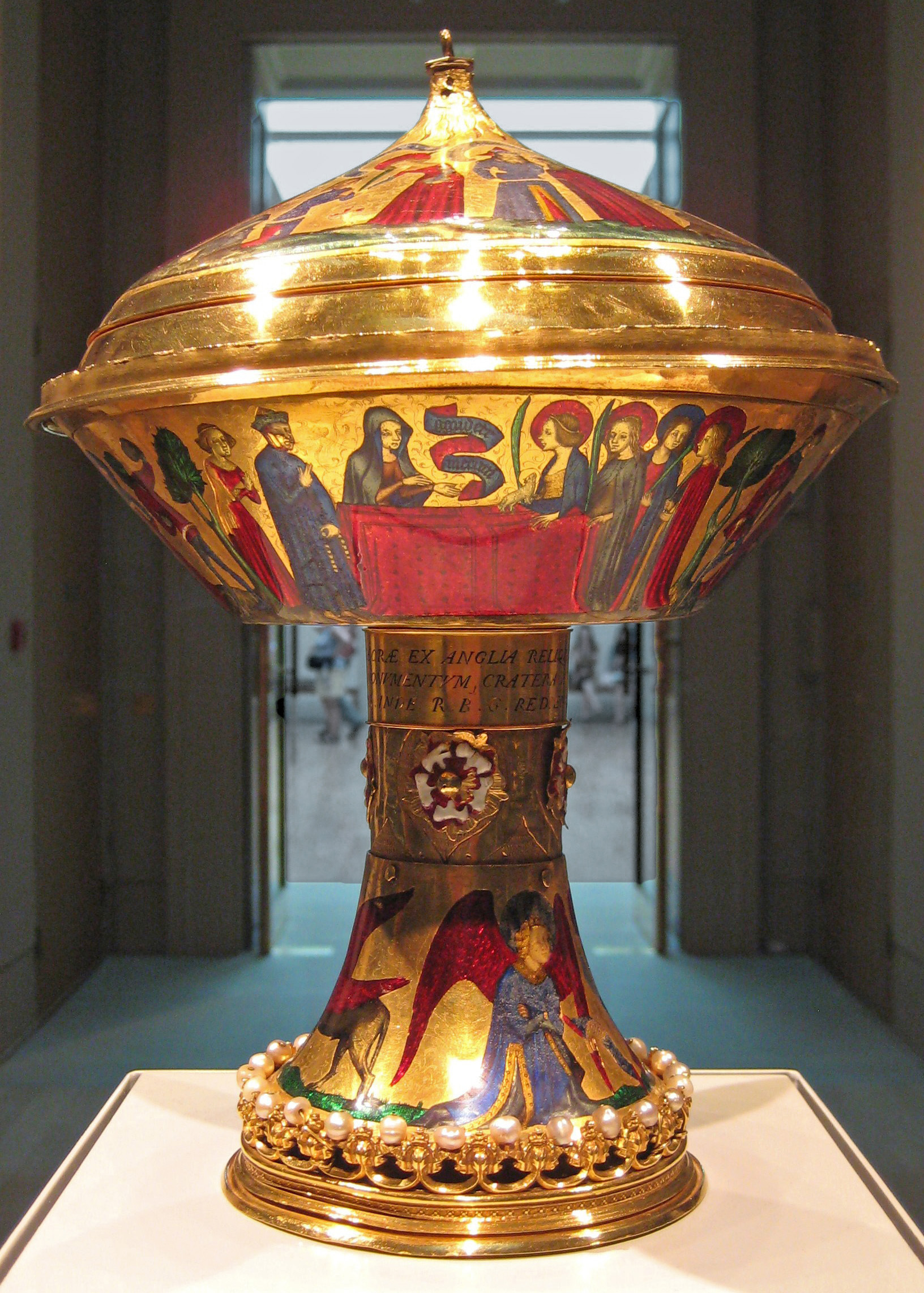
Salle 40. Coupe de sainte Agnès, Paris, vers 1370-1380.
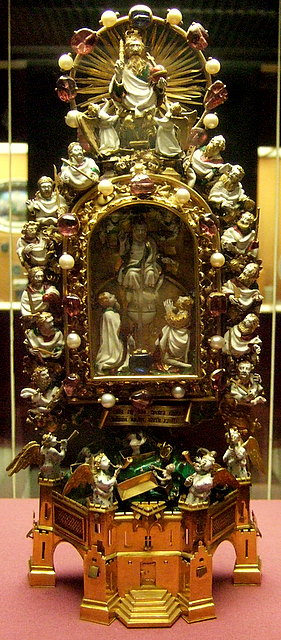
Salle 45. reliquaire de la Sainte Épine, Paris, vers 1390.
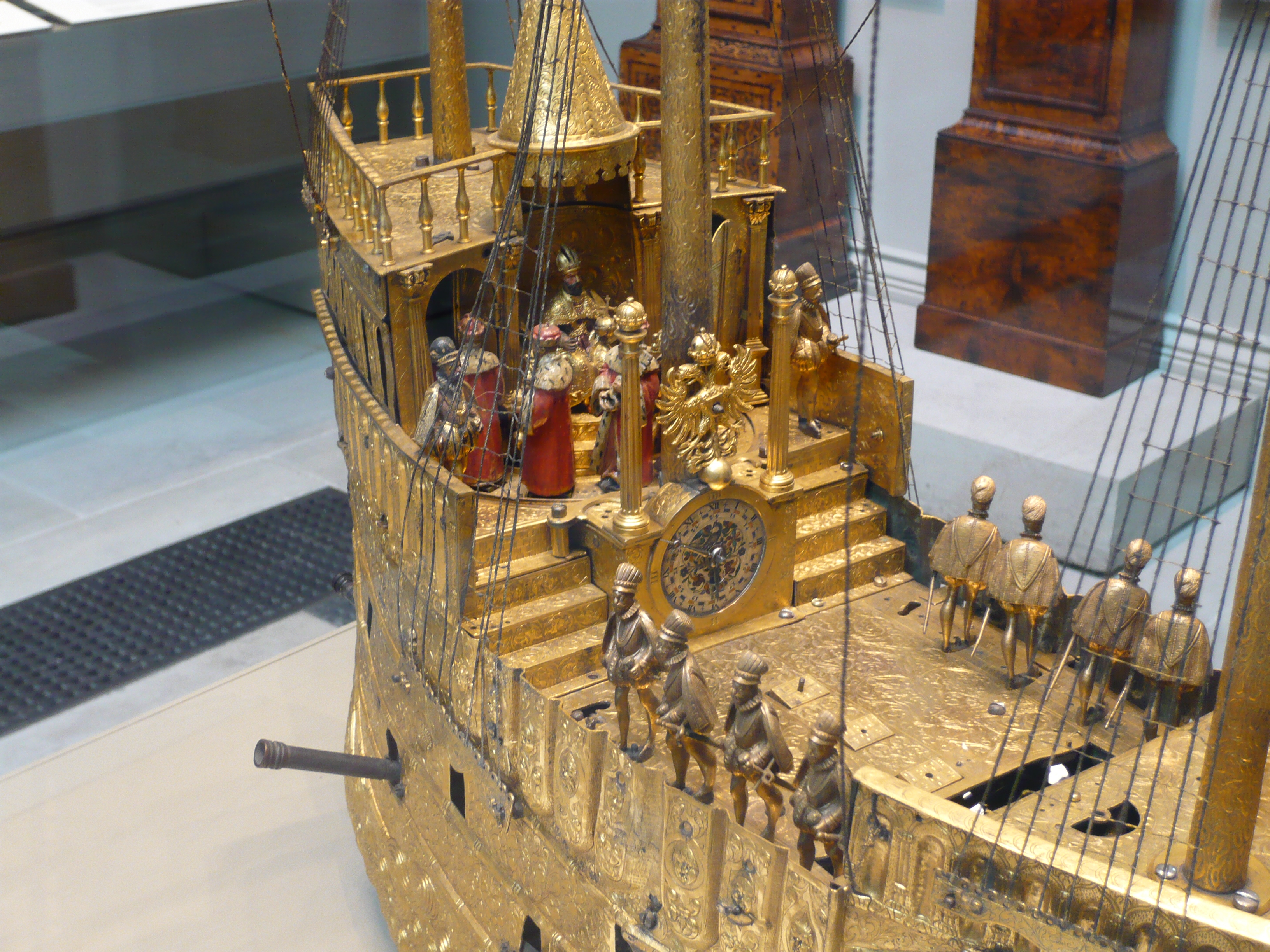
Salle 38. Nef de Charles Quint, Augsbourg, vers 1585.

### Estampes et dessins
Le département des estampes et des dessins conserve la collection nationale des œuvres graphiques de l'art occidental. C'est l'un des plus grands et prestigieux cabinets des estampes du monde, avec l'Albertina de Vienne (Autriche), le département des estampes et de la photographie de la Bibliothèque nationale de France et le musée de l'Ermitage. Les œuvres sont facilement accessibles au grand public dans la Salle d'étude, au contraire de bien d'autres collections de ce type, et le département possède sa propre galerie en salle 90, où les expositions changent fréquemment.
Depuis sa création en 1808, la collection d'estampes et dessins a obtenu une grande reconnaissance internationale. On compte environ 50 000 dessins et plus de deux millions d'estampes. La collection recouvre la période allant du XIVe siècle à nos jours. Les mécènes les plus importants ont été Clayton Mordaunt Cracherode, Richard Payne-Knight, John Malcolm, Campbell Dodgson, César Mange de Hauke et Tomás Harris (en).
Le British Museum conserve plusieurs groupes de dessins de Leonardo da Vinci, Raphaël, Michel-Ange (dont Epifania, la seule série complète de l'artiste à avoir survécu dans sa taille originale), Albrecht Dürer (plus de 130 dessins), Pierre Paul Rubens, Rembrandt, Claude Lorrain et Antoine Watteau, ainsi que de grandes collections d'estampes des plus grands graveurs tels que Albrecht Dürer (près de 500 estampes, dont la grande majorité sont des gravures sur bois), Rembrandt et Francisco de Goya.

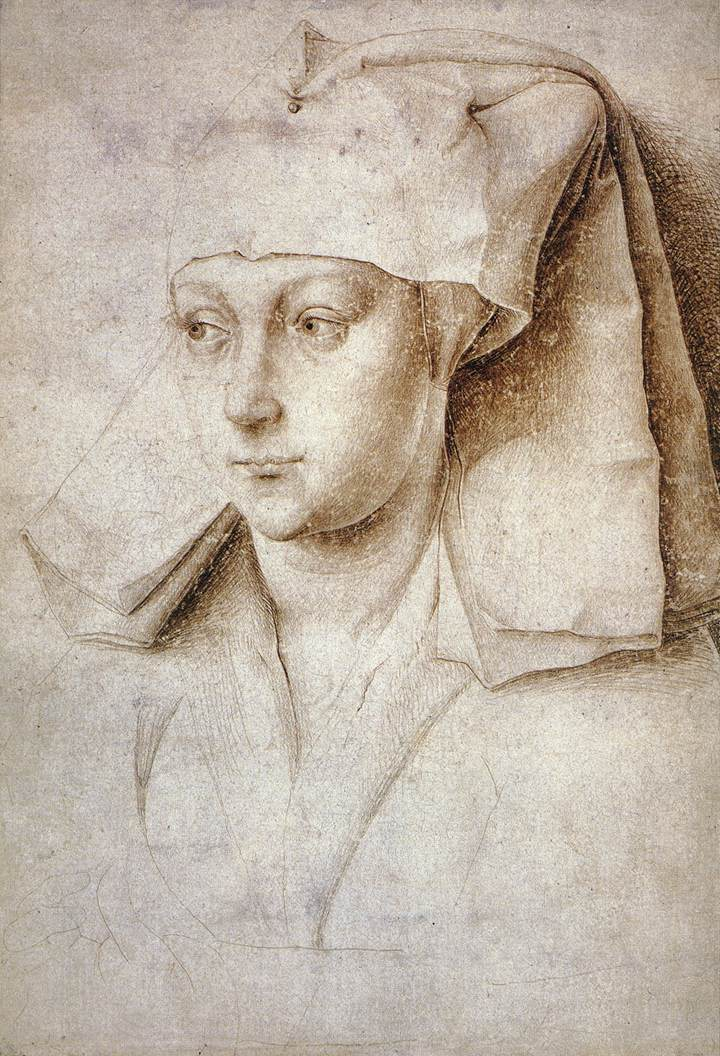
Rogier van der Weyden, Portrait d'une jeune femme, ca. 1440.
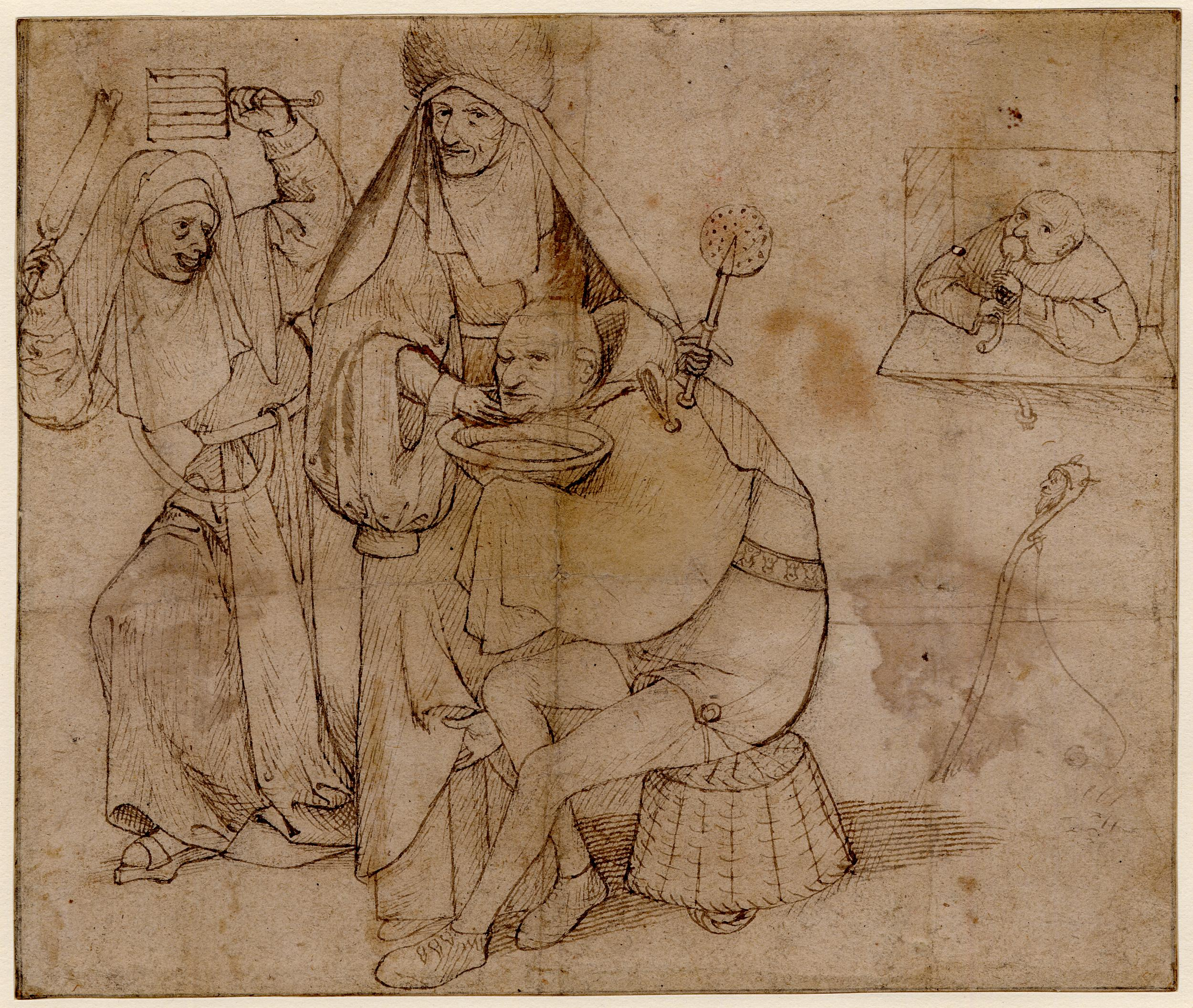
Jérôme Bosch, Une scène de barbier comique, ca. 1477-1516.
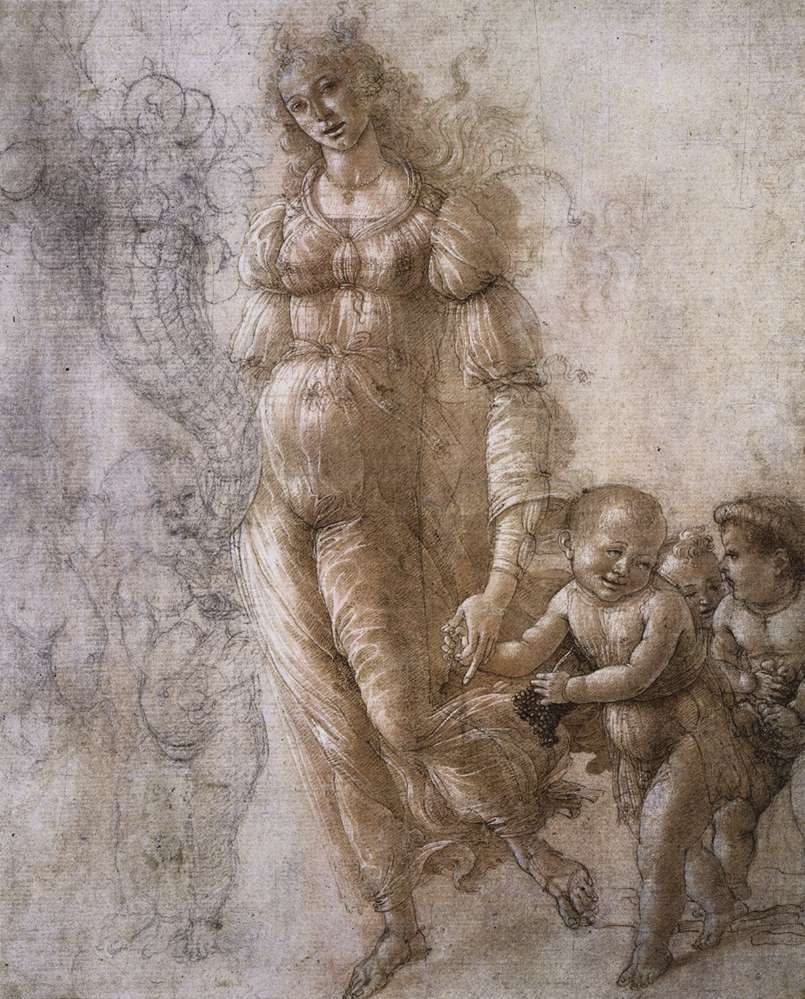
Sandro Botticelli, Allégorie de l'abondance, 1480-1485.
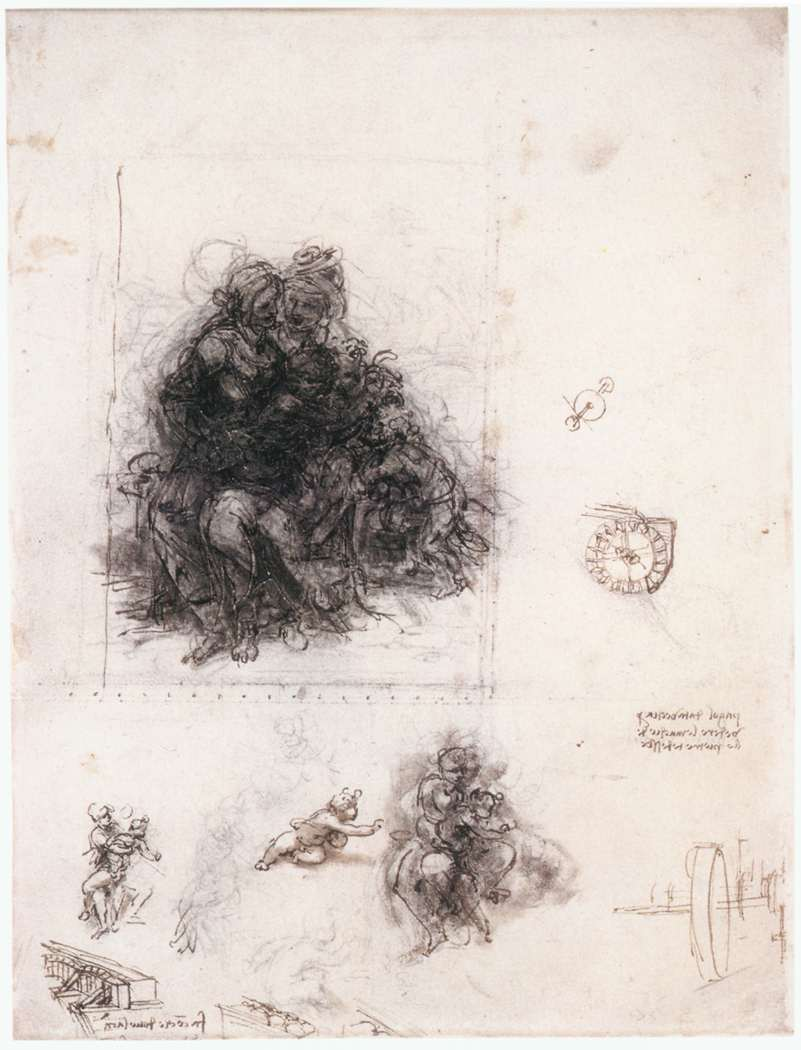
Leonardo da Vinci, dessin préparatoire de La Vierge, l'Enfant Jésus avec sainte Anne et saint Jean-Baptiste, 1499–1500.
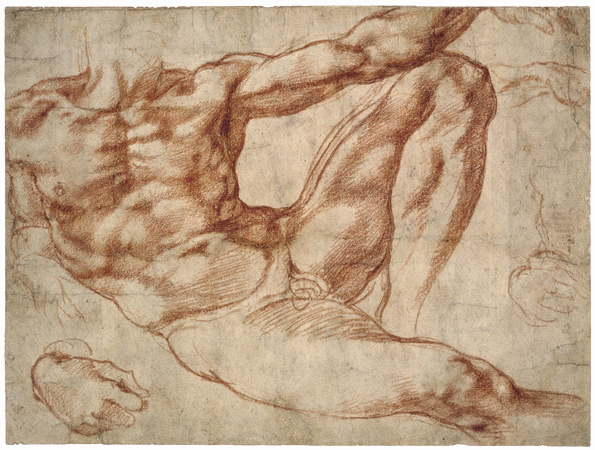
Michel-Ange, Études d'un homme nu penché: Adam (préparatoire au tableau La Création d'Adam, dans la chapelle sixtine), ca. 1511.
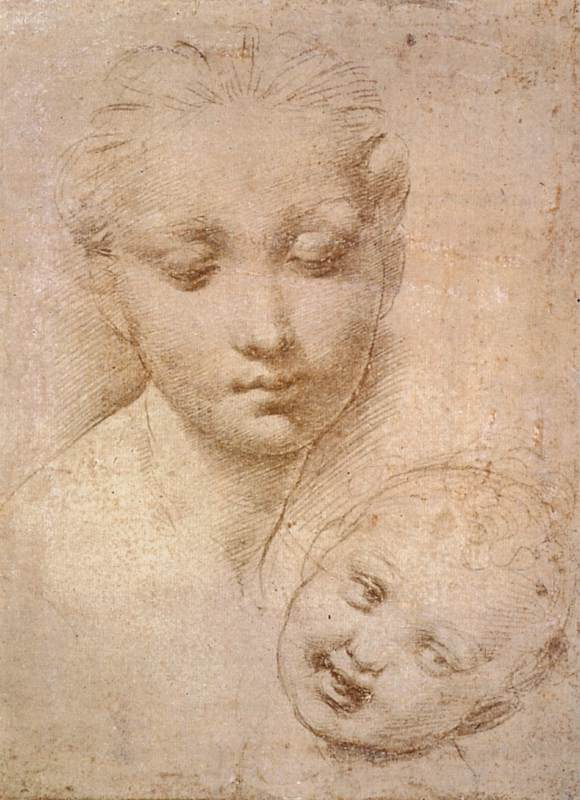
Raphaël, Étude de têtes, mère et enfant, ca. 1509-11.
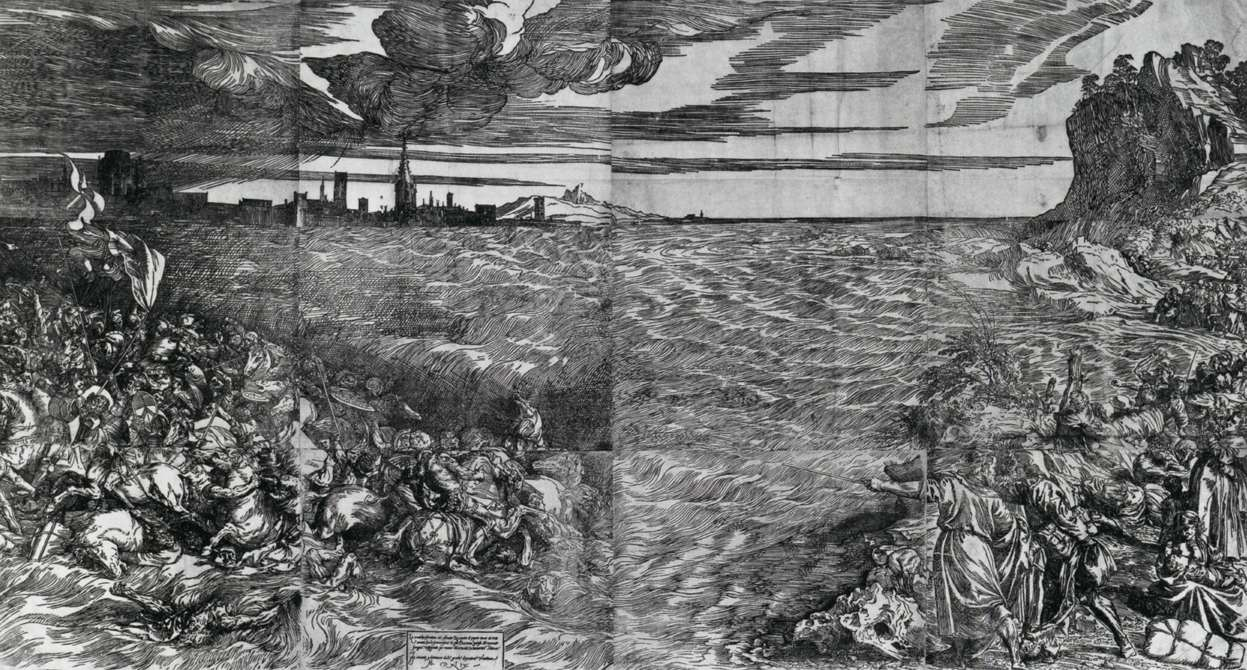
Titien, Noyade du Pharaon dans la Mer Rouge, 1515–1517.
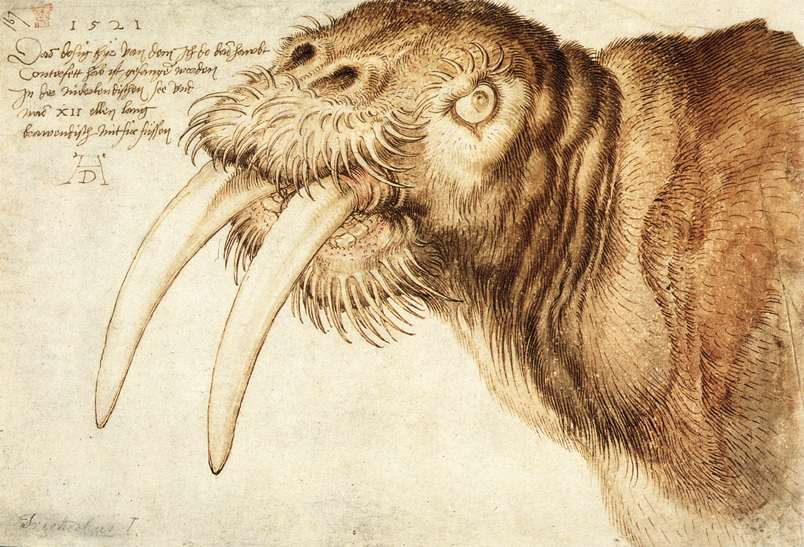
Albrecht Dürer, Dessin d'un morse, 1521.
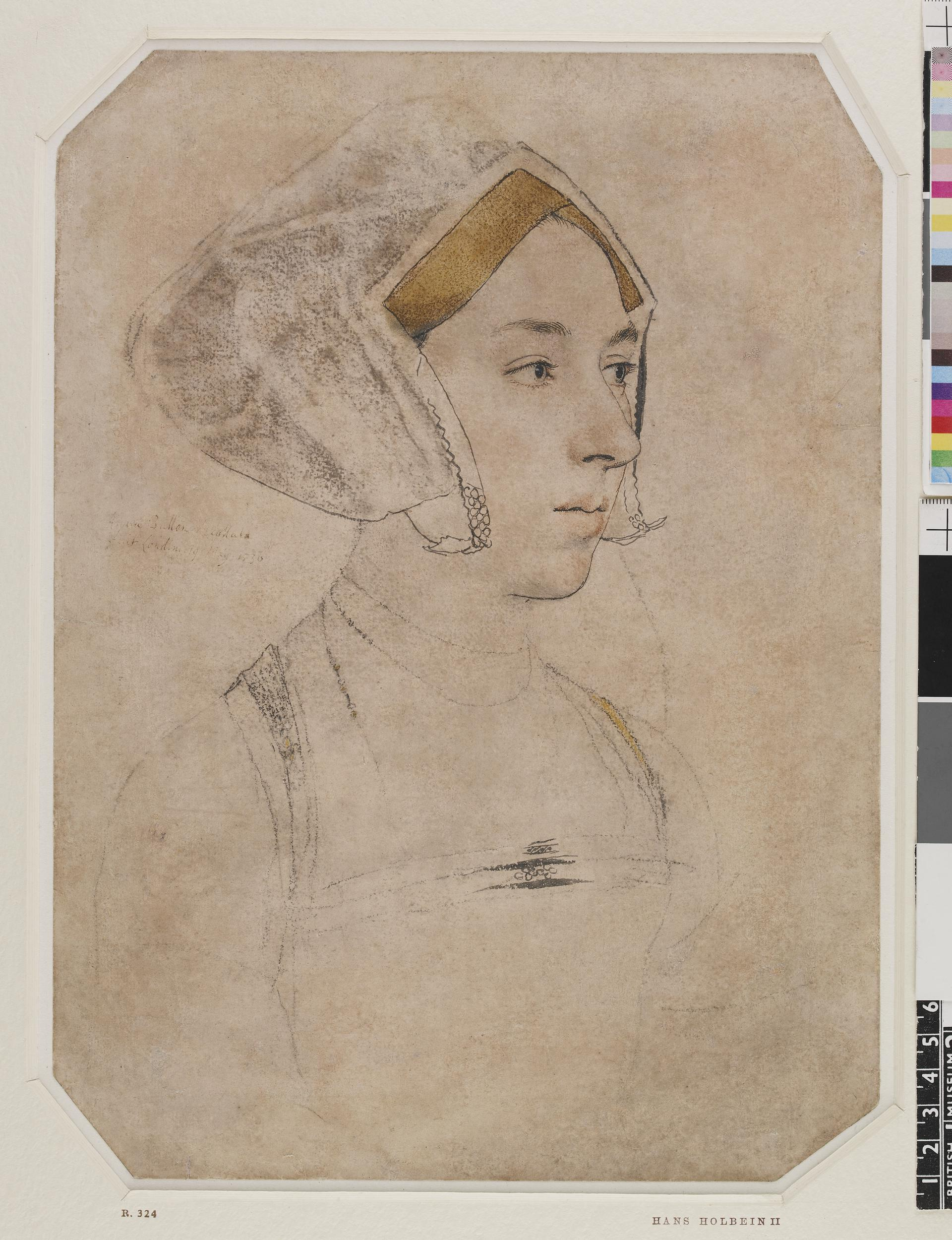
Hans Holbein le Jeune, Portrait d'Anne Boleyn, 1536.
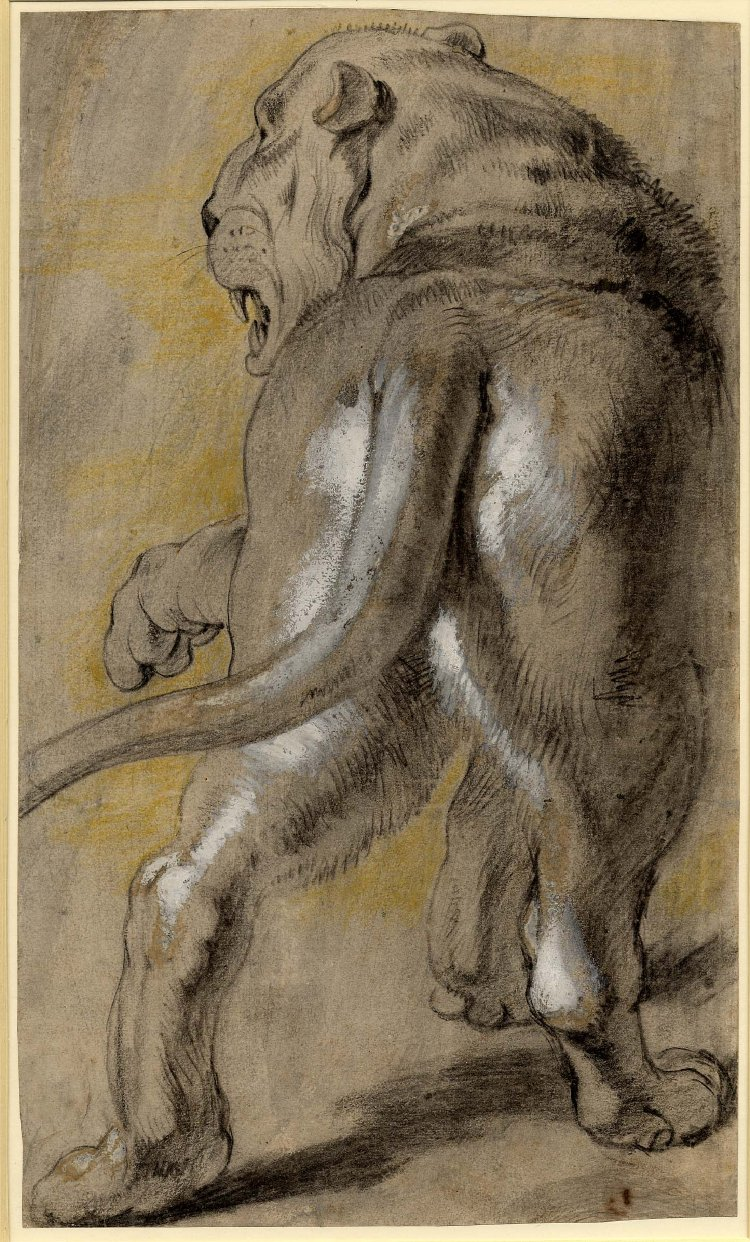
Pierre Paul Rubens, Dessin d'une lionne, ca. 1614-1615.
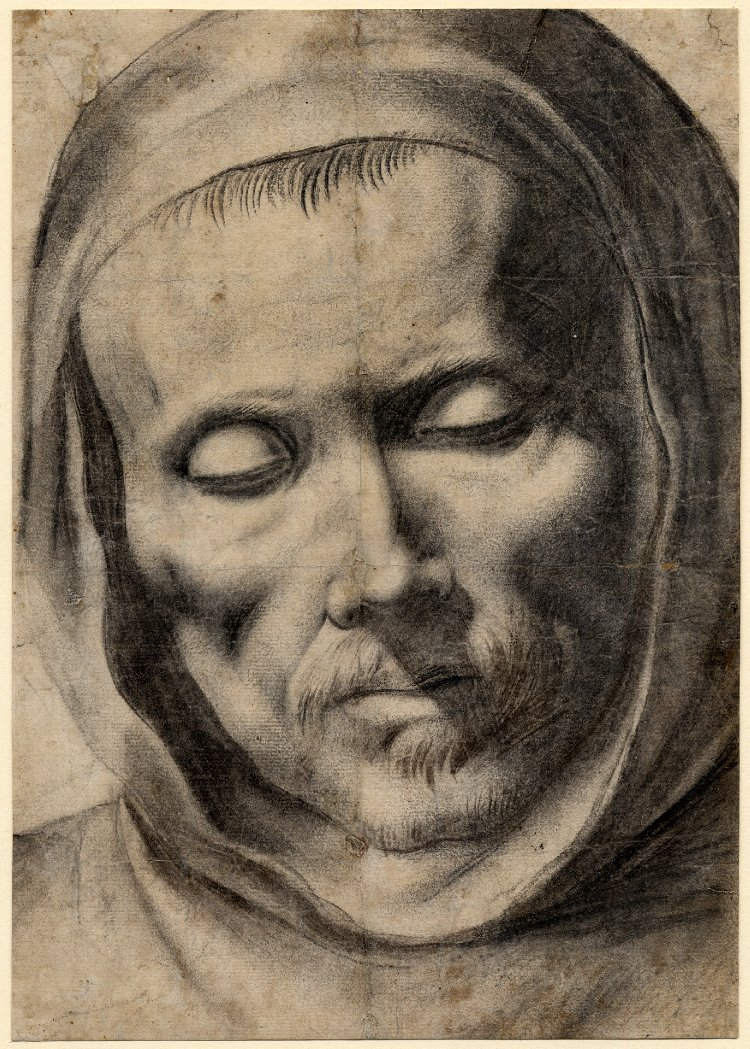
Francisco de Zurbarán, Tête de moine, 1625–64.
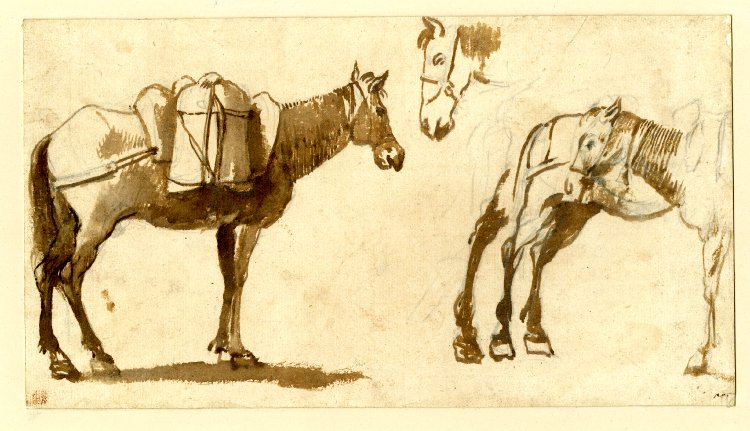
Claude Lorrain, Dessin de mules, 1630-1640.
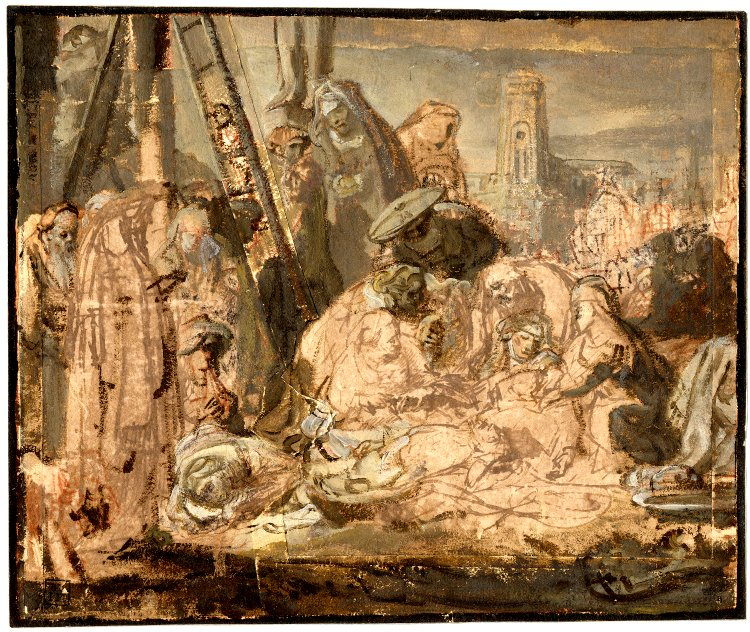
Rembrandt, La Lamentation au pied de la Croix, 1634–1635.
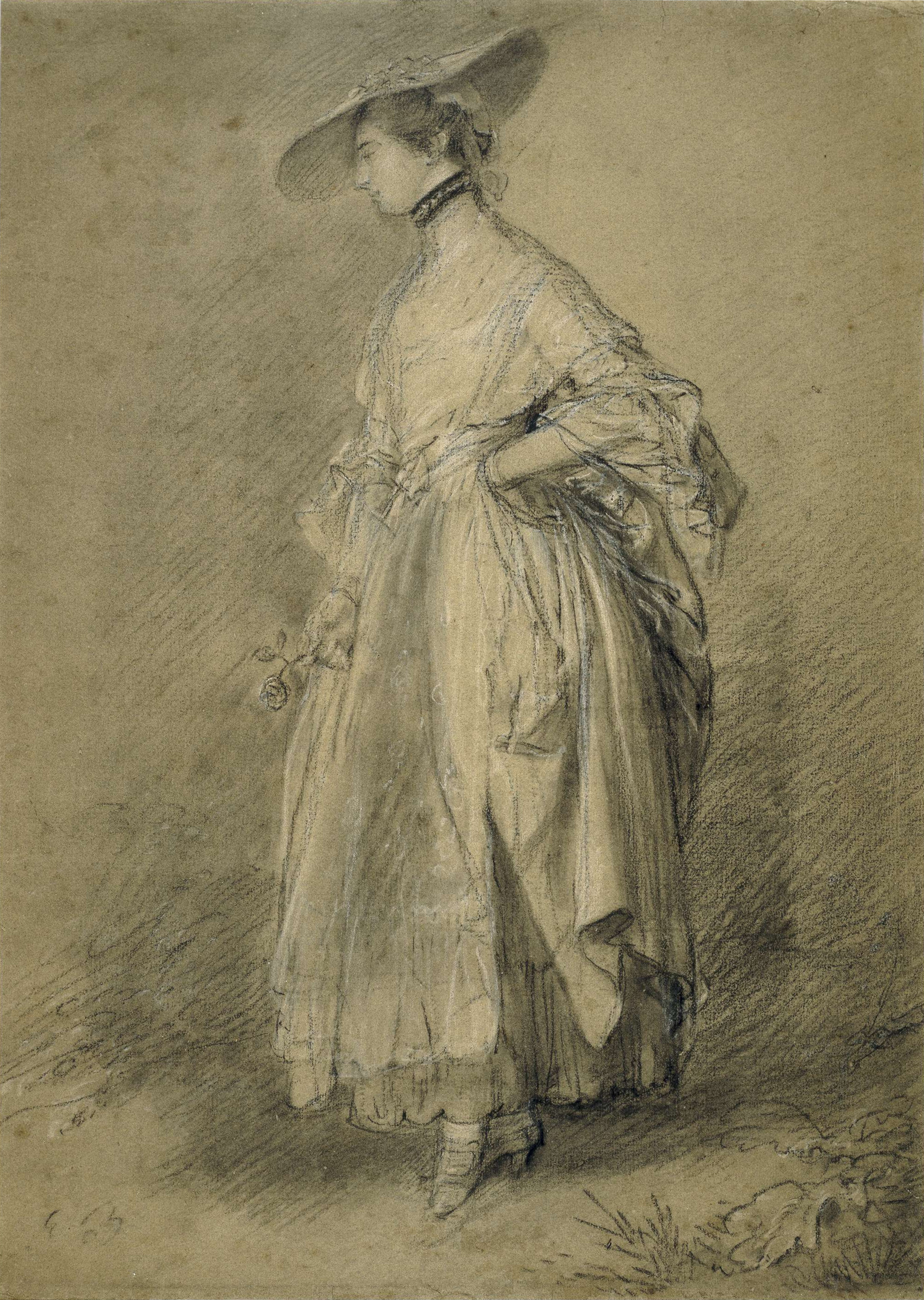
Thomas Gainsborough, Dessin d'une femme avec une rose, 1763-1765.

Plus de 30 000 dessins et aquarelles britanniques des plus importants artistes britanniques tels que William Hogarth, Paul Sandby, J. M. W. Turner, Thomas Girtin, John Constable, John Sell Cotman, Cox, James Gillray, Thomas Rowlandson et George Cruikshank, ainsi que les grands victoriens. Il y a près d'un million d'estampes dont plus de 20 000 satires.
Les onze volumes du Catalogue of Political and Personal Satires Preserved in the Department of Prints and Drawings in the British Museum, composé entre 1870 et 1954 est l'ouvrage de référence pour l'étude des estampes satiriques du British Museum.
En 2011, un don d'un million de livres permet au musée d'acquérir une collection complète de la série Suite Vollard de Pablo Picasso.

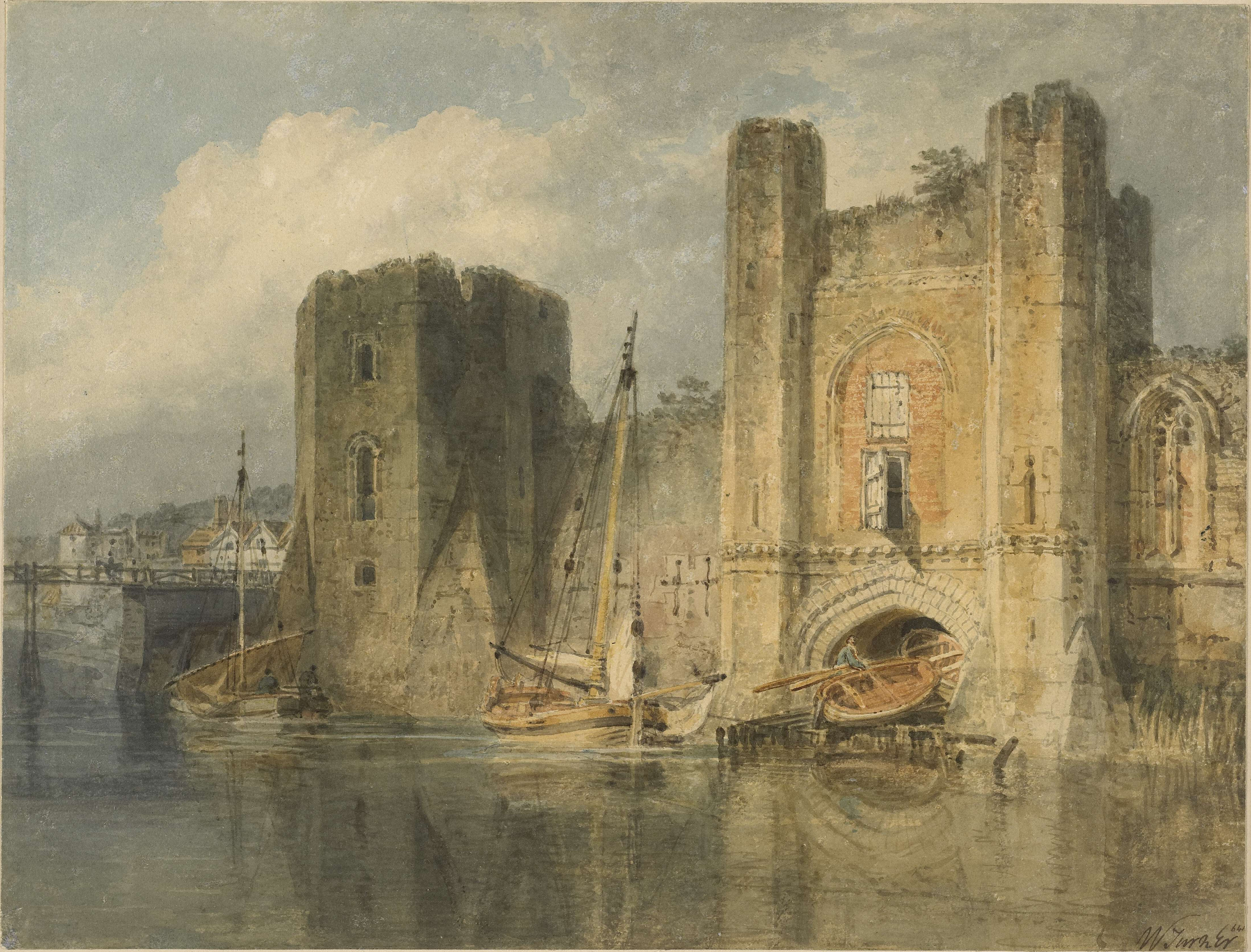
J. M. W. Turner, Aquarelle du château de Newport, 1796.
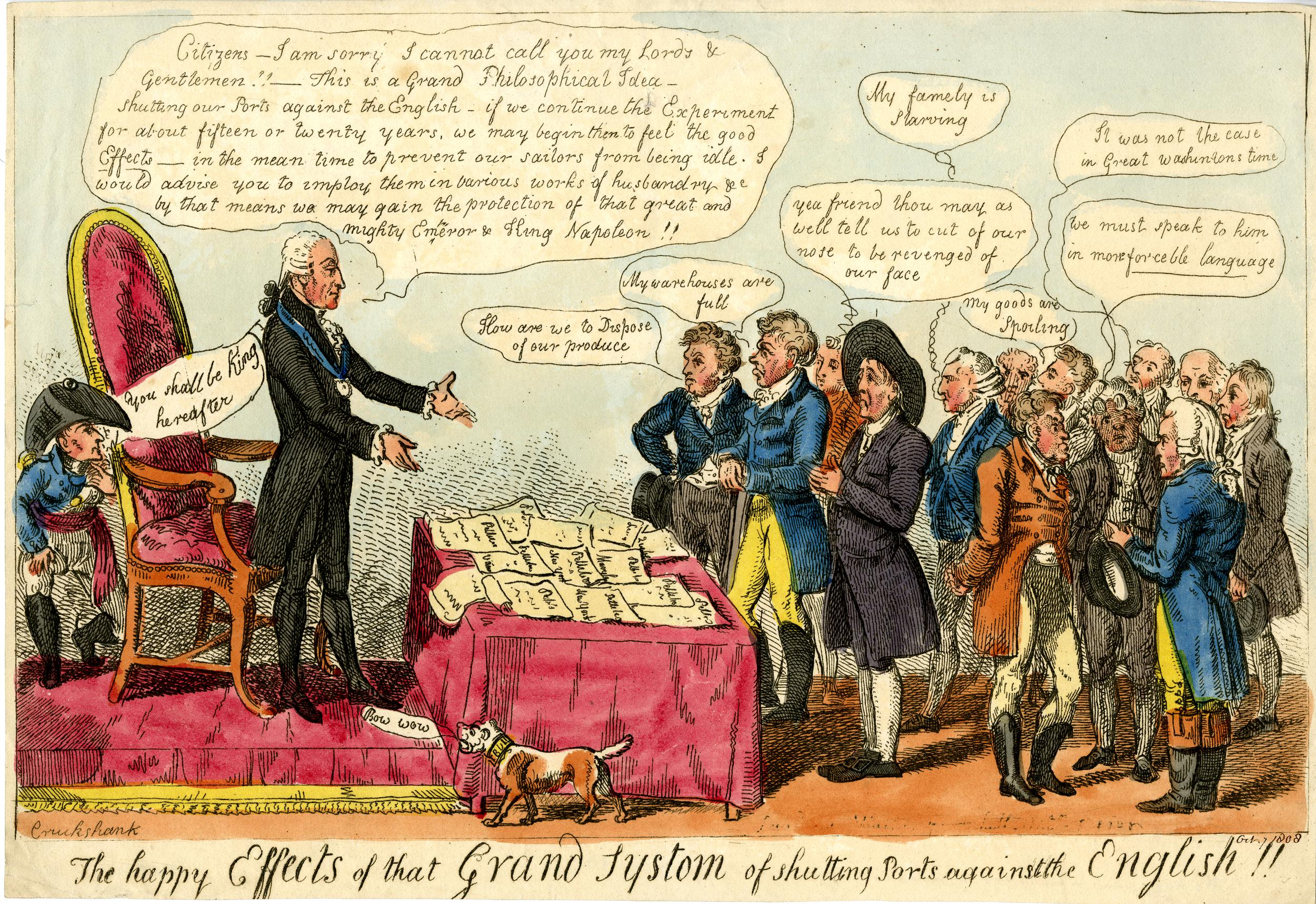
Isaac Cruikshank, Les effets heureux du grand système de fermeture des ports contre les Anglais !!, 1808.
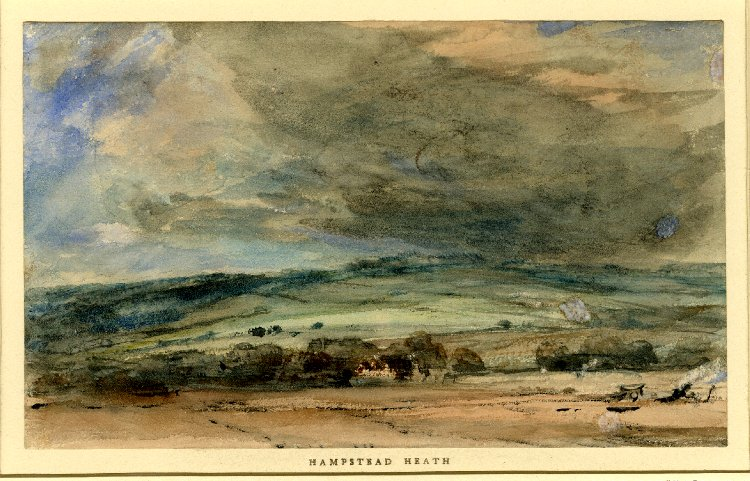
John Constable, Londres depuis Hampstead Heath sous une tempête (aquarelle), 1831.
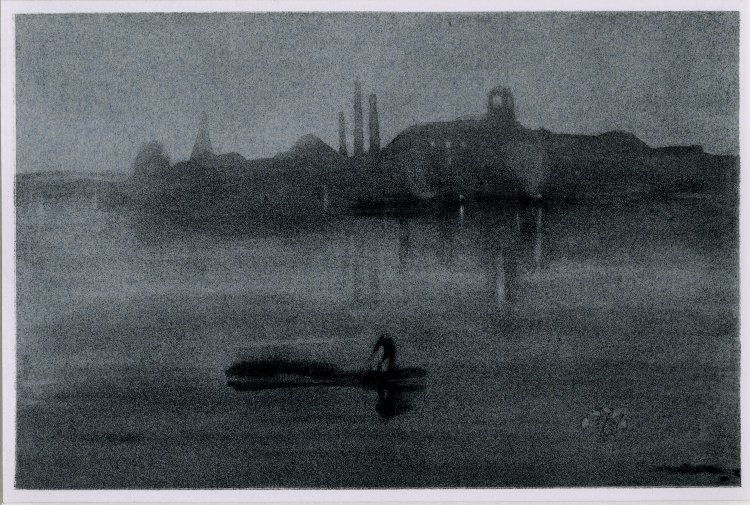
James McNeill Whistler, Vue du quartier de Battersea de Chelsea Reach, Londres (lithographie), 1878.
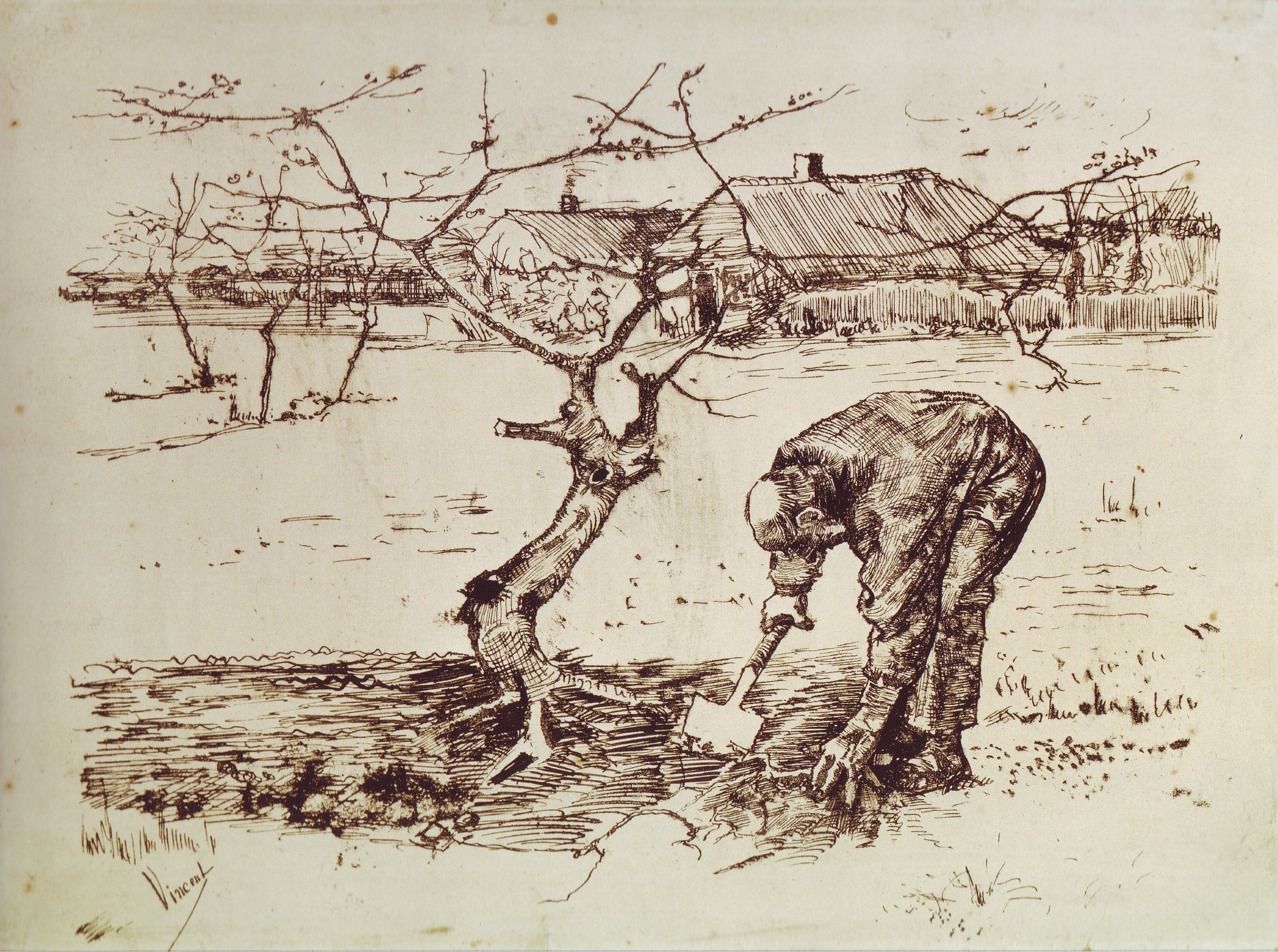
Vincent van Gogh, Homme creusant dans le verger (estampe), 1883.

### Monnaies et médailles
Le British Museum abrite l'une des plus belles collections numismatiques au monde, comprenant environ un million d'objets, dont des pièces de monnaie, des médailles, des jetons et du papier-monnaie. La collection couvre toute l'histoire de la monnaie depuis ses origines, du VIIe siècle av. J.-C. à nos jours, couvrant tout à la fois l'Orient et l'Occident. Le département des monnaies et médailles a été créé en 1861.

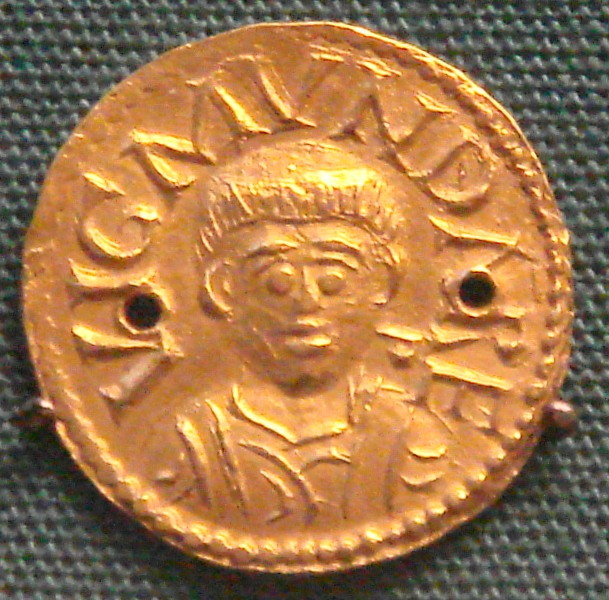
Solidus d'or de Wigmund, archevêque d'York, 837-854.
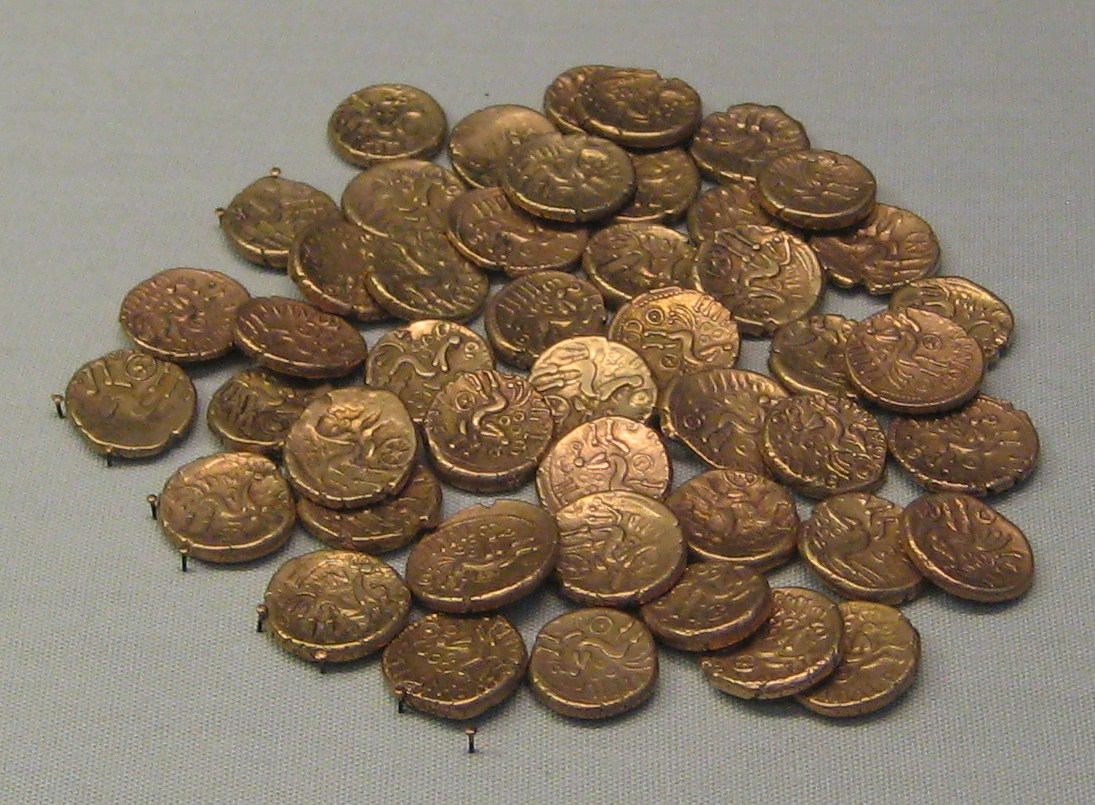
50 statères d'or de Commius, Tincomarus et Eppillus, Alton, Ier siècle.
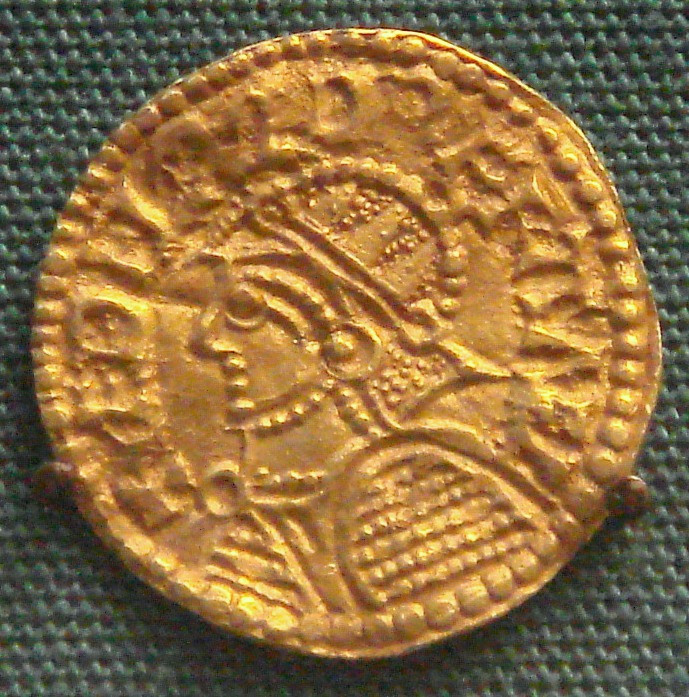
Mancu d'or d'Aethelred II, Angleterre, 1003-1006 AD
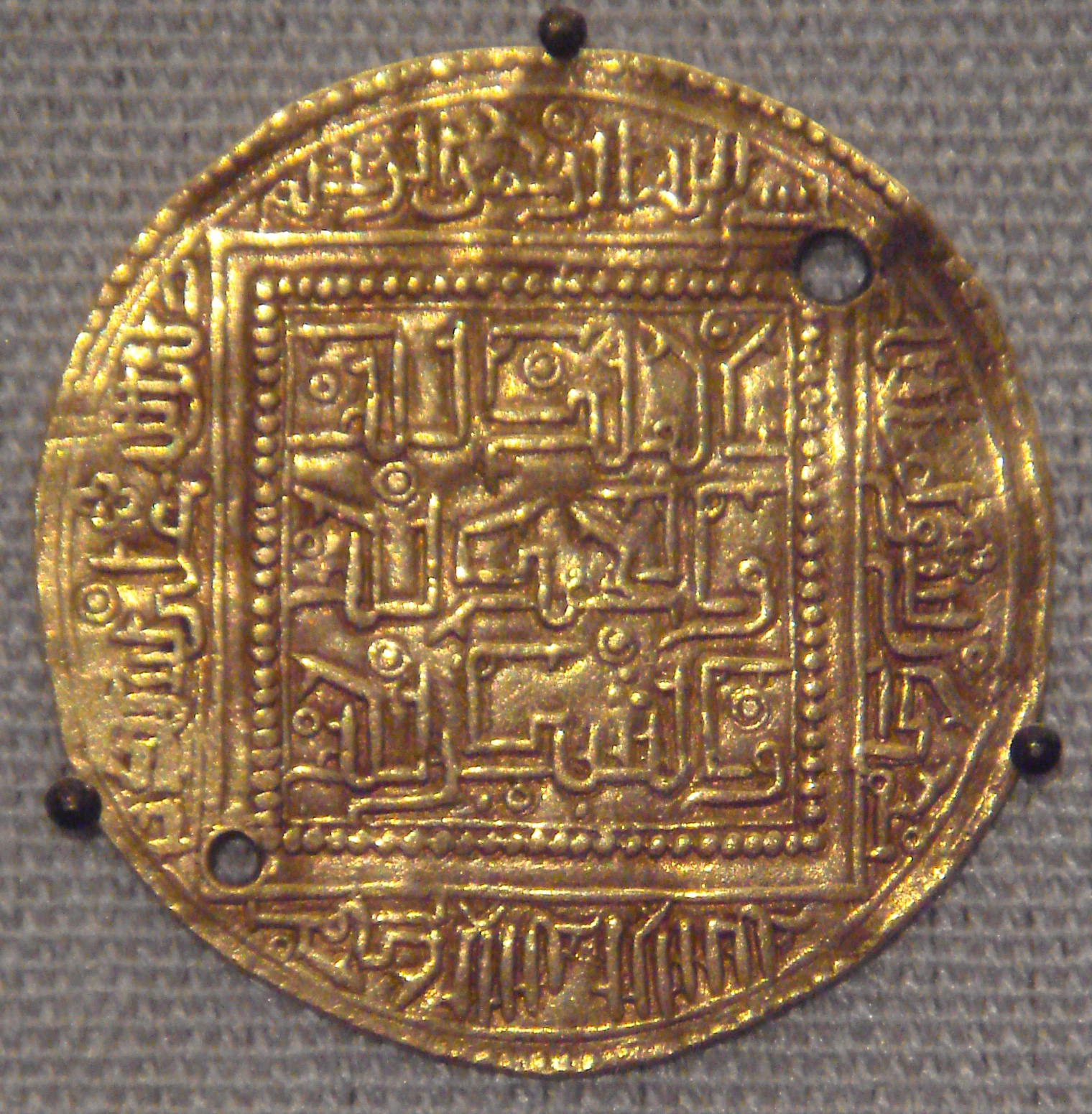
Pièce de monnaie hafside de Béjaïa (1249-1276).

### Conservation et recherche scientifique
Ce département a été fondé en 1920. La conservation compte six domaines spécialisés : la céramique et le verre ; les métaux ; les matières organiques (y compris textiles) ; la pierre ; les peintures murales et mosaïques ; l'art pictural. Le département des sciences est chargé de dater les objets et d’identifier les matériaux utilisés dans leur fabrication, les lieux où les objets ont été fabriqués et les techniques utilisées pour les créer. Il publie régulièrement les résultats de ses travaux.

### Controverses
Le musée a fait face à de nombreuses controverses au fil des années. Certains objets de sa collection, tels que les marbres du Parthénon et les bronzes du Bénin, font l'objet de demandes de restitution. Le nettoyage des marbres du Parthénon par Joseph Duveen dans les années 1930 qui a détruit leur surface d’origine, y compris leurs pigments est une autre controverse. En 2023, il a été révélé que près de 2000 objets de la collection du musée avaient été volés sur une période de vingt ans, ce qui a conduit le musée à faire face à une crise historique. Le scandale a mené à la démission du directeur.

## Fréquentation
Fréquentation annuelle 

4 868 176 (2004)
4 536 064 (2005)
4 837 878 (2006)
5 418 265 (2007)
5 932 897 (2008)
5 569 981 (2009)
5 842 138 (2010)
5 848 534 (2011)
5 575 946 (2012)
6 701 036 (2013)
6 695 213 (2014)
6 820 686 (2015),
6 420 395 (2016)
5 906 716 (2017)
5 820 000 (2018)
6 239 983 (2019)
1 275 466 (2020)
1 327 120 (2021)
4 097 000 (2022)
5 821 000 (2023)